# قائمة مجلات الأطفال العربية
انتشرت مجلات الأطفال في العالم العربي مع بداية ظهور وسائل الطباعة وكوسيلة من وسائل الترفيه، بعضها استمر والكثير منها توقف. برزت فكرة إعداد أول موسوعة لمجلات الأطفال العربية من عمل مشترك بين الأمانة العامة لجامعة الدول العربية قسم إدارة الأسرة والطفولة والمجلس العربي للطفولة والتنمية، حصرت فيه ما أصدرته المطابع العربية من مجلات الأطفال طوال قرن ونصف القرن. صدرت 31 مجلة من 1870 إلى 1950م ثم شهدت المجلات العربية صعوداً هائلاً إلى 70 مجلة منذ 1950 وحتى بداية القرن الحادي والعشرين. كان لمصر النصيب الأكبر من تلك المجلات بحوالي 29 مجلة، بينما أقلها كانت السودان حيث أصدرت مجلة واحدة فقط. كان طابع غالب المجلات تربوياً وتوجيهياً، وكانت وزارات التعليم في الدول العربية من أبرز المصدرين لها. ولذا كانت أغلب المجلات تخاطب الفئة المستهدفة بصفتهم طلاباً.
- هذه قائمة بأسماء مجلات الأطفال التي صدرت باللغة العربية.
- القائمة مرتبة ترتيبا هجائياً مع إهمال أل التعريف وحرف واو العطف.

## أ
| الغلاف                                             | الاسم               | هوية المجلة (التاريخ، البلد، الشركة) | وصف |
| -------------------------------------------------- | ------------------- | ------------------------------------ | --- |
|                                                    | أحمد                | 1986م                                | مجلة أحمد هي مجلة لبنانية تصدر كل أسبوعين في أول ومنتصف كل شهر هجري، تطبع في دار الحدائق ببيروت، وتصدرها مؤسسة خيرية في لبنان. صدرت لأول مرة في عام 1986م. سعر المجلة في لبنان عام 1995 هو 1500 ليرة. وشعارها: مجلة مصورة للفتيان والفتيات، القطع 20×27 سم. |
| لبنان                                              | أحمد                |                                      | مجلة أحمد هي مجلة لبنانية تصدر كل أسبوعين في أول ومنتصف كل شهر هجري، تطبع في دار الحدائق ببيروت، وتصدرها مؤسسة خيرية في لبنان. صدرت لأول مرة في عام 1986م. سعر المجلة في لبنان عام 1995 هو 1500 ليرة. وشعارها: مجلة مصورة للفتيان والفتيات، القطع 20×27 سم. |
| دار الحدائق                                        | أحمد                |                                      | مجلة أحمد هي مجلة لبنانية تصدر كل أسبوعين في أول ومنتصف كل شهر هجري، تطبع في دار الحدائق ببيروت، وتصدرها مؤسسة خيرية في لبنان. صدرت لأول مرة في عام 1986م. سعر المجلة في لبنان عام 1995 هو 1500 ليرة. وشعارها: مجلة مصورة للفتيان والفتيات، القطع 20×27 سم. |
|                                                    | الأذكياء            | 1996م                                | مجلة الأذكياء هي مجلة إماراتية أسبوعية تصدر عن دار الخليج للصحافة والطباعة والنشر التي تصدر جريدة الخليج من مجلة شروق، واسمها الإنجليزي Smarts رئيس مجلس الإدارة تريم عمران. صدر العدد الأول منها في الثلاثاء 12 إبريل 1996م. |
| الإمارات العربية المتحدة                           | الأذكياء            |                                      | مجلة الأذكياء هي مجلة إماراتية أسبوعية تصدر عن دار الخليج للصحافة والطباعة والنشر التي تصدر جريدة الخليج من مجلة شروق، واسمها الإنجليزي Smarts رئيس مجلس الإدارة تريم عمران. صدر العدد الأول منها في الثلاثاء 12 إبريل 1996م. |
| دار الخليج للصحافة والطباعة والنشر                 | الأذكياء            |                                      | مجلة الأذكياء هي مجلة إماراتية أسبوعية تصدر عن دار الخليج للصحافة والطباعة والنشر التي تصدر جريدة الخليج من مجلة شروق، واسمها الإنجليزي Smarts رئيس مجلس الإدارة تريم عمران. صدر العدد الأول منها في الثلاثاء 12 إبريل 1996م. |
|                                                    | أروى                | أبريل، 1984م                         | مجلة أروى هي مجلة أردنية شهرية، تصدر عن الاتحاد الثقافي في فرنسا من خلال ترخيص خاص، يتكون فريق التحرير من: علي إسماعيل رمان، محمد جمال عمرو، محمد بسام ملص. صدر العدد الأول من المجلة في أبريل عام 1984م، قدم فيها رئيس التحرير رضوان دعبول للعدد الأول أن مجلة أروى هي بديل لمجلة إشراق. صدر العدد الأخير من المجلة عام 1986م. لا تعتمد المجلة كثيراً من المعلومات، وتزداد صفحات الكرتون عن نصف الصفحات، وليس هناك مسابقات مالية، المجلة ملونة بالكامل ولم تعتمد على الإعلانات في الأعداد. |
| الأردن                                             | أروى                |                                      | مجلة أروى هي مجلة أردنية شهرية، تصدر عن الاتحاد الثقافي في فرنسا من خلال ترخيص خاص، يتكون فريق التحرير من: علي إسماعيل رمان، محمد جمال عمرو، محمد بسام ملص. صدر العدد الأول من المجلة في أبريل عام 1984م، قدم فيها رئيس التحرير رضوان دعبول للعدد الأول أن مجلة أروى هي بديل لمجلة إشراق. صدر العدد الأخير من المجلة عام 1986م. لا تعتمد المجلة كثيراً من المعلومات، وتزداد صفحات الكرتون عن نصف الصفحات، وليس هناك مسابقات مالية، المجلة ملونة بالكامل ولم تعتمد على الإعلانات في الأعداد. |
| الاتحاد الثقافي بفرنسا                             | أروى                |                                      | مجلة أروى هي مجلة أردنية شهرية، تصدر عن الاتحاد الثقافي في فرنسا من خلال ترخيص خاص، يتكون فريق التحرير من: علي إسماعيل رمان، محمد جمال عمرو، محمد بسام ملص. صدر العدد الأول من المجلة في أبريل عام 1984م، قدم فيها رئيس التحرير رضوان دعبول للعدد الأول أن مجلة أروى هي بديل لمجلة إشراق. صدر العدد الأخير من المجلة عام 1986م. لا تعتمد المجلة كثيراً من المعلومات، وتزداد صفحات الكرتون عن نصف الصفحات، وليس هناك مسابقات مالية، المجلة ملونة بالكامل ولم تعتمد على الإعلانات في الأعداد. |
|                                                    | أسامة               | 1 فبراير، 1969م                      | مجلة أسامة هي مجلة سورية نصف شهرية للأطفال تصدر في دمشق عن وزارة الثقافة السورية، صدر العدد الأول منها في تاريخ 1 شباط من عام 1969، وهي متخصصة بكل ما يتعلق بالطفل وتنمية وثقافة الأطفال واليافعين وتنشر اليوم المجلة في كافة المحافظات السورية والأقطار المجاورة. ترأس المجلة نخبة من الأساتذة عادل أبو شنب ثم زكريا تامر ثم ميشيل كيلو ثم دلال حاتم. وقد رسم بها الفنان الراحل ممتاز البحرة مبدع شخصية أسامة وماجد وشنتير وغيرهم، كذلك رسم بها الفنان الراحل طه الخالدي والفنان الراحل نذير نبعة والفنان نعيم إسماعيل كما رسم بها يوسف عبدلكي ولجينة الأصيل ونزار غازي. ويبلغ سعر المجلة في سورية خمساً وثلاثين ليرة سورية، وسعرها عالميا دولار وخمسين سنت. |
| سوريا                                              | أسامة               |                                      | مجلة أسامة هي مجلة سورية نصف شهرية للأطفال تصدر في دمشق عن وزارة الثقافة السورية، صدر العدد الأول منها في تاريخ 1 شباط من عام 1969، وهي متخصصة بكل ما يتعلق بالطفل وتنمية وثقافة الأطفال واليافعين وتنشر اليوم المجلة في كافة المحافظات السورية والأقطار المجاورة. ترأس المجلة نخبة من الأساتذة عادل أبو شنب ثم زكريا تامر ثم ميشيل كيلو ثم دلال حاتم. وقد رسم بها الفنان الراحل ممتاز البحرة مبدع شخصية أسامة وماجد وشنتير وغيرهم، كذلك رسم بها الفنان الراحل طه الخالدي والفنان الراحل نذير نبعة والفنان نعيم إسماعيل كما رسم بها يوسف عبدلكي ولجينة الأصيل ونزار غازي. ويبلغ سعر المجلة في سورية خمساً وثلاثين ليرة سورية، وسعرها عالميا دولار وخمسين سنت. |
| وزارة الثقافة السورية                              | أسامة               |                                      | مجلة أسامة هي مجلة سورية نصف شهرية للأطفال تصدر في دمشق عن وزارة الثقافة السورية، صدر العدد الأول منها في تاريخ 1 شباط من عام 1969، وهي متخصصة بكل ما يتعلق بالطفل وتنمية وثقافة الأطفال واليافعين وتنشر اليوم المجلة في كافة المحافظات السورية والأقطار المجاورة. ترأس المجلة نخبة من الأساتذة عادل أبو شنب ثم زكريا تامر ثم ميشيل كيلو ثم دلال حاتم. وقد رسم بها الفنان الراحل ممتاز البحرة مبدع شخصية أسامة وماجد وشنتير وغيرهم، كذلك رسم بها الفنان الراحل طه الخالدي والفنان الراحل نذير نبعة والفنان نعيم إسماعيل كما رسم بها يوسف عبدلكي ولجينة الأصيل ونزار غازي. ويبلغ سعر المجلة في سورية خمساً وثلاثين ليرة سورية، وسعرها عالميا دولار وخمسين سنت. |
|                                                    | أسامة               | 1993م                                | مجلة أسامة هي مجلة يمنية شهرية تصدرها رياض ومدارس النهضة الحديثة، صدر العدد الأول عام 1993م. تحمل المجلة شعار "مجلة كل الأطفال والفتيان"، ليست هناك إشارة إلى العمر الذي توجه إليه المجلة لكنها تصدر للأطفال من سن 8-14 سنة تقريباً، هناك مقدمة يكتبها رئيس التحرير باسم أحبابي في الصفحة الثابتة، وتعتمد المجلة على القصص النثرية ويساهم قراء المجلة بالكتابة في مجالات متعددة، سواء ابتسامات أو معلومات أو أمثال. |
| اليمن                                              | أسامة               |                                      | مجلة أسامة هي مجلة يمنية شهرية تصدرها رياض ومدارس النهضة الحديثة، صدر العدد الأول عام 1993م. تحمل المجلة شعار "مجلة كل الأطفال والفتيان"، ليست هناك إشارة إلى العمر الذي توجه إليه المجلة لكنها تصدر للأطفال من سن 8-14 سنة تقريباً، هناك مقدمة يكتبها رئيس التحرير باسم أحبابي في الصفحة الثابتة، وتعتمد المجلة على القصص النثرية ويساهم قراء المجلة بالكتابة في مجالات متعددة، سواء ابتسامات أو معلومات أو أمثال. |
| رياض ومدارس النهضة الحديثة                         | أسامة               |                                      | مجلة أسامة هي مجلة يمنية شهرية تصدرها رياض ومدارس النهضة الحديثة، صدر العدد الأول عام 1993م. تحمل المجلة شعار "مجلة كل الأطفال والفتيان"، ليست هناك إشارة إلى العمر الذي توجه إليه المجلة لكنها تصدر للأطفال من سن 8-14 سنة تقريباً، هناك مقدمة يكتبها رئيس التحرير باسم أحبابي في الصفحة الثابتة، وتعتمد المجلة على القصص النثرية ويساهم قراء المجلة بالكتابة في مجالات متعددة، سواء ابتسامات أو معلومات أو أمثال. |
|                                                    | أشبال السعودية      | أكتوبر، 1982م                        | مجلة أشبال السعودية هي مجلة شهرية سعودية صدر العدد الأول منها في محرم 1402هـ، أكتوبر 1982م، تصدر عن الشركة السعودية للطيران مع وكالة الصحافة الإسلامية، وهي المجلة نفسها التي صدرت فيما بعد داخل مجلة أهلاً وسهلاً، والمجلة أهدتها الشركة السعودية إلى الجيل الجديد. مديرها العام أحمد مطر ومدير العلاقات العامة يعرب عبد الله بلخير. ولا تعتمد المجلة كثيراً على القصص الكارتونية وتعتمد أكثر على المعلوماتية والتسالي، والقصص غير الكارتونية، وتشغل التسالي عدة صفحات تحت عنوان: رياضة ذهنية، فيها كلمات متقاطعة ومتاهات، وتوصيل الأرقام، والتلوين، وكلمات ضائعة، وتظليل واختبر قدرتك الفنية.. ولا تنشر المجلة مسابقات باعتبار أن القارئ لها عابر، لكنها تنشر صور القراء ومساهماتهم ورسوماتهم تحت اسم حديقة الأشبال، وفي الوقت نفسه تحاول التواصل مع القراء، صارت المجلة ملحقاً في منتصف الثمانينيات ثم توقفت عن الصدور، تهتم بالمعارف الدينية والعلمية ليس هناك شعار ثابت للمجلة ولا تباع ولا تعتمد على الإعلانات. |
| السعودية                                           | أشبال السعودية      |                                      | مجلة أشبال السعودية هي مجلة شهرية سعودية صدر العدد الأول منها في محرم 1402هـ، أكتوبر 1982م، تصدر عن الشركة السعودية للطيران مع وكالة الصحافة الإسلامية، وهي المجلة نفسها التي صدرت فيما بعد داخل مجلة أهلاً وسهلاً، والمجلة أهدتها الشركة السعودية إلى الجيل الجديد. مديرها العام أحمد مطر ومدير العلاقات العامة يعرب عبد الله بلخير. ولا تعتمد المجلة كثيراً على القصص الكارتونية وتعتمد أكثر على المعلوماتية والتسالي، والقصص غير الكارتونية، وتشغل التسالي عدة صفحات تحت عنوان: رياضة ذهنية، فيها كلمات متقاطعة ومتاهات، وتوصيل الأرقام، والتلوين، وكلمات ضائعة، وتظليل واختبر قدرتك الفنية.. ولا تنشر المجلة مسابقات باعتبار أن القارئ لها عابر، لكنها تنشر صور القراء ومساهماتهم ورسوماتهم تحت اسم حديقة الأشبال، وفي الوقت نفسه تحاول التواصل مع القراء، صارت المجلة ملحقاً في منتصف الثمانينيات ثم توقفت عن الصدور، تهتم بالمعارف الدينية والعلمية ليس هناك شعار ثابت للمجلة ولا تباع ولا تعتمد على الإعلانات. |
| الشركة السعودية للطيران مع وكالة الصحافة الإسلامية | أشبال السعودية      |                                      | مجلة أشبال السعودية هي مجلة شهرية سعودية صدر العدد الأول منها في محرم 1402هـ، أكتوبر 1982م، تصدر عن الشركة السعودية للطيران مع وكالة الصحافة الإسلامية، وهي المجلة نفسها التي صدرت فيما بعد داخل مجلة أهلاً وسهلاً، والمجلة أهدتها الشركة السعودية إلى الجيل الجديد. مديرها العام أحمد مطر ومدير العلاقات العامة يعرب عبد الله بلخير. ولا تعتمد المجلة كثيراً على القصص الكارتونية وتعتمد أكثر على المعلوماتية والتسالي، والقصص غير الكارتونية، وتشغل التسالي عدة صفحات تحت عنوان: رياضة ذهنية، فيها كلمات متقاطعة ومتاهات، وتوصيل الأرقام، والتلوين، وكلمات ضائعة، وتظليل واختبر قدرتك الفنية.. ولا تنشر المجلة مسابقات باعتبار أن القارئ لها عابر، لكنها تنشر صور القراء ومساهماتهم ورسوماتهم تحت اسم حديقة الأشبال، وفي الوقت نفسه تحاول التواصل مع القراء، صارت المجلة ملحقاً في منتصف الثمانينيات ثم توقفت عن الصدور، تهتم بالمعارف الدينية والعلمية ليس هناك شعار ثابت للمجلة ولا تباع ولا تعتمد على الإعلانات. |
|                                                    | أشبال الشبيبة       | غير معروف                            | مجلة أشبال الشبيبة هي مجلة أسبوعية تصدر كملحق لجريدة الشبيبة العمانية، تصدر عن دار مسقط للطباعة والنشر، مدير التحرير مصطفى اللواني، توجه إلى الأطفال من سن السابعة حتى سن السابعة عشر. من الملاحظ أن رسوم ومواد المجلة عربية، يرسمها ويكتبها قنانون وأدباء من داخل عمان، وهو توزع خارج السلطنة مع الجريدة، تعتمد المجلة في بعض الأحيان على الإعلانات وعلى الغلاف عادة هناك إشارات مختصرة إلى قصة في العدد، وشعار المجلة على أنها فنية ثقافية، وهو أيضاً شعار الجريدة. |
| عُمان                                               | أشبال الشبيبة       |                                      | مجلة أشبال الشبيبة هي مجلة أسبوعية تصدر كملحق لجريدة الشبيبة العمانية، تصدر عن دار مسقط للطباعة والنشر، مدير التحرير مصطفى اللواني، توجه إلى الأطفال من سن السابعة حتى سن السابعة عشر. من الملاحظ أن رسوم ومواد المجلة عربية، يرسمها ويكتبها قنانون وأدباء من داخل عمان، وهو توزع خارج السلطنة مع الجريدة، تعتمد المجلة في بعض الأحيان على الإعلانات وعلى الغلاف عادة هناك إشارات مختصرة إلى قصة في العدد، وشعار المجلة على أنها فنية ثقافية، وهو أيضاً شعار الجريدة. |
| دار مسقط للطباعة والنشر                            | أشبال الشبيبة       |                                      | مجلة أشبال الشبيبة هي مجلة أسبوعية تصدر كملحق لجريدة الشبيبة العمانية، تصدر عن دار مسقط للطباعة والنشر، مدير التحرير مصطفى اللواني، توجه إلى الأطفال من سن السابعة حتى سن السابعة عشر. من الملاحظ أن رسوم ومواد المجلة عربية، يرسمها ويكتبها قنانون وأدباء من داخل عمان، وهو توزع خارج السلطنة مع الجريدة، تعتمد المجلة في بعض الأحيان على الإعلانات وعلى الغلاف عادة هناك إشارات مختصرة إلى قصة في العدد، وشعار المجلة على أنها فنية ثقافية، وهو أيضاً شعار الجريدة. |
|                                                    | الأشبال والزهرات    | 1969م - الآن                         | مجلة الأشبال والزهرات هي مجلة فلسطينية شهرية، صدرت لأول مرة عام 1969م في دمشق، أسسها سعيد المزين لتلامس هموم ومشاكل الأطفال الفلسطينيين. انتقلت إلى بيروت عام 1982م ثم صدرت في تونس عام 1948م ثم قبرص، ثم ليبيا، وعادت إلى فلسطين عام 1998م، وهي أول مجلة رسمية متخصصة تعنى بشؤون الطفل، تصدر عن هيئة التوجيه السياسي والوطني في السلطة الفلسطينية، عنوانها الحالي ص. ب: 5221 غزة، ويترأس تحريرها نمر روحي رباح، ومدير تحريرها هو عفاف حجازي، يشرف عليها فنيّاً أياد عواد، ويخرجها نهيل هشام. |
| فلسطين                                             | الأشبال والزهرات    |                                      | مجلة الأشبال والزهرات هي مجلة فلسطينية شهرية، صدرت لأول مرة عام 1969م في دمشق، أسسها سعيد المزين لتلامس هموم ومشاكل الأطفال الفلسطينيين. انتقلت إلى بيروت عام 1982م ثم صدرت في تونس عام 1948م ثم قبرص، ثم ليبيا، وعادت إلى فلسطين عام 1998م، وهي أول مجلة رسمية متخصصة تعنى بشؤون الطفل، تصدر عن هيئة التوجيه السياسي والوطني في السلطة الفلسطينية، عنوانها الحالي ص. ب: 5221 غزة، ويترأس تحريرها نمر روحي رباح، ومدير تحريرها هو عفاف حجازي، يشرف عليها فنيّاً أياد عواد، ويخرجها نهيل هشام. |
| هيئة التوجيه السياسي والوطني في السلطة الفلسطينية  | الأشبال والزهرات    |                                      | مجلة الأشبال والزهرات هي مجلة فلسطينية شهرية، صدرت لأول مرة عام 1969م في دمشق، أسسها سعيد المزين لتلامس هموم ومشاكل الأطفال الفلسطينيين. انتقلت إلى بيروت عام 1982م ثم صدرت في تونس عام 1948م ثم قبرص، ثم ليبيا، وعادت إلى فلسطين عام 1998م، وهي أول مجلة رسمية متخصصة تعنى بشؤون الطفل، تصدر عن هيئة التوجيه السياسي والوطني في السلطة الفلسطينية، عنوانها الحالي ص. ب: 5221 غزة، ويترأس تحريرها نمر روحي رباح، ومدير تحريرها هو عفاف حجازي، يشرف عليها فنيّاً أياد عواد، ويخرجها نهيل هشام. |
|                                                    | أصدقائي             | غير معروف                            | مجلة أصدقائي هي مجلة مصرية غير دورية للأطفال، تتكون من مختارات متنوعة. تطل من جميع المكتبات المسيحية بجمهورية مصر العربية، ليست هناك إشارة إلى تاريخ صدورها لكن صدر منها ما لا يقل عن عشرة أعداد بشكل غير دوري، ويتضح من محتواها أنها مجلة دينية للأطفال، تحوي المجلة على مقدمة عنوانها مع عمو كمال يجيب فيها على أسئلة بعض القراء. عدد هذه الصفحات في العدد الواحد سبع صفحات من بين 16 صفحة ملونة. تعتمد المجلة على المسابقات الدينية، وعادة ما ينشر أسماء الفائزين من كافة أنحاء مصر، دون الإشارة إلى أنواع الجوائز، وتنحصر مساهمات القراء في أسئلة دينية وإجابات من عمو عادل، المجلة لا تباع ولا تعتمد على الإعلانات. |
| مصر                                                | أصدقائي             |                                      | مجلة أصدقائي هي مجلة مصرية غير دورية للأطفال، تتكون من مختارات متنوعة. تطل من جميع المكتبات المسيحية بجمهورية مصر العربية، ليست هناك إشارة إلى تاريخ صدورها لكن صدر منها ما لا يقل عن عشرة أعداد بشكل غير دوري، ويتضح من محتواها أنها مجلة دينية للأطفال، تحوي المجلة على مقدمة عنوانها مع عمو كمال يجيب فيها على أسئلة بعض القراء. عدد هذه الصفحات في العدد الواحد سبع صفحات من بين 16 صفحة ملونة. تعتمد المجلة على المسابقات الدينية، وعادة ما ينشر أسماء الفائزين من كافة أنحاء مصر، دون الإشارة إلى أنواع الجوائز، وتنحصر مساهمات القراء في أسئلة دينية وإجابات من عمو عادل، المجلة لا تباع ولا تعتمد على الإعلانات. |
| مكتبات مسيحية                                      | أصدقائي             |                                      | مجلة أصدقائي هي مجلة مصرية غير دورية للأطفال، تتكون من مختارات متنوعة. تطل من جميع المكتبات المسيحية بجمهورية مصر العربية، ليست هناك إشارة إلى تاريخ صدورها لكن صدر منها ما لا يقل عن عشرة أعداد بشكل غير دوري، ويتضح من محتواها أنها مجلة دينية للأطفال، تحوي المجلة على مقدمة عنوانها مع عمو كمال يجيب فيها على أسئلة بعض القراء. عدد هذه الصفحات في العدد الواحد سبع صفحات من بين 16 صفحة ملونة. تعتمد المجلة على المسابقات الدينية، وعادة ما ينشر أسماء الفائزين من كافة أنحاء مصر، دون الإشارة إلى أنواع الجوائز، وتنحصر مساهمات القراء في أسئلة دينية وإجابات من عمو عادل، المجلة لا تباع ولا تعتمد على الإعلانات. |
|                                                    | أطفال               | 1992م                                | مجلة أطفال هي مجلة لبنانية فصلية تعنى بالإنتاج الثقافي والفني للطفل العربي، صدر العدد الأول منها في منتصف عام 1992م تصدر عن هزاز جرافيكس، لبنان، فردان عينة التينة بناية بلغو، بيروت. تعتمد المجلة على نشر عروض الكتاب للأطفال، وتكاد تكون المجلة الوحيدة من نوعها في العالم العربي، هناك مقدمة بقلم رئيس التحرير تحت عنوان كلمة التحرير مكتوبة ببنط صغير ولا توحي أنها مكتوبة للأطفال، توجة المجلة إلى الأطفال من فوق سن العاشرة، أي للفتيان والفتيات. تعتمد المجلة على الاشتراكات، يتضمن كل عرض اسم الكتاب، اسم السلسلة، الناشر، عنوان النشر، تاريخ النشر، القطع، وعدد الصفحات، السن الموجه إليه، واسم المؤلف. |
| لبنان                                              | أطفال               |                                      | مجلة أطفال هي مجلة لبنانية فصلية تعنى بالإنتاج الثقافي والفني للطفل العربي، صدر العدد الأول منها في منتصف عام 1992م تصدر عن هزاز جرافيكس، لبنان، فردان عينة التينة بناية بلغو، بيروت. تعتمد المجلة على نشر عروض الكتاب للأطفال، وتكاد تكون المجلة الوحيدة من نوعها في العالم العربي، هناك مقدمة بقلم رئيس التحرير تحت عنوان كلمة التحرير مكتوبة ببنط صغير ولا توحي أنها مكتوبة للأطفال، توجة المجلة إلى الأطفال من فوق سن العاشرة، أي للفتيان والفتيات. تعتمد المجلة على الاشتراكات، يتضمن كل عرض اسم الكتاب، اسم السلسلة، الناشر، عنوان النشر، تاريخ النشر، القطع، وعدد الصفحات، السن الموجه إليه، واسم المؤلف. |
| هزاز جرافيكس                                       | أطفال               |                                      | مجلة أطفال هي مجلة لبنانية فصلية تعنى بالإنتاج الثقافي والفني للطفل العربي، صدر العدد الأول منها في منتصف عام 1992م تصدر عن هزاز جرافيكس، لبنان، فردان عينة التينة بناية بلغو، بيروت. تعتمد المجلة على نشر عروض الكتاب للأطفال، وتكاد تكون المجلة الوحيدة من نوعها في العالم العربي، هناك مقدمة بقلم رئيس التحرير تحت عنوان كلمة التحرير مكتوبة ببنط صغير ولا توحي أنها مكتوبة للأطفال، توجة المجلة إلى الأطفال من فوق سن العاشرة، أي للفتيان والفتيات. تعتمد المجلة على الاشتراكات، يتضمن كل عرض اسم الكتاب، اسم السلسلة، الناشر، عنوان النشر، تاريخ النشر، القطع، وعدد الصفحات، السن الموجه إليه، واسم المؤلف. |
|                                                    | الأطفال             | أبريل 1926م                          | مجلة الأطفال هي مجلة مصرية أسبوعية صدر العدد الأول منها في أبريل 1926م، لصاحبها ورئيس تحريرها أحمد عطية الله، وهي تعتبر أول إصدار لمجلة ميكي ماوس باللغة العربية، حيث استوحيت قصصها من المسلسلات الكرتونية التي تعتمد على شخصية ميكي كما رسمتها شركة والت ديزني في الثلاثينيات بالأبيض والأسود، كما قامت المجلة بتمصير بعض القصص الكرتونية الأخرى التي تتسم بالفكاهة، وكثيراً ما كان الزجل الذي يكتبه رئيس التحرير مصاغاً باللغة العربية واللهجة العامية معاً. بلغت صفحات القصص الكرتونية 12 صفحة في بعض الأعداد من بين 24 صفحة، الأبواب الثابتة تعتمد على قصص الكرتون، والأزجال، والتسالي. قطع المجلة 28×20سم، أبيض وأسود، وتُلوَّن يدوياً. لم يصدر من المجلة سوى ستة أعداد حيث توقفت في يونيو 1926م. |
| مصر                                                | الأطفال             |                                      | مجلة الأطفال هي مجلة مصرية أسبوعية صدر العدد الأول منها في أبريل 1926م، لصاحبها ورئيس تحريرها أحمد عطية الله، وهي تعتبر أول إصدار لمجلة ميكي ماوس باللغة العربية، حيث استوحيت قصصها من المسلسلات الكرتونية التي تعتمد على شخصية ميكي كما رسمتها شركة والت ديزني في الثلاثينيات بالأبيض والأسود، كما قامت المجلة بتمصير بعض القصص الكرتونية الأخرى التي تتسم بالفكاهة، وكثيراً ما كان الزجل الذي يكتبه رئيس التحرير مصاغاً باللغة العربية واللهجة العامية معاً. بلغت صفحات القصص الكرتونية 12 صفحة في بعض الأعداد من بين 24 صفحة، الأبواب الثابتة تعتمد على قصص الكرتون، والأزجال، والتسالي. قطع المجلة 28×20سم، أبيض وأسود، وتُلوَّن يدوياً. لم يصدر من المجلة سوى ستة أعداد حيث توقفت في يونيو 1926م. |
| أحمد عطية الله                                     | الأطفال             |                                      | مجلة الأطفال هي مجلة مصرية أسبوعية صدر العدد الأول منها في أبريل 1926م، لصاحبها ورئيس تحريرها أحمد عطية الله، وهي تعتبر أول إصدار لمجلة ميكي ماوس باللغة العربية، حيث استوحيت قصصها من المسلسلات الكرتونية التي تعتمد على شخصية ميكي كما رسمتها شركة والت ديزني في الثلاثينيات بالأبيض والأسود، كما قامت المجلة بتمصير بعض القصص الكرتونية الأخرى التي تتسم بالفكاهة، وكثيراً ما كان الزجل الذي يكتبه رئيس التحرير مصاغاً باللغة العربية واللهجة العامية معاً. بلغت صفحات القصص الكرتونية 12 صفحة في بعض الأعداد من بين 24 صفحة، الأبواب الثابتة تعتمد على قصص الكرتون، والأزجال، والتسالي. قطع المجلة 28×20سم، أبيض وأسود، وتُلوَّن يدوياً. لم يصدر من المجلة سوى ستة أعداد حيث توقفت في يونيو 1926م. |
|                                                    | الأطفال المصورة     | 22 ديسمبر، 1925م - 1930م             | مجلة الأطفال المصورة هي مجلة مصرية أسبوعية صدر العدد الأول منها في 22 ديسمبر عام 1925م، لصاحبها ورئيس تحريرها يعقوب ليسكوفتش، اعتمدت المجلة على الترجمة والنقل من المجلات والصحف الأجنبية سواء من القصص الكرتونية أو الرسوم إلى اللغة العامية. لم تكن هناك إشارة إلى أسماء المؤلفين أو الرسامين، عدد صفحاتها 16 صفحة، القطع: 24×17سم، ملونة، استمر صدورها حتى عام 1930م. |
| مصر                                                | الأطفال المصورة     |                                      | مجلة الأطفال المصورة هي مجلة مصرية أسبوعية صدر العدد الأول منها في 22 ديسمبر عام 1925م، لصاحبها ورئيس تحريرها يعقوب ليسكوفتش، اعتمدت المجلة على الترجمة والنقل من المجلات والصحف الأجنبية سواء من القصص الكرتونية أو الرسوم إلى اللغة العامية. لم تكن هناك إشارة إلى أسماء المؤلفين أو الرسامين، عدد صفحاتها 16 صفحة، القطع: 24×17سم، ملونة، استمر صدورها حتى عام 1930م. |
| يعقوب ليسكوفتش                                     | الأطفال المصورة     |                                      | مجلة الأطفال المصورة هي مجلة مصرية أسبوعية صدر العدد الأول منها في 22 ديسمبر عام 1925م، لصاحبها ورئيس تحريرها يعقوب ليسكوفتش، اعتمدت المجلة على الترجمة والنقل من المجلات والصحف الأجنبية سواء من القصص الكرتونية أو الرسوم إلى اللغة العامية. لم تكن هناك إشارة إلى أسماء المؤلفين أو الرسامين، عدد صفحاتها 16 صفحة، القطع: 24×17سم، ملونة، استمر صدورها حتى عام 1930م. |
|                                                    | أطفال اليوم         | أكتوبر، 2001م                        | مجلة أطفال اليوم هي مجلة أسبوعية إماراتية، تُلحق في ملحق لمجلة المرأة اليوم، تصدر في أبوظبي. صدرت أول مرة في أكتوبر، 2001م. يترأس تحريرها عبلة النويس، ويدير تحريرها أم خليفة الملقبة بماما نورة، القطع 17×25سم. تنشر المجلة صور القراء على صفحتين. إلا أنها لم تنشر مساهمات القراء، الملحق لا يباع لكنه يوزع على مجلة المرأة اليوم، وهو يعتمد على الإعلانات عن السلع التي تناسب الأطفال كالأغذية، والألعاب، وهناك على الغلاف إشارة إلى بعض مواد العدد. |
| الإمارات العربية المتحدة                           | أطفال اليوم         |                                      | مجلة أطفال اليوم هي مجلة أسبوعية إماراتية، تُلحق في ملحق لمجلة المرأة اليوم، تصدر في أبوظبي. صدرت أول مرة في أكتوبر، 2001م. يترأس تحريرها عبلة النويس، ويدير تحريرها أم خليفة الملقبة بماما نورة، القطع 17×25سم. تنشر المجلة صور القراء على صفحتين. إلا أنها لم تنشر مساهمات القراء، الملحق لا يباع لكنه يوزع على مجلة المرأة اليوم، وهو يعتمد على الإعلانات عن السلع التي تناسب الأطفال كالأغذية، والألعاب، وهناك على الغلاف إشارة إلى بعض مواد العدد. |
| المرأة اليوم                                       | أطفال اليوم         |                                      | مجلة أطفال اليوم هي مجلة أسبوعية إماراتية، تُلحق في ملحق لمجلة المرأة اليوم، تصدر في أبوظبي. صدرت أول مرة في أكتوبر، 2001م. يترأس تحريرها عبلة النويس، ويدير تحريرها أم خليفة الملقبة بماما نورة، القطع 17×25سم. تنشر المجلة صور القراء على صفحتين. إلا أنها لم تنشر مساهمات القراء، الملحق لا يباع لكنه يوزع على مجلة المرأة اليوم، وهو يعتمد على الإعلانات عن السلع التي تناسب الأطفال كالأغذية، والألعاب، وهناك على الغلاف إشارة إلى بعض مواد العدد. |
|                                                    | افتح يا سمسم        | سبتمبر، 1980م                        | مجلة افتح يا سمسم هي مجلة كويتية شهرية لمدة 10 أشهر في السنة وتتوقف عن الصدور مدة شهرين، تصدر عن المجموعة المتحدة للإنتاج من وزارة الإعلام الكويتية، بالاشتراك مع مؤسسة الإنتاج البرامجي المشترك لدول الخليج العربي، الناشر: أسامة فوزي القاوقجي، رئيس التحرير: إبراهيم اليوسف، مدير التحرير: ياسر المالح. لا تعتمد المجلة على أي رسوم كرتونية، عدد صفحات المجلة 32 صفحة ملونة بقطع 22×28سم، تخلو من الحكي، والقصص وتعتمد على الرسوم، وحقوق الرسوم والتأليف محفوظة للمجموعة المعتمدة، وبإذن خاص من ورشة تلفزيون الأطفال بنيويورك تخلو المجلة من الإعلان ومن التسالي، أو المسابقات، وتباع النسخة في الكويت عام 1980م بـ600 فلس. |
| الكويت                                             | افتح يا سمسم        |                                      | مجلة افتح يا سمسم هي مجلة كويتية شهرية لمدة 10 أشهر في السنة وتتوقف عن الصدور مدة شهرين، تصدر عن المجموعة المتحدة للإنتاج من وزارة الإعلام الكويتية، بالاشتراك مع مؤسسة الإنتاج البرامجي المشترك لدول الخليج العربي، الناشر: أسامة فوزي القاوقجي، رئيس التحرير: إبراهيم اليوسف، مدير التحرير: ياسر المالح. لا تعتمد المجلة على أي رسوم كرتونية، عدد صفحات المجلة 32 صفحة ملونة بقطع 22×28سم، تخلو من الحكي، والقصص وتعتمد على الرسوم، وحقوق الرسوم والتأليف محفوظة للمجموعة المعتمدة، وبإذن خاص من ورشة تلفزيون الأطفال بنيويورك تخلو المجلة من الإعلان ومن التسالي، أو المسابقات، وتباع النسخة في الكويت عام 1980م بـ600 فلس. |
| المجموعة المتحدة للإنتاج                           | افتح يا سمسم        |                                      | مجلة افتح يا سمسم هي مجلة كويتية شهرية لمدة 10 أشهر في السنة وتتوقف عن الصدور مدة شهرين، تصدر عن المجموعة المتحدة للإنتاج من وزارة الإعلام الكويتية، بالاشتراك مع مؤسسة الإنتاج البرامجي المشترك لدول الخليج العربي، الناشر: أسامة فوزي القاوقجي، رئيس التحرير: إبراهيم اليوسف، مدير التحرير: ياسر المالح. لا تعتمد المجلة على أي رسوم كرتونية، عدد صفحات المجلة 32 صفحة ملونة بقطع 22×28سم، تخلو من الحكي، والقصص وتعتمد على الرسوم، وحقوق الرسوم والتأليف محفوظة للمجموعة المعتمدة، وبإذن خاص من ورشة تلفزيون الأطفال بنيويورك تخلو المجلة من الإعلان ومن التسالي، أو المسابقات، وتباع النسخة في الكويت عام 1980م بـ600 فلس. |
|                                                    | أمقيدش              | 1969م                                | مجلة أو جريدة أمقيدش هي جريدة جزائرية شهرية لأطفال، صدرت لأول مرة عام 1969م. تولى رئاسة تحريرها ضوي عبد الرحمن. أمقيدش هو اسم بطل قصص شعبية معروفة في الجزائر وجميع قصصها مستوحاة منم التاريخ الجزائري القديم والحديث ومن تاريخ الوطن العربي والعقيدة الإسلامية. عدد الصفحات الكرتونية 4 صفحات من بين 16 صفحة، أبيض وأسود بقطع 19×24سم، ظلت الجريدة تصدر بغير انتظام ثم صارت تصدر كل شهرين ثم تحولت إلى مجلة فصلية حتى توقفت عن الصدور بسبب قلة الكفاءات الفنية الخاصة بالرسامين والمؤلفين ومشكلات الطباعة والتوزيع. |
| الجزائر                                            | أمقيدش              |                                      | مجلة أو جريدة أمقيدش هي جريدة جزائرية شهرية لأطفال، صدرت لأول مرة عام 1969م. تولى رئاسة تحريرها ضوي عبد الرحمن. أمقيدش هو اسم بطل قصص شعبية معروفة في الجزائر وجميع قصصها مستوحاة منم التاريخ الجزائري القديم والحديث ومن تاريخ الوطن العربي والعقيدة الإسلامية. عدد الصفحات الكرتونية 4 صفحات من بين 16 صفحة، أبيض وأسود بقطع 19×24سم، ظلت الجريدة تصدر بغير انتظام ثم صارت تصدر كل شهرين ثم تحولت إلى مجلة فصلية حتى توقفت عن الصدور بسبب قلة الكفاءات الفنية الخاصة بالرسامين والمؤلفين ومشكلات الطباعة والتوزيع. |
| ضوي عبد الرحمن                                     | أمقيدش              |                                      | مجلة أو جريدة أمقيدش هي جريدة جزائرية شهرية لأطفال، صدرت لأول مرة عام 1969م. تولى رئاسة تحريرها ضوي عبد الرحمن. أمقيدش هو اسم بطل قصص شعبية معروفة في الجزائر وجميع قصصها مستوحاة منم التاريخ الجزائري القديم والحديث ومن تاريخ الوطن العربي والعقيدة الإسلامية. عدد الصفحات الكرتونية 4 صفحات من بين 16 صفحة، أبيض وأسود بقطع 19×24سم، ظلت الجريدة تصدر بغير انتظام ثم صارت تصدر كل شهرين ثم تحولت إلى مجلة فصلية حتى توقفت عن الصدور بسبب قلة الكفاءات الفنية الخاصة بالرسامين والمؤلفين ومشكلات الطباعة والتوزيع. |
|                                                    | الأمل               | فبراير 1975م                         | الأمل هي مجلة ليبية نصف شهرية، تصدرها المؤسسة العامة للصحافة، صدرت لأول مرة في فبراير 1975م، تحت شعار "مجلة مصورة للأطفال". تنشر المجلة قصص الكرتون حيث تبلغ صفحات الكرتون 11 صفحة من بين 36 صفحة بين أبيض وأسود وملون، وأغلب هذا الكرتون عبارة عن قصص مسلسلة للكثير من الحلقات، مثل برتو لدو وهي قصص مترجمة والبطل الصغير وطارق بن زياد وجحا. |
| ليبيا                                              | الأمل               |                                      | الأمل هي مجلة ليبية نصف شهرية، تصدرها المؤسسة العامة للصحافة، صدرت لأول مرة في فبراير 1975م، تحت شعار "مجلة مصورة للأطفال". تنشر المجلة قصص الكرتون حيث تبلغ صفحات الكرتون 11 صفحة من بين 36 صفحة بين أبيض وأسود وملون، وأغلب هذا الكرتون عبارة عن قصص مسلسلة للكثير من الحلقات، مثل برتو لدو وهي قصص مترجمة والبطل الصغير وطارق بن زياد وجحا. |
| المؤسسة العامة للصحافة                             | الأمل               |                                      | الأمل هي مجلة ليبية نصف شهرية، تصدرها المؤسسة العامة للصحافة، صدرت لأول مرة في فبراير 1975م، تحت شعار "مجلة مصورة للأطفال". تنشر المجلة قصص الكرتون حيث تبلغ صفحات الكرتون 11 صفحة من بين 36 صفحة بين أبيض وأسود وملون، وأغلب هذا الكرتون عبارة عن قصص مسلسلة للكثير من الحلقات، مثل برتو لدو وهي قصص مترجمة والبطل الصغير وطارق بن زياد وجحا. |
|                                                    | أهلاً وسهلاً بالأشبال | 1989م                                | مجلة أهلاً وسهلاً بالأشبال هي مجلة سعودية شهرية صدرت نهاية عام 1989 كملحق داخل مجلة أهلا وسهلا التي تصدرها العلاقات العامة بالخطوط الجوية السعودية، توقفت عن الصدور مع بداية عام 1992م، رئيس التحرير: أيوب عبد الله بلخير، قطع المجلة 30× 22سم، عدد الصفحات 10 صفحات ملونة، لها غلاف خارجي، وتسمى في الحشايا "أشبال السعودية" توجه إلى الأطفال من سن 6 إلى 14 سنة، والشخصية الرئيسة فيها هي هشام. |
| السعودية                                           | أهلاً وسهلاً بالأشبال |                                      | مجلة أهلاً وسهلاً بالأشبال هي مجلة سعودية شهرية صدرت نهاية عام 1989 كملحق داخل مجلة أهلا وسهلا التي تصدرها العلاقات العامة بالخطوط الجوية السعودية، توقفت عن الصدور مع بداية عام 1992م، رئيس التحرير: أيوب عبد الله بلخير، قطع المجلة 30× 22سم، عدد الصفحات 10 صفحات ملونة، لها غلاف خارجي، وتسمى في الحشايا "أشبال السعودية" توجه إلى الأطفال من سن 6 إلى 14 سنة، والشخصية الرئيسة فيها هي هشام. |
| العلاقات العامة بالخطوط الجوية السعودية            | أهلاً وسهلاً بالأشبال |                                      | مجلة أهلاً وسهلاً بالأشبال هي مجلة سعودية شهرية صدرت نهاية عام 1989 كملحق داخل مجلة أهلا وسهلا التي تصدرها العلاقات العامة بالخطوط الجوية السعودية، توقفت عن الصدور مع بداية عام 1992م، رئيس التحرير: أيوب عبد الله بلخير، قطع المجلة 30× 22سم، عدد الصفحات 10 صفحات ملونة، لها غلاف خارجي، وتسمى في الحشايا "أشبال السعودية" توجه إلى الأطفال من سن 6 إلى 14 سنة، والشخصية الرئيسة فيها هي هشام. |
|                                                    | الأولاد             | 1922م                                | مجلة الأولاد هي مجلة مصرية نصف شهرية، صدر العدد الأول منها عام 1922م، ليست هناك إشارة إلى الناشر أو اسم رئيس التحرير. توجه إلى سن من ستة أعوام إلى 16 عاماً، وهي تعتمد على قصص كرتونية مترجمة ومرسومة في مجلات أخرى عالمية، ليست هناك مقدمة ولا أسماء تحريرية، وتتسم المجلة بغرابة عناوين قصص الكرتون مثل "عبود وابنه بياضة واللي جرى له من ألعاب الرياضة" و"حاريتو وماريان ودقماقة ومعركة الثيران". |
| مصر                                                | الأولاد             |                                      | مجلة الأولاد هي مجلة مصرية نصف شهرية، صدر العدد الأول منها عام 1922م، ليست هناك إشارة إلى الناشر أو اسم رئيس التحرير. توجه إلى سن من ستة أعوام إلى 16 عاماً، وهي تعتمد على قصص كرتونية مترجمة ومرسومة في مجلات أخرى عالمية، ليست هناك مقدمة ولا أسماء تحريرية، وتتسم المجلة بغرابة عناوين قصص الكرتون مثل "عبود وابنه بياضة واللي جرى له من ألعاب الرياضة" و"حاريتو وماريان ودقماقة ومعركة الثيران". |
| غير مذكور                                          | الأولاد             |                                      | مجلة الأولاد هي مجلة مصرية نصف شهرية، صدر العدد الأول منها عام 1922م، ليست هناك إشارة إلى الناشر أو اسم رئيس التحرير. توجه إلى سن من ستة أعوام إلى 16 عاماً، وهي تعتمد على قصص كرتونية مترجمة ومرسومة في مجلات أخرى عالمية، ليست هناك مقدمة ولا أسماء تحريرية، وتتسم المجلة بغرابة عناوين قصص الكرتون مثل "عبود وابنه بياضة واللي جرى له من ألعاب الرياضة" و"حاريتو وماريان ودقماقة ومعركة الثيران". |
|                                                    | أيوب الموهوب        | 1981م                                | مجلة أيوب الموهوب هي مجلة لبنانية أسبوعية للناشئين، تصدر عن دار البديع للتأليف والنشر التي تصدر مجلات فنية مثل "الموعد" و"نور"، وهو ما يجعل للمجلة القطع نفسه بين المجلات التي تصدر عن الدار وهو 24*17سم. المدير العام للمجلة هو محمد بديع سريية، والمدير المسؤول محمد علي فتوح، المدير الفني عبد الرحمن السيد. شعار المجلة: مجلة الفتى المرح. صدر العدد الأول في بداية عام 1981م. بالمجلة مقدمة قصيرة تحمل عنوان "كلمة ونص" فيها وعود بالهدايا أو مفاجآت الأعداد القادمة توجه المجلة إلى الفتيان رئيسياً، وإلى أعمار مختلفة. |
| لبنان                                              | أيوب الموهوب        |                                      | مجلة أيوب الموهوب هي مجلة لبنانية أسبوعية للناشئين، تصدر عن دار البديع للتأليف والنشر التي تصدر مجلات فنية مثل "الموعد" و"نور"، وهو ما يجعل للمجلة القطع نفسه بين المجلات التي تصدر عن الدار وهو 24*17سم. المدير العام للمجلة هو محمد بديع سريية، والمدير المسؤول محمد علي فتوح، المدير الفني عبد الرحمن السيد. شعار المجلة: مجلة الفتى المرح. صدر العدد الأول في بداية عام 1981م. بالمجلة مقدمة قصيرة تحمل عنوان "كلمة ونص" فيها وعود بالهدايا أو مفاجآت الأعداد القادمة توجه المجلة إلى الفتيان رئيسياً، وإلى أعمار مختلفة. |
| دار البديع للتأليف والنشر                          | أيوب الموهوب        |                                      | مجلة أيوب الموهوب هي مجلة لبنانية أسبوعية للناشئين، تصدر عن دار البديع للتأليف والنشر التي تصدر مجلات فنية مثل "الموعد" و"نور"، وهو ما يجعل للمجلة القطع نفسه بين المجلات التي تصدر عن الدار وهو 24*17سم. المدير العام للمجلة هو محمد بديع سريية، والمدير المسؤول محمد علي فتوح، المدير الفني عبد الرحمن السيد. شعار المجلة: مجلة الفتى المرح. صدر العدد الأول في بداية عام 1981م. بالمجلة مقدمة قصيرة تحمل عنوان "كلمة ونص" فيها وعود بالهدايا أو مفاجآت الأعداد القادمة توجه المجلة إلى الفتيان رئيسياً، وإلى أعمار مختلفة. |

## ب
| الغلاف                         | الاسم         | هوية المجلة (التاريخ، البلد، الشركة) | وصف |
| ------------------------------ | ------------- | ------------------------------------ | --- |
|                                | بابا شارو     | أكتوبر، 1948م                        | مجلة بابا شارو هي مجلة مصرية أسبوعية، صدرت لأول مرة في أول خميس من شهر أكتوبر عام 1948م، ليست هناك إشارة إلى أسماء العاملين في المجلة. القطع: 34×22سم، توجه إلى سن الأطفال من 8 إلى 16 سنة، دون إشارة إلى ذلك، ليست هناك مقدمة في العدد. تعتمد المجلة على بعض القصص الكرتونية، حيث هناك 6 صفحات من بين 24 صفحة، صفحات التسالي تعتمد على الفكاهات وردود على القراء، وليس هناك شعار للمجلة، تعتمد المجلة على الإعلانات كمصدر دخل. |
| مصر                            | بابا شارو     |                                      | مجلة بابا شارو هي مجلة مصرية أسبوعية، صدرت لأول مرة في أول خميس من شهر أكتوبر عام 1948م، ليست هناك إشارة إلى أسماء العاملين في المجلة. القطع: 34×22سم، توجه إلى سن الأطفال من 8 إلى 16 سنة، دون إشارة إلى ذلك، ليست هناك مقدمة في العدد. تعتمد المجلة على بعض القصص الكرتونية، حيث هناك 6 صفحات من بين 24 صفحة، صفحات التسالي تعتمد على الفكاهات وردود على القراء، وليس هناك شعار للمجلة، تعتمد المجلة على الإعلانات كمصدر دخل. |
| محمد محمود شعبان               | بابا شارو     |                                      | مجلة بابا شارو هي مجلة مصرية أسبوعية، صدرت لأول مرة في أول خميس من شهر أكتوبر عام 1948م، ليست هناك إشارة إلى أسماء العاملين في المجلة. القطع: 34×22سم، توجه إلى سن الأطفال من 8 إلى 16 سنة، دون إشارة إلى ذلك، ليست هناك مقدمة في العدد. تعتمد المجلة على بعض القصص الكرتونية، حيث هناك 6 صفحات من بين 24 صفحة، صفحات التسالي تعتمد على الفكاهات وردود على القراء، وليس هناك شعار للمجلة، تعتمد المجلة على الإعلانات كمصدر دخل. |
|                                | بابا صادق     | 1935م                                | مجلة مجلة مصرية صدرت في الأول من أكتوبر عام 1935م، شعارها: مجلة أسبوعية مصورة للأطفال لصاحبها وناشرها ومحررها محمد صادق عبد الرحمن. تصدر مؤقتاً كل خمسة عشر يوماً. قطع المجلة: 22×14سم وهي بالأبيض والأسود، تخلو المجلة من المقدمة، ويبدو أنها موجهة إلى طلاب المدارس وتعتمد المجلة على الإعلانات ومنها إعلانات من مصور المجلة. |
| مصر                            | بابا صادق     |                                      | مجلة مجلة مصرية صدرت في الأول من أكتوبر عام 1935م، شعارها: مجلة أسبوعية مصورة للأطفال لصاحبها وناشرها ومحررها محمد صادق عبد الرحمن. تصدر مؤقتاً كل خمسة عشر يوماً. قطع المجلة: 22×14سم وهي بالأبيض والأسود، تخلو المجلة من المقدمة، ويبدو أنها موجهة إلى طلاب المدارس وتعتمد المجلة على الإعلانات ومنها إعلانات من مصور المجلة. |
| محمد صادق عبد الرحمن           | بابا صادق     |                                      | مجلة مجلة مصرية صدرت في الأول من أكتوبر عام 1935م، شعارها: مجلة أسبوعية مصورة للأطفال لصاحبها وناشرها ومحررها محمد صادق عبد الرحمن. تصدر مؤقتاً كل خمسة عشر يوماً. قطع المجلة: 22×14سم وهي بالأبيض والأسود، تخلو المجلة من المقدمة، ويبدو أنها موجهة إلى طلاب المدارس وتعتمد المجلة على الإعلانات ومنها إعلانات من مصور المجلة. |
|                                | باباي         | غير معروف                            | مجلة باباي هي مجلة سعودية أسبوعية تصدر عن شركة يونگ فيوتشر المحدودة، وتوزعها تهامة للتوزيع. توجه المجلة للأطفال من سن الثامنة إلى ما فوق العشرين، دون إشارة صريحة لذلك في المجلة. تعتمد المجلة على نشر القصص الكرتونية من بطولة باباي، أو عدة قصص قصيرة، أو صفحات فقط، لا توجد إشارة إلى هيئة التحرير أو إلى تاريخ الصدور لكل عدد، لكن هناك ترقيم خاص بكل عدد. تخلو المجلة من المقترحات ومن إشارة إلى المؤلف أو الرسام، كما تخلو من المسابقات لكنها تحوي صفحات للتلوين، أو توصيل الأرقام والحروف مثل أكمل الرسم، جميعها مستوحاة من شخصية باباي وصديقته، ليست للمجلة ملاحق ولا توجد مساهمات القراء، ولا تحوي المجلة شعاراً. |
| السعودية                       | باباي         |                                      | مجلة باباي هي مجلة سعودية أسبوعية تصدر عن شركة يونگ فيوتشر المحدودة، وتوزعها تهامة للتوزيع. توجه المجلة للأطفال من سن الثامنة إلى ما فوق العشرين، دون إشارة صريحة لذلك في المجلة. تعتمد المجلة على نشر القصص الكرتونية من بطولة باباي، أو عدة قصص قصيرة، أو صفحات فقط، لا توجد إشارة إلى هيئة التحرير أو إلى تاريخ الصدور لكل عدد، لكن هناك ترقيم خاص بكل عدد. تخلو المجلة من المقترحات ومن إشارة إلى المؤلف أو الرسام، كما تخلو من المسابقات لكنها تحوي صفحات للتلوين، أو توصيل الأرقام والحروف مثل أكمل الرسم، جميعها مستوحاة من شخصية باباي وصديقته، ليست للمجلة ملاحق ولا توجد مساهمات القراء، ولا تحوي المجلة شعاراً. |
| يونغ فيوتشر                    | باباي         |                                      | مجلة باباي هي مجلة سعودية أسبوعية تصدر عن شركة يونگ فيوتشر المحدودة، وتوزعها تهامة للتوزيع. توجه المجلة للأطفال من سن الثامنة إلى ما فوق العشرين، دون إشارة صريحة لذلك في المجلة. تعتمد المجلة على نشر القصص الكرتونية من بطولة باباي، أو عدة قصص قصيرة، أو صفحات فقط، لا توجد إشارة إلى هيئة التحرير أو إلى تاريخ الصدور لكل عدد، لكن هناك ترقيم خاص بكل عدد. تخلو المجلة من المقترحات ومن إشارة إلى المؤلف أو الرسام، كما تخلو من المسابقات لكنها تحوي صفحات للتلوين، أو توصيل الأرقام والحروف مثل أكمل الرسم، جميعها مستوحاة من شخصية باباي وصديقته، ليست للمجلة ملاحق ولا توجد مساهمات القراء، ولا تحوي المجلة شعاراً. |
|                                | الباحث الصغير | 1974م                                | مجلة الباحث الصغير هي مجلة سودانية شهرية، متخصصة يصدرها دار النشر التربوي بالتعاون مع المجلس القومي للبحوث، صدر العدد الأول عام 1974م. قطع المجلة 17×27سم. المجلة لا تعتمد على الترجمة، وتخلو المجلة من المسابقات ولا تعتمد على الإعلانات أبداً. |
| السودان                        | الباحث الصغير |                                      | مجلة الباحث الصغير هي مجلة سودانية شهرية، متخصصة يصدرها دار النشر التربوي بالتعاون مع المجلس القومي للبحوث، صدر العدد الأول عام 1974م. قطع المجلة 17×27سم. المجلة لا تعتمد على الترجمة، وتخلو المجلة من المسابقات ولا تعتمد على الإعلانات أبداً. |
| دار النشر التربوي              | الباحث الصغير |                                      | مجلة الباحث الصغير هي مجلة سودانية شهرية، متخصصة يصدرها دار النشر التربوي بالتعاون مع المجلس القومي للبحوث، صدر العدد الأول عام 1974م. قطع المجلة 17×27سم. المجلة لا تعتمد على الترجمة، وتخلو المجلة من المسابقات ولا تعتمد على الإعلانات أبداً. |
|                                | باسم          | 15 سبتمبر1987                        | مجلة باسم هي مجلة أطفال سعودية شهرية ترفيهية. كانت تصدر بشكل أسبوعي كل يوم ثلاثاء حتى العدد 1116 الصادر في 20 ربيع الثاني 1430 هـ، استمرت بعدها في الصدور بشكل شهري حتى العدد 1182 الصادر في رمضان 1435 هـ، ثم توقفت عن الصدور. |
| السعودية                       | باسم          |                                      | مجلة باسم هي مجلة أطفال سعودية شهرية ترفيهية. كانت تصدر بشكل أسبوعي كل يوم ثلاثاء حتى العدد 1116 الصادر في 20 ربيع الثاني 1430 هـ، استمرت بعدها في الصدور بشكل شهري حتى العدد 1182 الصادر في رمضان 1435 هـ، ثم توقفت عن الصدور. |
| الشركة السعودية للصحافة والنشر | باسم          |                                      | مجلة باسم هي مجلة أطفال سعودية شهرية ترفيهية. كانت تصدر بشكل أسبوعي كل يوم ثلاثاء حتى العدد 1116 الصادر في 20 ربيع الثاني 1430 هـ، استمرت بعدها في الصدور بشكل شهري حتى العدد 1182 الصادر في رمضان 1435 هـ، ثم توقفت عن الصدور. |
|                                | باغز باني     | 1997م                                | مجلة باغز باني هي مجلة سعودية التوزيع، تصدر كل أسبوع عن شركة يونغ فيوتشر المحدودة اليابانية، وهي مستوحاة من شخصية الأرنب باغز باني، التي تمتلك حقوقها شركة وارنر بروز، تعتمد على نشر قصص الأرنب الكرتونية، وعلى شخصية نيتي تونز صديق الأرنب، بالإضافة إلى صفحات تلوين، وتسالي، عدد الصفحات 28 منها 24 صفحة كرتونية ملونة، قد تستغرق أكثر من قصة كرتونية، ليست هناك إشارة إلى طاقم التحرير، صدر العدد الأول عام 1997م، لكن المؤسسة نفسها تصدر العديد من المجلات المتشابهة مع اختلاف القطع، منها: "نقار الخشب"، "الكونج فو" "توم وجيري" تقوم شركة تهامة السعودية بتوزيع المجلة، قطع المجلة 24×17سم لا تنشر المجلة أي مساهمات من القراء، ولا تنشر صوراً لهم، لكن هناك وللمرة الأولى، إشارة باللغة الإنجليزية إلى أسماء المؤلف، والرسام، وأيضاً إلى الشخص الذي قام بتلوين القصص وهي من المرات القليلة التي تظهر فيها هذه الظاهرة في مجلات الأطفال المترجمة، تخلو المجلة من الإعلانات ومن إشارة إلى القصص التي بالداخل، ليست هناك مساهمات من القراء، ولا صور لهم، أو تسالي ولكن هناك صفحات تلوين، سعر النسخة في السعودية 5 ريالات، وفي قطر ريالين، وفي الكويت 450 فلساً، وفي مصر 1,5 جنيه. |
| السعودية                       | باغز باني     |                                      | مجلة باغز باني هي مجلة سعودية التوزيع، تصدر كل أسبوع عن شركة يونغ فيوتشر المحدودة اليابانية، وهي مستوحاة من شخصية الأرنب باغز باني، التي تمتلك حقوقها شركة وارنر بروز، تعتمد على نشر قصص الأرنب الكرتونية، وعلى شخصية نيتي تونز صديق الأرنب، بالإضافة إلى صفحات تلوين، وتسالي، عدد الصفحات 28 منها 24 صفحة كرتونية ملونة، قد تستغرق أكثر من قصة كرتونية، ليست هناك إشارة إلى طاقم التحرير، صدر العدد الأول عام 1997م، لكن المؤسسة نفسها تصدر العديد من المجلات المتشابهة مع اختلاف القطع، منها: "نقار الخشب"، "الكونج فو" "توم وجيري" تقوم شركة تهامة السعودية بتوزيع المجلة، قطع المجلة 24×17سم لا تنشر المجلة أي مساهمات من القراء، ولا تنشر صوراً لهم، لكن هناك وللمرة الأولى، إشارة باللغة الإنجليزية إلى أسماء المؤلف، والرسام، وأيضاً إلى الشخص الذي قام بتلوين القصص وهي من المرات القليلة التي تظهر فيها هذه الظاهرة في مجلات الأطفال المترجمة، تخلو المجلة من الإعلانات ومن إشارة إلى القصص التي بالداخل، ليست هناك مساهمات من القراء، ولا صور لهم، أو تسالي ولكن هناك صفحات تلوين، سعر النسخة في السعودية 5 ريالات، وفي قطر ريالين، وفي الكويت 450 فلساً، وفي مصر 1,5 جنيه. |
| يونغ فيوتشر                    | باغز باني     |                                      | مجلة باغز باني هي مجلة سعودية التوزيع، تصدر كل أسبوع عن شركة يونغ فيوتشر المحدودة اليابانية، وهي مستوحاة من شخصية الأرنب باغز باني، التي تمتلك حقوقها شركة وارنر بروز، تعتمد على نشر قصص الأرنب الكرتونية، وعلى شخصية نيتي تونز صديق الأرنب، بالإضافة إلى صفحات تلوين، وتسالي، عدد الصفحات 28 منها 24 صفحة كرتونية ملونة، قد تستغرق أكثر من قصة كرتونية، ليست هناك إشارة إلى طاقم التحرير، صدر العدد الأول عام 1997م، لكن المؤسسة نفسها تصدر العديد من المجلات المتشابهة مع اختلاف القطع، منها: "نقار الخشب"، "الكونج فو" "توم وجيري" تقوم شركة تهامة السعودية بتوزيع المجلة، قطع المجلة 24×17سم لا تنشر المجلة أي مساهمات من القراء، ولا تنشر صوراً لهم، لكن هناك وللمرة الأولى، إشارة باللغة الإنجليزية إلى أسماء المؤلف، والرسام، وأيضاً إلى الشخص الذي قام بتلوين القصص وهي من المرات القليلة التي تظهر فيها هذه الظاهرة في مجلات الأطفال المترجمة، تخلو المجلة من الإعلانات ومن إشارة إلى القصص التي بالداخل، ليست هناك مساهمات من القراء، ولا صور لهم، أو تسالي ولكن هناك صفحات تلوين، سعر النسخة في السعودية 5 ريالات، وفي قطر ريالين، وفي الكويت 450 فلساً، وفي مصر 1,5 جنيه. |
|                                | بانشر         | غير معروف                            | مجلة بانشر هي مجلة مصرية مترجمة بتصريح من شركة مارفل كوميكس، تصدر عن شركة قطان للتجارة لصاحبها عبد العزيز قطان، وتوزع في القاهرة عن دار الشام بشارع عباس العقاد، مستشار التحرير عادل البطراوي. الإخراج الفني مادلين رياض، الترجمة لسعيد أبو غزالة، توجه المجلة إلى سن 9 إلى 18 سنة، هناك مقدمة في كل عدد تشير إلى صفات بانشر بطل المجلة الذي يتعقب المجرمين بعد أن قتلوا أسرته، وتعتمد المجلة على قصته الكرتونية ونشرها كاملة. |
| مصر                            | بانشر         |                                      | مجلة بانشر هي مجلة مصرية مترجمة بتصريح من شركة مارفل كوميكس، تصدر عن شركة قطان للتجارة لصاحبها عبد العزيز قطان، وتوزع في القاهرة عن دار الشام بشارع عباس العقاد، مستشار التحرير عادل البطراوي. الإخراج الفني مادلين رياض، الترجمة لسعيد أبو غزالة، توجه المجلة إلى سن 9 إلى 18 سنة، هناك مقدمة في كل عدد تشير إلى صفات بانشر بطل المجلة الذي يتعقب المجرمين بعد أن قتلوا أسرته، وتعتمد المجلة على قصته الكرتونية ونشرها كاملة. |
| مارفل كوميكس                   | بانشر         |                                      | مجلة بانشر هي مجلة مصرية مترجمة بتصريح من شركة مارفل كوميكس، تصدر عن شركة قطان للتجارة لصاحبها عبد العزيز قطان، وتوزع في القاهرة عن دار الشام بشارع عباس العقاد، مستشار التحرير عادل البطراوي. الإخراج الفني مادلين رياض، الترجمة لسعيد أبو غزالة، توجه المجلة إلى سن 9 إلى 18 سنة، هناك مقدمة في كل عدد تشير إلى صفات بانشر بطل المجلة الذي يتعقب المجرمين بعد أن قتلوا أسرته، وتعتمد المجلة على قصته الكرتونية ونشرها كاملة. |
|                                | براعم الإيمان | يوليو 1975م                          | مجلة براعم الإيمان هي مجلة كويتية خاصة بالأطفال عن الوعي الإسلامي، تصدر كل شهر هجري عن قطاع الثقافة والشؤون الإسلامية في وزارة الأوقاف الكويتية، وتعمل على تأصيل القيم والمساهمة في تنمية المجتمعات الإسلامية بخطاب شرعي معتدل يجمع كلمة المسلمين. تأسست عام 1395هـ 1975م وكان العدد الأول بتاريخ رجب 1395هـ - يوليو 1975م. وهي ملحق تابع لمجلة الوعي الإسلامي وتوزع مجاناً. |
| الكويت                         | براعم الإيمان |                                      | مجلة براعم الإيمان هي مجلة كويتية خاصة بالأطفال عن الوعي الإسلامي، تصدر كل شهر هجري عن قطاع الثقافة والشؤون الإسلامية في وزارة الأوقاف الكويتية، وتعمل على تأصيل القيم والمساهمة في تنمية المجتمعات الإسلامية بخطاب شرعي معتدل يجمع كلمة المسلمين. تأسست عام 1395هـ 1975م وكان العدد الأول بتاريخ رجب 1395هـ - يوليو 1975م. وهي ملحق تابع لمجلة الوعي الإسلامي وتوزع مجاناً. |
| وزارة الأوقاف الكويتية         | براعم الإيمان |                                      | مجلة براعم الإيمان هي مجلة كويتية خاصة بالأطفال عن الوعي الإسلامي، تصدر كل شهر هجري عن قطاع الثقافة والشؤون الإسلامية في وزارة الأوقاف الكويتية، وتعمل على تأصيل القيم والمساهمة في تنمية المجتمعات الإسلامية بخطاب شرعي معتدل يجمع كلمة المسلمين. تأسست عام 1395هـ 1975م وكان العدد الأول بتاريخ رجب 1395هـ - يوليو 1975م. وهي ملحق تابع لمجلة الوعي الإسلامي وتوزع مجاناً. |
|                                | براعم عمان    | 1998م                                | مجلة براعم عمان هي مجلة أردنية شهرية تصدرها أمانة مدينة عمان الكبرى، صدر العدد الأول منها في عام 1998م تحت شعار، مجلة ثقافية مصورة للأطفال، الفئة العمرية من 7 إلى 16 سنة، رئيس التحرير المسؤول عبد الله رضوان وهناك إشارة إلى أن رئيس التحرير هو هاشم غرايبة، تتكون هيئة التحرير من روضة الهدهد، علي البتيري، وفاء القسوس، يوسف الغزو. الإخراج الفني: كفاح فاضل آل شبيب، القطع 29×20 سم. مجلة براعم عمان من قلائل المجلات التي تقدم عروضاً للكتب، وفي المجلة مقدمة باسم مرحباً يكتبها رئيس التحرير داعياً الأطفال أن يكتبوا لأقرانهم. لا توجد في المجلة شخصيات ثابتة، عدد صفحات الكرتون 5 صفحات من بين 32 صفحة. |
| الأردن                         | براعم عمان    |                                      | مجلة براعم عمان هي مجلة أردنية شهرية تصدرها أمانة مدينة عمان الكبرى، صدر العدد الأول منها في عام 1998م تحت شعار، مجلة ثقافية مصورة للأطفال، الفئة العمرية من 7 إلى 16 سنة، رئيس التحرير المسؤول عبد الله رضوان وهناك إشارة إلى أن رئيس التحرير هو هاشم غرايبة، تتكون هيئة التحرير من روضة الهدهد، علي البتيري، وفاء القسوس، يوسف الغزو. الإخراج الفني: كفاح فاضل آل شبيب، القطع 29×20 سم. مجلة براعم عمان من قلائل المجلات التي تقدم عروضاً للكتب، وفي المجلة مقدمة باسم مرحباً يكتبها رئيس التحرير داعياً الأطفال أن يكتبوا لأقرانهم. لا توجد في المجلة شخصيات ثابتة، عدد صفحات الكرتون 5 صفحات من بين 32 صفحة. |
| أمانة مدينة عمان الكبرى        | براعم عمان    |                                      | مجلة براعم عمان هي مجلة أردنية شهرية تصدرها أمانة مدينة عمان الكبرى، صدر العدد الأول منها في عام 1998م تحت شعار، مجلة ثقافية مصورة للأطفال، الفئة العمرية من 7 إلى 16 سنة، رئيس التحرير المسؤول عبد الله رضوان وهناك إشارة إلى أن رئيس التحرير هو هاشم غرايبة، تتكون هيئة التحرير من روضة الهدهد، علي البتيري، وفاء القسوس، يوسف الغزو. الإخراج الفني: كفاح فاضل آل شبيب، القطع 29×20 سم. مجلة براعم عمان من قلائل المجلات التي تقدم عروضاً للكتب، وفي المجلة مقدمة باسم مرحباً يكتبها رئيس التحرير داعياً الأطفال أن يكتبوا لأقرانهم. لا توجد في المجلة شخصيات ثابتة، عدد صفحات الكرتون 5 صفحات من بين 32 صفحة. |
|                                | البرق         | 1963م                                | مجلة البرق هي مجلة لبنانية أسبوعية مصورة، تصدر عن دار المطبوعات المصورة، التي تصدر مجلات أخرى من النوعية نفسها هي الرجل الوطواط، طارق، البطل الجبار، لولو الصغير. صدر العدد الأول من المجلة عام 1963م، بحقوق نشر محفوظة للدار، تترأس تحريرها ليلى شاهين داكروز، ويدير التحرير ليلى شقال، المدير الفني ميشال جانيك. تعتمد المجلة على قصص كرتونية حول بطل له صفات خارقة أسوةً بسوبرمان والرجل الوطواط، يسمى البرق، وكالعادة فإنه يتم تعريب أسماء الأبطال في القصص الكرتونية الموجهة للأطفال. |
| لبنان                          | البرق         |                                      | مجلة البرق هي مجلة لبنانية أسبوعية مصورة، تصدر عن دار المطبوعات المصورة، التي تصدر مجلات أخرى من النوعية نفسها هي الرجل الوطواط، طارق، البطل الجبار، لولو الصغير. صدر العدد الأول من المجلة عام 1963م، بحقوق نشر محفوظة للدار، تترأس تحريرها ليلى شاهين داكروز، ويدير التحرير ليلى شقال، المدير الفني ميشال جانيك. تعتمد المجلة على قصص كرتونية حول بطل له صفات خارقة أسوةً بسوبرمان والرجل الوطواط، يسمى البرق، وكالعادة فإنه يتم تعريب أسماء الأبطال في القصص الكرتونية الموجهة للأطفال. |
| المطبوعات المصورة              | البرق         |                                      | مجلة البرق هي مجلة لبنانية أسبوعية مصورة، تصدر عن دار المطبوعات المصورة، التي تصدر مجلات أخرى من النوعية نفسها هي الرجل الوطواط، طارق، البطل الجبار، لولو الصغير. صدر العدد الأول من المجلة عام 1963م، بحقوق نشر محفوظة للدار، تترأس تحريرها ليلى شاهين داكروز، ويدير التحرير ليلى شقال، المدير الفني ميشال جانيك. تعتمد المجلة على قصص كرتونية حول بطل له صفات خارقة أسوةً بسوبرمان والرجل الوطواط، يسمى البرق، وكالعادة فإنه يتم تعريب أسماء الأبطال في القصص الكرتونية الموجهة للأطفال. |
|                                | بساط الريح    | مارس 1978م                           | مجلة بساط الريح هي مجلة لبنانية أسبوعية عن مؤسسة بساط الريح، وهي التي تصدر عدداً آخر من المجلات المشابهة مثل طرزان، المغامرات المصورة. رئيسة تحرير المجلة فاطمة بعلبكي، والمديرة المسؤولة ليلى خليفة، والمشرف الفني مظهر الحسلة. صدر العدد الأول في مارس 1978م. شعار المجلة على باطن الغلاف هو مجلة النشء الجديد في العالم العربي، موجهة للأطفال من سن الثامنة إلى سن العشرين. القطع 23 × 16 سم، لا تحوي المجلة على مقدمة. وتتمثل الشخصيات الجديدة في أبطال القصص الكرتونية التي يُتَّفق عليها، مثل "برهان رجل العصر الحجري" و "لوريل وهاردي"، فلاش جوردان، ونبهان. بالإضافة إلى أبطال متفرقين، يُلاحظ أن الكرتون هنا إما قصص مسلسلة تستكمل في الأعداد القادمة أو قصص كاملة من عدة صفحات أو صفحة واحدة مثل شخصية نفنوف. |
| لبنان                          | بساط الريح    |                                      | مجلة بساط الريح هي مجلة لبنانية أسبوعية عن مؤسسة بساط الريح، وهي التي تصدر عدداً آخر من المجلات المشابهة مثل طرزان، المغامرات المصورة. رئيسة تحرير المجلة فاطمة بعلبكي، والمديرة المسؤولة ليلى خليفة، والمشرف الفني مظهر الحسلة. صدر العدد الأول في مارس 1978م. شعار المجلة على باطن الغلاف هو مجلة النشء الجديد في العالم العربي، موجهة للأطفال من سن الثامنة إلى سن العشرين. القطع 23 × 16 سم، لا تحوي المجلة على مقدمة. وتتمثل الشخصيات الجديدة في أبطال القصص الكرتونية التي يُتَّفق عليها، مثل "برهان رجل العصر الحجري" و "لوريل وهاردي"، فلاش جوردان، ونبهان. بالإضافة إلى أبطال متفرقين، يُلاحظ أن الكرتون هنا إما قصص مسلسلة تستكمل في الأعداد القادمة أو قصص كاملة من عدة صفحات أو صفحة واحدة مثل شخصية نفنوف. |
| مؤسسة بساط الريح               | بساط الريح    |                                      | مجلة بساط الريح هي مجلة لبنانية أسبوعية عن مؤسسة بساط الريح، وهي التي تصدر عدداً آخر من المجلات المشابهة مثل طرزان، المغامرات المصورة. رئيسة تحرير المجلة فاطمة بعلبكي، والمديرة المسؤولة ليلى خليفة، والمشرف الفني مظهر الحسلة. صدر العدد الأول في مارس 1978م. شعار المجلة على باطن الغلاف هو مجلة النشء الجديد في العالم العربي، موجهة للأطفال من سن الثامنة إلى سن العشرين. القطع 23 × 16 سم، لا تحوي المجلة على مقدمة. وتتمثل الشخصيات الجديدة في أبطال القصص الكرتونية التي يُتَّفق عليها، مثل "برهان رجل العصر الحجري" و "لوريل وهاردي"، فلاش جوردان، ونبهان. بالإضافة إلى أبطال متفرقين، يُلاحظ أن الكرتون هنا إما قصص مسلسلة تستكمل في الأعداد القادمة أو قصص كاملة من عدة صفحات أو صفحة واحدة مثل شخصية نفنوف. |
|                                | بكرة جاي      | فبراير، 2003م                        | مجلة بكرة جاي هي مجلة مصرية دورية، كانت تصدر شهرياً تحت مسمى سلسلة كتاب بكرة جاي. تصدر عن شركة ببلشنك ليمتد بلندن، رئيسة مجلس الإدارة هي هدى السويفي. توجه إلى الأطفال من جميع الأعمار. صدر العدد الأول في فبراير، 2003م، القطع 29×38.5 سم. ليست هناك شخصيات رئيسية في المجلة، يبلغ عدد صفحات الكرتون 9 صفحات من بين 24 صفحة أبيض وأسود وملونة، حسب العدد. تحتوي المجلة على مساحات من التسالي تحت عنوان "إلعب فكر" من إعداد ورسوم عمر صديق، ومنها فكاهات وأشياء متشابهة، لا توجد مسابقات مدفوعة الجوائز، هناك ملحق في العدد الأول عبارة عن كتاب بكرة جاي بعنوان مذكرات الكوماندوز الصغيرة، تأليف أيمن فتيحة ورسوم عمرو عبد العظيم (16 صفحة) تنشر المجلة صور القراء ومساهمات منهم رسماً وتأليفاً، شعار المجلة "صوت الطفل العربي"، سعر المجلة في مصر جنيه واحد، وتعتمد المجلة على إعلانات ثابتة من جهات مثل وزارة الري، ومصر للتأمين وجهاز شؤون البيئة، ودار العبيكان، كما تم نشر رسومات الأطفال في العدد الأول من عدة أقطار عربية. |
| مصر                            | بكرة جاي      |                                      | مجلة بكرة جاي هي مجلة مصرية دورية، كانت تصدر شهرياً تحت مسمى سلسلة كتاب بكرة جاي. تصدر عن شركة ببلشنك ليمتد بلندن، رئيسة مجلس الإدارة هي هدى السويفي. توجه إلى الأطفال من جميع الأعمار. صدر العدد الأول في فبراير، 2003م، القطع 29×38.5 سم. ليست هناك شخصيات رئيسية في المجلة، يبلغ عدد صفحات الكرتون 9 صفحات من بين 24 صفحة أبيض وأسود وملونة، حسب العدد. تحتوي المجلة على مساحات من التسالي تحت عنوان "إلعب فكر" من إعداد ورسوم عمر صديق، ومنها فكاهات وأشياء متشابهة، لا توجد مسابقات مدفوعة الجوائز، هناك ملحق في العدد الأول عبارة عن كتاب بكرة جاي بعنوان مذكرات الكوماندوز الصغيرة، تأليف أيمن فتيحة ورسوم عمرو عبد العظيم (16 صفحة) تنشر المجلة صور القراء ومساهمات منهم رسماً وتأليفاً، شعار المجلة "صوت الطفل العربي"، سعر المجلة في مصر جنيه واحد، وتعتمد المجلة على إعلانات ثابتة من جهات مثل وزارة الري، ومصر للتأمين وجهاز شؤون البيئة، ودار العبيكان، كما تم نشر رسومات الأطفال في العدد الأول من عدة أقطار عربية. |
| ببلشنغ ليميتد                  | بكرة جاي      |                                      | مجلة بكرة جاي هي مجلة مصرية دورية، كانت تصدر شهرياً تحت مسمى سلسلة كتاب بكرة جاي. تصدر عن شركة ببلشنك ليمتد بلندن، رئيسة مجلس الإدارة هي هدى السويفي. توجه إلى الأطفال من جميع الأعمار. صدر العدد الأول في فبراير، 2003م، القطع 29×38.5 سم. ليست هناك شخصيات رئيسية في المجلة، يبلغ عدد صفحات الكرتون 9 صفحات من بين 24 صفحة أبيض وأسود وملونة، حسب العدد. تحتوي المجلة على مساحات من التسالي تحت عنوان "إلعب فكر" من إعداد ورسوم عمر صديق، ومنها فكاهات وأشياء متشابهة، لا توجد مسابقات مدفوعة الجوائز، هناك ملحق في العدد الأول عبارة عن كتاب بكرة جاي بعنوان مذكرات الكوماندوز الصغيرة، تأليف أيمن فتيحة ورسوم عمرو عبد العظيم (16 صفحة) تنشر المجلة صور القراء ومساهمات منهم رسماً وتأليفاً، شعار المجلة "صوت الطفل العربي"، سعر المجلة في مصر جنيه واحد، وتعتمد المجلة على إعلانات ثابتة من جهات مثل وزارة الري، ومصر للتأمين وجهاز شؤون البيئة، ودار العبيكان، كما تم نشر رسومات الأطفال في العدد الأول من عدة أقطار عربية. |
|                                | بلال          | ديسمبر 2002م                         | مجلة بلال هي مجلة لبنانية شهرية، صدر العدد الأول منها في ديسمبر 2002م. شعارها مجلة لكل الأجيال، ليست هناك إشارة لاسم المؤسسة التي تصدرها ولا لاسم رئيس التحرير، لكن الرسوم للرسام نبيل قدوح، والإخراج الفني لجمال شعيب. تصدر المجلة في داخل صفحاتها مواضيع باللغات العربية والإنجليزية والفرنسية، وتكاد تكون المجلة الوحيدة من نوعها في هذا الشأن. قطع المجلة 28×21سم. |
| لبنان                          | بلال          |                                      | مجلة بلال هي مجلة لبنانية شهرية، صدر العدد الأول منها في ديسمبر 2002م. شعارها مجلة لكل الأجيال، ليست هناك إشارة لاسم المؤسسة التي تصدرها ولا لاسم رئيس التحرير، لكن الرسوم للرسام نبيل قدوح، والإخراج الفني لجمال شعيب. تصدر المجلة في داخل صفحاتها مواضيع باللغات العربية والإنجليزية والفرنسية، وتكاد تكون المجلة الوحيدة من نوعها في هذا الشأن. قطع المجلة 28×21سم. |
| غير مذكور                      | بلال          |                                      | مجلة بلال هي مجلة لبنانية شهرية، صدر العدد الأول منها في ديسمبر 2002م. شعارها مجلة لكل الأجيال، ليست هناك إشارة لاسم المؤسسة التي تصدرها ولا لاسم رئيس التحرير، لكن الرسوم للرسام نبيل قدوح، والإخراج الفني لجمال شعيب. تصدر المجلة في داخل صفحاتها مواضيع باللغات العربية والإنجليزية والفرنسية، وتكاد تكون المجلة الوحيدة من نوعها في هذا الشأن. قطع المجلة 28×21سم. |
|                                | بلبل          | أغسطس 1998م                          | مجلة بلبل هي مجلة مصرية تصدر عن مؤسسة أخبار اليوم، تصدر أسبوعياً كل يوم أربعاء صدر العدد الأول منها في أغسطس 1998م، رئيس مجلس الإدارة إبراهيم سعدة، ورئيس التحرير مؤنس زهيري، ولا توجد أي إشارة إلى أطقم العاملين في المجلة. تحمل المجلة شعار مجلة الجيل الجديد، القطع 30×23سم، توجه المجلة إلى الأطفال في أعمار متباينة، من سن الثامنة إلى السادسة عشر، تعتمد المجلة في كافة موادها على الترجمة من مصادر عالمية مختلفة، بعضها من الفرنسية أو الإنجليزية، حتى في أبوابها الثابتة، فإنها تعتمد على التعريف بثقافات الآخر، مترجمة، مثل صفحات خصصت عن ألعاب وأبطال ألعاب فيديو، وعدد آخر عن الدمية كيتي من شركة ساتريو اليابانية، حيث تم استهلاك 19 صفحة عن الدمية. |
| مصر                            | بلبل          |                                      | مجلة بلبل هي مجلة مصرية تصدر عن مؤسسة أخبار اليوم، تصدر أسبوعياً كل يوم أربعاء صدر العدد الأول منها في أغسطس 1998م، رئيس مجلس الإدارة إبراهيم سعدة، ورئيس التحرير مؤنس زهيري، ولا توجد أي إشارة إلى أطقم العاملين في المجلة. تحمل المجلة شعار مجلة الجيل الجديد، القطع 30×23سم، توجه المجلة إلى الأطفال في أعمار متباينة، من سن الثامنة إلى السادسة عشر، تعتمد المجلة في كافة موادها على الترجمة من مصادر عالمية مختلفة، بعضها من الفرنسية أو الإنجليزية، حتى في أبوابها الثابتة، فإنها تعتمد على التعريف بثقافات الآخر، مترجمة، مثل صفحات خصصت عن ألعاب وأبطال ألعاب فيديو، وعدد آخر عن الدمية كيتي من شركة ساتريو اليابانية، حيث تم استهلاك 19 صفحة عن الدمية. |
| مؤسسة أخبار اليوم              | بلبل          |                                      | مجلة بلبل هي مجلة مصرية تصدر عن مؤسسة أخبار اليوم، تصدر أسبوعياً كل يوم أربعاء صدر العدد الأول منها في أغسطس 1998م، رئيس مجلس الإدارة إبراهيم سعدة، ورئيس التحرير مؤنس زهيري، ولا توجد أي إشارة إلى أطقم العاملين في المجلة. تحمل المجلة شعار مجلة الجيل الجديد، القطع 30×23سم، توجه المجلة إلى الأطفال في أعمار متباينة، من سن الثامنة إلى السادسة عشر، تعتمد المجلة في كافة موادها على الترجمة من مصادر عالمية مختلفة، بعضها من الفرنسية أو الإنجليزية، حتى في أبوابها الثابتة، فإنها تعتمد على التعريف بثقافات الآخر، مترجمة، مثل صفحات خصصت عن ألعاب وأبطال ألعاب فيديو، وعدد آخر عن الدمية كيتي من شركة ساتريو اليابانية، حيث تم استهلاك 19 صفحة عن الدمية. |
|                                | البلبل        | أواخر عقد 1940                       | مجلة البلبل هي مجلة مصرية أسبوعية صدرت عن دار الجيب في أواخر أربعينيات القرن العشرين. صاحبتها ورئيسة تحريرها إجلال حافظ، صدر العدد الأول منها في سبتمبر 1946م، ليست هناك أسماء أخرى في ترويسة المجلة غير رئيس التحرير. القطع 28×21 سم، توجه إلى الأطفال ابتداءً من سن العاشرة. |
| مصر                            | البلبل        |                                      | مجلة البلبل هي مجلة مصرية أسبوعية صدرت عن دار الجيب في أواخر أربعينيات القرن العشرين. صاحبتها ورئيسة تحريرها إجلال حافظ، صدر العدد الأول منها في سبتمبر 1946م، ليست هناك أسماء أخرى في ترويسة المجلة غير رئيس التحرير. القطع 28×21 سم، توجه إلى الأطفال ابتداءً من سن العاشرة. |
| دار الجيب                      | البلبل        |                                      | مجلة البلبل هي مجلة مصرية أسبوعية صدرت عن دار الجيب في أواخر أربعينيات القرن العشرين. صاحبتها ورئيسة تحريرها إجلال حافظ، صدر العدد الأول منها في سبتمبر 1946م، ليست هناك أسماء أخرى في ترويسة المجلة غير رئيس التحرير. القطع 28×21 سم، توجه إلى الأطفال ابتداءً من سن العاشرة. |
|                                | بونانزا       | 1966م                                | مجلة بونانزا هي مجلة لبنانية شهرية تصدر عن شركة المطبوعات المصورة التي تصدر العديد من المجلات المشابهة، صدرت عام 1966م وهي مجلة تعتمد على القصص الكرتونية الأمريكية، واسمها الكامل: بونانزا والفارس المقنع، وهي قصص تدور أغلبها في أجواء الغرب الأمريكي، رئيسة التحرير ليلى شاهين داكروز، ومديرة التحرير ليلى شقال، القطع 24×17 سم، تعتمد في المقام الأول على نشر قصة واحدة من مغامرات بونانزا، عدد صفحات الكرتون 30 صفحة بالأبيض والأسود من بين 34 صفحة إلا أن هناك صفحة واحدة للترحيب بالأصدقاء وتحت عنوان ركن التعارف، ينشر فيها عناوين هواة التعارف، وأصحاب الهوايات وأغلبهم من الأطفال بين 10 إلى 17 سنة. يُلاحظ أن بعض أغلفة المجلة تنشر صورة فوتوغرافية بكامل مساحة الصفحة، لصور من المسلسل التلفزيوني الأمريكي بونانزا الذي كان ذائع الصيت في تلك السنوات. تنشر المجلة إعلانات عن سلع تهم الأطفال، وهناك أيضاً إعلانات عن جريدة النهار، لا توجد أي إشارات عن المحتوى داخل العدد، الثمن داخل لبنان في عام 1968م هو 50 قرش لبناني. |
| لبنان                          | بونانزا       |                                      | مجلة بونانزا هي مجلة لبنانية شهرية تصدر عن شركة المطبوعات المصورة التي تصدر العديد من المجلات المشابهة، صدرت عام 1966م وهي مجلة تعتمد على القصص الكرتونية الأمريكية، واسمها الكامل: بونانزا والفارس المقنع، وهي قصص تدور أغلبها في أجواء الغرب الأمريكي، رئيسة التحرير ليلى شاهين داكروز، ومديرة التحرير ليلى شقال، القطع 24×17 سم، تعتمد في المقام الأول على نشر قصة واحدة من مغامرات بونانزا، عدد صفحات الكرتون 30 صفحة بالأبيض والأسود من بين 34 صفحة إلا أن هناك صفحة واحدة للترحيب بالأصدقاء وتحت عنوان ركن التعارف، ينشر فيها عناوين هواة التعارف، وأصحاب الهوايات وأغلبهم من الأطفال بين 10 إلى 17 سنة. يُلاحظ أن بعض أغلفة المجلة تنشر صورة فوتوغرافية بكامل مساحة الصفحة، لصور من المسلسل التلفزيوني الأمريكي بونانزا الذي كان ذائع الصيت في تلك السنوات. تنشر المجلة إعلانات عن سلع تهم الأطفال، وهناك أيضاً إعلانات عن جريدة النهار، لا توجد أي إشارات عن المحتوى داخل العدد، الثمن داخل لبنان في عام 1968م هو 50 قرش لبناني. |
| المطبوعات المصورة              | بونانزا       |                                      | مجلة بونانزا هي مجلة لبنانية شهرية تصدر عن شركة المطبوعات المصورة التي تصدر العديد من المجلات المشابهة، صدرت عام 1966م وهي مجلة تعتمد على القصص الكرتونية الأمريكية، واسمها الكامل: بونانزا والفارس المقنع، وهي قصص تدور أغلبها في أجواء الغرب الأمريكي، رئيسة التحرير ليلى شاهين داكروز، ومديرة التحرير ليلى شقال، القطع 24×17 سم، تعتمد في المقام الأول على نشر قصة واحدة من مغامرات بونانزا، عدد صفحات الكرتون 30 صفحة بالأبيض والأسود من بين 34 صفحة إلا أن هناك صفحة واحدة للترحيب بالأصدقاء وتحت عنوان ركن التعارف، ينشر فيها عناوين هواة التعارف، وأصحاب الهوايات وأغلبهم من الأطفال بين 10 إلى 17 سنة. يُلاحظ أن بعض أغلفة المجلة تنشر صورة فوتوغرافية بكامل مساحة الصفحة، لصور من المسلسل التلفزيوني الأمريكي بونانزا الذي كان ذائع الصيت في تلك السنوات. تنشر المجلة إعلانات عن سلع تهم الأطفال، وهناك أيضاً إعلانات عن جريدة النهار، لا توجد أي إشارات عن المحتوى داخل العدد، الثمن داخل لبنان في عام 1968م هو 50 قرش لبناني. |
|                                | البيئي الصغير | سبتمبر، 2003م                        | مجلة البيئي الصغير هي مجلة إماراتية شهرية تُعنى بالثقافة البيئية للصغار، يحرر موضوعاتها الأطفال بأنفسهم، ليست هناك إشارة إلى الجهة التي تصدرها، تتكون الهيئة الاستشارية من الدكاترة محمد الدفراوي، أمين يوسف، منال عليوة، رئيسة التحرير المهندسة منال عليوة، السكرتير الفني سهير كامل. يشارك في التحرير أطفال من أكثر من مؤسسة، هناك مقدمة باسم كلمة العدد يكتبها خالد عبد رب عساف مدير مدرسة العين النموذجية، القطع 14,5 × 20 سم، أبواب المجلة الثابتة غير محددة، حيث تعتمد المجلة على نشر رسوم الأطفال الخاصة بالبيئة من كل أنحاء العالم العربي، خاصة أن المساهمات من أبو ظبي، وفي كل عدد هناك كتاب ورسامون مختلفون من الأطفال يضم العدد 14 الصادر في سبتمبر 2003م قرابة 50 رسماً للأطفال، ومساهمات مكتوبة بخص أيدي الأطفال ليس هناك مؤلفون ثابتون، أو رسامون محددون، تخلو المجلة من التسالي لكن هناك مسابقات مدفوعة الجوائز تقام في كل عدد، وتنشر المجلة عدداً من الصور للأطفال العرب كما تنشر متابعات لأنشطة خاصة بالبيئة، وتنشر إعلانات من شركات تناهض التلوث البيئي مثل شركة شل، يضم الغلاف عادة المزيد من مساهمات الأطفال من الرسوم، المجلة لا تباع وتوزع على المشتركين.       |
| الإمارات العربية المتحدة       | البيئي الصغير |                                      | مجلة البيئي الصغير هي مجلة إماراتية شهرية تُعنى بالثقافة البيئية للصغار، يحرر موضوعاتها الأطفال بأنفسهم، ليست هناك إشارة إلى الجهة التي تصدرها، تتكون الهيئة الاستشارية من الدكاترة محمد الدفراوي، أمين يوسف، منال عليوة، رئيسة التحرير المهندسة منال عليوة، السكرتير الفني سهير كامل. يشارك في التحرير أطفال من أكثر من مؤسسة، هناك مقدمة باسم كلمة العدد يكتبها خالد عبد رب عساف مدير مدرسة العين النموذجية، القطع 14,5 × 20 سم، أبواب المجلة الثابتة غير محددة، حيث تعتمد المجلة على نشر رسوم الأطفال الخاصة بالبيئة من كل أنحاء العالم العربي، خاصة أن المساهمات من أبو ظبي، وفي كل عدد هناك كتاب ورسامون مختلفون من الأطفال يضم العدد 14 الصادر في سبتمبر 2003م قرابة 50 رسماً للأطفال، ومساهمات مكتوبة بخص أيدي الأطفال ليس هناك مؤلفون ثابتون، أو رسامون محددون، تخلو المجلة من التسالي لكن هناك مسابقات مدفوعة الجوائز تقام في كل عدد، وتنشر المجلة عدداً من الصور للأطفال العرب كما تنشر متابعات لأنشطة خاصة بالبيئة، وتنشر إعلانات من شركات تناهض التلوث البيئي مثل شركة شل، يضم الغلاف عادة المزيد من مساهمات الأطفال من الرسوم، المجلة لا تباع وتوزع على المشتركين.       |
| غير مذكور                      | البيئي الصغير |                                      | مجلة البيئي الصغير هي مجلة إماراتية شهرية تُعنى بالثقافة البيئية للصغار، يحرر موضوعاتها الأطفال بأنفسهم، ليست هناك إشارة إلى الجهة التي تصدرها، تتكون الهيئة الاستشارية من الدكاترة محمد الدفراوي، أمين يوسف، منال عليوة، رئيسة التحرير المهندسة منال عليوة، السكرتير الفني سهير كامل. يشارك في التحرير أطفال من أكثر من مؤسسة، هناك مقدمة باسم كلمة العدد يكتبها خالد عبد رب عساف مدير مدرسة العين النموذجية، القطع 14,5 × 20 سم، أبواب المجلة الثابتة غير محددة، حيث تعتمد المجلة على نشر رسوم الأطفال الخاصة بالبيئة من كل أنحاء العالم العربي، خاصة أن المساهمات من أبو ظبي، وفي كل عدد هناك كتاب ورسامون مختلفون من الأطفال يضم العدد 14 الصادر في سبتمبر 2003م قرابة 50 رسماً للأطفال، ومساهمات مكتوبة بخص أيدي الأطفال ليس هناك مؤلفون ثابتون، أو رسامون محددون، تخلو المجلة من التسالي لكن هناك مسابقات مدفوعة الجوائز تقام في كل عدد، وتنشر المجلة عدداً من الصور للأطفال العرب كما تنشر متابعات لأنشطة خاصة بالبيئة، وتنشر إعلانات من شركات تناهض التلوث البيئي مثل شركة شل، يضم الغلاف عادة المزيد من مساهمات الأطفال من الرسوم، المجلة لا تباع وتوزع على المشتركين.       |

## ت
| الغلاف                             | الاسم     | هوية المجلة (التاريخ، البلد، الشركة) | وصف |
| ---------------------------------- | --------- | ------------------------------------ | --- |
|                                    | تاتا تاتا | ربيع 2003م                           | مجلة تاتا تاتا هي مجلة مصرية فصلية لطفل ما قبل المدرسة، صدر العدد الأول منها في ربيع 2003م عن المركز القومي لثقافة الطفل التابع للمجلس الأعلى للثقافة، رئيس التحرير فاطمة المعدول، والمستشار الفني مجدي نجيب، ومستشارو التحرير أحمد بحاحة، صلاح بيصار، محمود الهندي، أشرف عويس، والمشرف الفني محسن رفعت، القطع 28×21سم، توجه المدرسة إلى سن طفل ما قبل المدرسة الذي لم يتعلم القراءة بعد، ليس هناك أبواب ثابتة محددة وتعتمد المجلة على الصور الأكبر حجماً والكتابة الواضحة، والقصص المدعمة برسومات توضيحية، تخلو المجلة من مقدمة، عدا العدد الأول، الشخصيات الرئيسية يوسف وتوتة. |
| مصر                                | تاتا تاتا |                                      | مجلة تاتا تاتا هي مجلة مصرية فصلية لطفل ما قبل المدرسة، صدر العدد الأول منها في ربيع 2003م عن المركز القومي لثقافة الطفل التابع للمجلس الأعلى للثقافة، رئيس التحرير فاطمة المعدول، والمستشار الفني مجدي نجيب، ومستشارو التحرير أحمد بحاحة، صلاح بيصار، محمود الهندي، أشرف عويس، والمشرف الفني محسن رفعت، القطع 28×21سم، توجه المدرسة إلى سن طفل ما قبل المدرسة الذي لم يتعلم القراءة بعد، ليس هناك أبواب ثابتة محددة وتعتمد المجلة على الصور الأكبر حجماً والكتابة الواضحة، والقصص المدعمة برسومات توضيحية، تخلو المجلة من مقدمة، عدا العدد الأول، الشخصيات الرئيسية يوسف وتوتة. |
| المركز القومي لثقافة الطفل         | تاتا تاتا |                                      | مجلة تاتا تاتا هي مجلة مصرية فصلية لطفل ما قبل المدرسة، صدر العدد الأول منها في ربيع 2003م عن المركز القومي لثقافة الطفل التابع للمجلس الأعلى للثقافة، رئيس التحرير فاطمة المعدول، والمستشار الفني مجدي نجيب، ومستشارو التحرير أحمد بحاحة، صلاح بيصار، محمود الهندي، أشرف عويس، والمشرف الفني محسن رفعت، القطع 28×21سم، توجه المدرسة إلى سن طفل ما قبل المدرسة الذي لم يتعلم القراءة بعد، ليس هناك أبواب ثابتة محددة وتعتمد المجلة على الصور الأكبر حجماً والكتابة الواضحة، والقصص المدعمة برسومات توضيحية، تخلو المجلة من مقدمة، عدا العدد الأول، الشخصيات الرئيسية يوسف وتوتة. |
|                                    | تان تان   | 1971م                                | صدرت مجلة تان تان أسبوعياً لأكثر من عشر سنوات ابتداءً من عام 1971م، تصدر عن شركة تراد يكسيم، وهي شركة مساهمة سويسرية، وفي مصر كانت توزع وتطبع في مؤسسة الأهرام، يرأس التحرير الدكتور محمد فؤاد إبراهيم الذي شارك بالكتابة في الكثير من الأعداد، توقفت المجلة عن الصدور عام 1980م، شعار المجلة على الغلاف مجلة أسبوعية مصورة للشباب من 7 إلى 17 سنة، ليست هناك إشارة إلى بقية العاملين في المجلة باعتبار أن المجلة تقوم على الترجمة في المقام الأول، تعتمد المجلة على نشر الرسوم الكرتونية التي تناسب الشباب أكثر من الأطفال، أما المواد التحريرية فهي أقل بالنسبة لعدد الصفحات ومنشورة في صفحات أبيض وأسود، الشخصية الرئيسية هي تان تان، من تأليف ورسوم الفنان الفرنسي هيرجيه الذي مات عام 1981م، فتوقفت شخصية تان تان تماماً عن الظهور عقب رحيله، مما أدى إلى إيقاف المجلة وباعتبارها مجلة أسبوعية فإن القصص الفرنسية المنشورة تستكمل عادة في الأعداد القادمة، والأعداد العربية هي صورة طبق الأصل من الأعداد الصادرة بالفرنسية عدا مساهمات القراء التحريرية، أهم شخصيات الكرتون في المجلة من بعد تان تان هي بوب موران، وباريلي، أليكس، بونار براتس، ميشيل فايان. |
| مصر                                | تان تان   |                                      | صدرت مجلة تان تان أسبوعياً لأكثر من عشر سنوات ابتداءً من عام 1971م، تصدر عن شركة تراد يكسيم، وهي شركة مساهمة سويسرية، وفي مصر كانت توزع وتطبع في مؤسسة الأهرام، يرأس التحرير الدكتور محمد فؤاد إبراهيم الذي شارك بالكتابة في الكثير من الأعداد، توقفت المجلة عن الصدور عام 1980م، شعار المجلة على الغلاف مجلة أسبوعية مصورة للشباب من 7 إلى 17 سنة، ليست هناك إشارة إلى بقية العاملين في المجلة باعتبار أن المجلة تقوم على الترجمة في المقام الأول، تعتمد المجلة على نشر الرسوم الكرتونية التي تناسب الشباب أكثر من الأطفال، أما المواد التحريرية فهي أقل بالنسبة لعدد الصفحات ومنشورة في صفحات أبيض وأسود، الشخصية الرئيسية هي تان تان، من تأليف ورسوم الفنان الفرنسي هيرجيه الذي مات عام 1981م، فتوقفت شخصية تان تان تماماً عن الظهور عقب رحيله، مما أدى إلى إيقاف المجلة وباعتبارها مجلة أسبوعية فإن القصص الفرنسية المنشورة تستكمل عادة في الأعداد القادمة، والأعداد العربية هي صورة طبق الأصل من الأعداد الصادرة بالفرنسية عدا مساهمات القراء التحريرية، أهم شخصيات الكرتون في المجلة من بعد تان تان هي بوب موران، وباريلي، أليكس، بونار براتس، ميشيل فايان. |
| مؤسسة الأهرام                      | تان تان   |                                      | صدرت مجلة تان تان أسبوعياً لأكثر من عشر سنوات ابتداءً من عام 1971م، تصدر عن شركة تراد يكسيم، وهي شركة مساهمة سويسرية، وفي مصر كانت توزع وتطبع في مؤسسة الأهرام، يرأس التحرير الدكتور محمد فؤاد إبراهيم الذي شارك بالكتابة في الكثير من الأعداد، توقفت المجلة عن الصدور عام 1980م، شعار المجلة على الغلاف مجلة أسبوعية مصورة للشباب من 7 إلى 17 سنة، ليست هناك إشارة إلى بقية العاملين في المجلة باعتبار أن المجلة تقوم على الترجمة في المقام الأول، تعتمد المجلة على نشر الرسوم الكرتونية التي تناسب الشباب أكثر من الأطفال، أما المواد التحريرية فهي أقل بالنسبة لعدد الصفحات ومنشورة في صفحات أبيض وأسود، الشخصية الرئيسية هي تان تان، من تأليف ورسوم الفنان الفرنسي هيرجيه الذي مات عام 1981م، فتوقفت شخصية تان تان تماماً عن الظهور عقب رحيله، مما أدى إلى إيقاف المجلة وباعتبارها مجلة أسبوعية فإن القصص الفرنسية المنشورة تستكمل عادة في الأعداد القادمة، والأعداد العربية هي صورة طبق الأصل من الأعداد الصادرة بالفرنسية عدا مساهمات القراء التحريرية، أهم شخصيات الكرتون في المجلة من بعد تان تان هي بوب موران، وباريلي، أليكس، بونار براتس، ميشيل فايان. |
|                                    | تموز      | 1977م                                | مجلة تموز هي ملحق عراقي أسبوعي للأطفال، صدر عن جريدة الجمهورية اليومية العراقية كل يوم ثلاثاء. صدر لأول مرة عام 1977م. والمرجح أنه ظل يصدر حتى عام 1980م، شعاره: ملحق الجمهورية للنشء الجديد. رئيس مجلس الإدارة: سعدي قاسم حمودي، ورئيس التحرير: حميد سعيد، القطع 20×28 سم، هناك مقدمة تحت عنوان: تموز يقول لكم صباح الخير، غير موقعة. |
| العراق                             | تموز      |                                      | مجلة تموز هي ملحق عراقي أسبوعي للأطفال، صدر عن جريدة الجمهورية اليومية العراقية كل يوم ثلاثاء. صدر لأول مرة عام 1977م. والمرجح أنه ظل يصدر حتى عام 1980م، شعاره: ملحق الجمهورية للنشء الجديد. رئيس مجلس الإدارة: سعدي قاسم حمودي، ورئيس التحرير: حميد سعيد، القطع 20×28 سم، هناك مقدمة تحت عنوان: تموز يقول لكم صباح الخير، غير موقعة. |
| جريدة الجمهورية اليومية العراقية   | تموز      |                                      | مجلة تموز هي ملحق عراقي أسبوعي للأطفال، صدر عن جريدة الجمهورية اليومية العراقية كل يوم ثلاثاء. صدر لأول مرة عام 1977م. والمرجح أنه ظل يصدر حتى عام 1980م، شعاره: ملحق الجمهورية للنشء الجديد. رئيس مجلس الإدارة: سعدي قاسم حمودي، ورئيس التحرير: حميد سعيد، القطع 20×28 سم، هناك مقدمة تحت عنوان: تموز يقول لكم صباح الخير، غير موقعة. |
|                                    | توتة توتة | أكتوبر، 1999م                        | مجلة توتة توتة هي مجلة لبنانية شهرية، صدر العدد الأول منها في أكتوبر عام 1999م، تصدر عن دار الحدائق للطباعة والنشر، شعارها مجلة للصغار. وهي موجهة للصغار ابتداء من عمر سنتين حتى عمر ما قبل المدرسة، ولذلك فإنها تعتمد على الرسوم. ليس هناك أي أبواب ثابتة، وتحتوي على قصائد شعرية، وقصص بسيطة تعبيرية بالإضافة إلى قصص كرتونية ملونة تصل إلى 4 صفحات من بين 20 صفحة، تعتمد المجلة على المهارات الصغيرة مثل التلوين، والمساحات الملونة. تخلو المجلة من الإعلانات، وهي أقرب إلى كتاب منها إلى مجلة، سعر العدد في لبنان 2000 ليرة عام 2003م. |
| لبنان                              | توتة توتة |                                      | مجلة توتة توتة هي مجلة لبنانية شهرية، صدر العدد الأول منها في أكتوبر عام 1999م، تصدر عن دار الحدائق للطباعة والنشر، شعارها مجلة للصغار. وهي موجهة للصغار ابتداء من عمر سنتين حتى عمر ما قبل المدرسة، ولذلك فإنها تعتمد على الرسوم. ليس هناك أي أبواب ثابتة، وتحتوي على قصائد شعرية، وقصص بسيطة تعبيرية بالإضافة إلى قصص كرتونية ملونة تصل إلى 4 صفحات من بين 20 صفحة، تعتمد المجلة على المهارات الصغيرة مثل التلوين، والمساحات الملونة. تخلو المجلة من الإعلانات، وهي أقرب إلى كتاب منها إلى مجلة، سعر العدد في لبنان 2000 ليرة عام 2003م. |
| دار الحدائق                        | توتة توتة |                                      | مجلة توتة توتة هي مجلة لبنانية شهرية، صدر العدد الأول منها في أكتوبر عام 1999م، تصدر عن دار الحدائق للطباعة والنشر، شعارها مجلة للصغار. وهي موجهة للصغار ابتداء من عمر سنتين حتى عمر ما قبل المدرسة، ولذلك فإنها تعتمد على الرسوم. ليس هناك أي أبواب ثابتة، وتحتوي على قصائد شعرية، وقصص بسيطة تعبيرية بالإضافة إلى قصص كرتونية ملونة تصل إلى 4 صفحات من بين 20 صفحة، تعتمد المجلة على المهارات الصغيرة مثل التلوين، والمساحات الملونة. تخلو المجلة من الإعلانات، وهي أقرب إلى كتاب منها إلى مجلة، سعر العدد في لبنان 2000 ليرة عام 2003م. |
|                                    | توم وجيري | 8 يوليو 2004م                        | مجلة توم وجيري هي مجلة مصرية أسبوعية، تصدر عن دار الهلال، صدر العدد الأول في 8 يوليو 2004م، تعتمد على نشر المواد العالمية الخاصة بثلاث مجلات، تتبع ثلاث مؤسسات أمريكية وأكثر، منها شركة واذربروزر السينمائية. رئيس مجلة الإدارة مكرم محمد أحمد، رئيس التحرير ابتسام غانم، سكرتير التحرير: عادل بكر، القطع 18×27 سم، يخلو العدد التجريبي من أي مقدمة، وتشابه بمجلة ميكي التي كانت تصدرها دار الهلال وتوقفت في مارس 2003م، الشخصيات الرئيسية: توم وجيري، داني، باغز باني، الذئب تويوت، لويزة، سكوبي دو، وغيرها. |
| مصر                                | توم وجيري |                                      | مجلة توم وجيري هي مجلة مصرية أسبوعية، تصدر عن دار الهلال، صدر العدد الأول في 8 يوليو 2004م، تعتمد على نشر المواد العالمية الخاصة بثلاث مجلات، تتبع ثلاث مؤسسات أمريكية وأكثر، منها شركة واذربروزر السينمائية. رئيس مجلة الإدارة مكرم محمد أحمد، رئيس التحرير ابتسام غانم، سكرتير التحرير: عادل بكر، القطع 18×27 سم، يخلو العدد التجريبي من أي مقدمة، وتشابه بمجلة ميكي التي كانت تصدرها دار الهلال وتوقفت في مارس 2003م، الشخصيات الرئيسية: توم وجيري، داني، باغز باني، الذئب تويوت، لويزة، سكوبي دو، وغيرها. |
| دار الهلال                         | توم وجيري |                                      | مجلة توم وجيري هي مجلة مصرية أسبوعية، تصدر عن دار الهلال، صدر العدد الأول في 8 يوليو 2004م، تعتمد على نشر المواد العالمية الخاصة بثلاث مجلات، تتبع ثلاث مؤسسات أمريكية وأكثر، منها شركة واذربروزر السينمائية. رئيس مجلة الإدارة مكرم محمد أحمد، رئيس التحرير ابتسام غانم، سكرتير التحرير: عادل بكر، القطع 18×27 سم، يخلو العدد التجريبي من أي مقدمة، وتشابه بمجلة ميكي التي كانت تصدرها دار الهلال وتوقفت في مارس 2003م، الشخصيات الرئيسية: توم وجيري، داني، باغز باني، الذئب تويوت، لويزة، سكوبي دو، وغيرها. |
|                                    | توم وجيري | غير معروف                            | مجلة توم وجيري هي مجلة سعودية مترجمة، تصدر عن شركة يونج فيوتشر المحدودة، وتصدرها شركة تهامة للتوزيع تحت شعار: "الفائدة والمتعة من يونج فيوتشر (شباب المستقبل)"، وتعتمد السلسلة على شخصيتي توم وجيري الأمريكيتين، حيث يضم كل عدد قصة كاملة أو مجموعة قصص متناثرة تحمل السلسلة شعار المتعة والفائدة دائماً في مكتبتكم، ليس هناك مؤلفون أو رسامون باعتبار أن المطبوعة تضم أعمالاً مترجمة مأخوذة حقوقها من شركة أمريكية، توجه المجلة إلى الأطفال من سن السابعة إلى أعمار متفرقة باعتبار أن شخصيتي توم وجيري شخصيتان معروفتان لأعمار متباينة، لا توجد مسابقات، ولا تنشر المطبوعة صوراً للقراء لكنها تنشر تسالي بين الصفحات الكرتونية مثل الاختلافات وملاحظات الأذكياء والتلوين، ولا يوجد أي تاريخ للإصدار أو لهيئة التحرير، كما أن بعض أعداد المجلة صدرت عبارة عن مطوية من 24 صفحة ملونة بداخلها بوستر لأحد شخصيات توم وجيري، عدد الصفحات 34 أبيض وأسود، ما عدا الغلافان فإنهما ملونان. |
| السعودية                           | توم وجيري |                                      | مجلة توم وجيري هي مجلة سعودية مترجمة، تصدر عن شركة يونج فيوتشر المحدودة، وتصدرها شركة تهامة للتوزيع تحت شعار: "الفائدة والمتعة من يونج فيوتشر (شباب المستقبل)"، وتعتمد السلسلة على شخصيتي توم وجيري الأمريكيتين، حيث يضم كل عدد قصة كاملة أو مجموعة قصص متناثرة تحمل السلسلة شعار المتعة والفائدة دائماً في مكتبتكم، ليس هناك مؤلفون أو رسامون باعتبار أن المطبوعة تضم أعمالاً مترجمة مأخوذة حقوقها من شركة أمريكية، توجه المجلة إلى الأطفال من سن السابعة إلى أعمار متفرقة باعتبار أن شخصيتي توم وجيري شخصيتان معروفتان لأعمار متباينة، لا توجد مسابقات، ولا تنشر المطبوعة صوراً للقراء لكنها تنشر تسالي بين الصفحات الكرتونية مثل الاختلافات وملاحظات الأذكياء والتلوين، ولا يوجد أي تاريخ للإصدار أو لهيئة التحرير، كما أن بعض أعداد المجلة صدرت عبارة عن مطوية من 24 صفحة ملونة بداخلها بوستر لأحد شخصيات توم وجيري، عدد الصفحات 34 أبيض وأسود، ما عدا الغلافان فإنهما ملونان. |
| يونغ فيوتشر                        | توم وجيري |                                      | مجلة توم وجيري هي مجلة سعودية مترجمة، تصدر عن شركة يونج فيوتشر المحدودة، وتصدرها شركة تهامة للتوزيع تحت شعار: "الفائدة والمتعة من يونج فيوتشر (شباب المستقبل)"، وتعتمد السلسلة على شخصيتي توم وجيري الأمريكيتين، حيث يضم كل عدد قصة كاملة أو مجموعة قصص متناثرة تحمل السلسلة شعار المتعة والفائدة دائماً في مكتبتكم، ليس هناك مؤلفون أو رسامون باعتبار أن المطبوعة تضم أعمالاً مترجمة مأخوذة حقوقها من شركة أمريكية، توجه المجلة إلى الأطفال من سن السابعة إلى أعمار متفرقة باعتبار أن شخصيتي توم وجيري شخصيتان معروفتان لأعمار متباينة، لا توجد مسابقات، ولا تنشر المطبوعة صوراً للقراء لكنها تنشر تسالي بين الصفحات الكرتونية مثل الاختلافات وملاحظات الأذكياء والتلوين، ولا يوجد أي تاريخ للإصدار أو لهيئة التحرير، كما أن بعض أعداد المجلة صدرت عبارة عن مطوية من 24 صفحة ملونة بداخلها بوستر لأحد شخصيات توم وجيري، عدد الصفحات 34 أبيض وأسود، ما عدا الغلافان فإنهما ملونان. |
|                                    | تووت      | يونيو 2004م                          | مجلة تووت هي مجلة كويتية شهرية، تصدر عن مركز الشامية الذهبي للنشر والتوزيع. صدر العدد الأول منها في يونيو 2004م، القطع 22×29سم، ولا يوجد شعار للمجلة إلى أنه في الصفحة الثانية من العدد الأول إشارة إلى أنها نجم متميز يسطع في سماء المجلات العربية. ولا يوجد فهرس للعدد، لكن المجلة تعتمد على الاستربس. عدد صفحات الكرتون 27 صفحة من بين 52 صفحة ملونة، ومطبوعة على ورق فاخر خاصة الغلاف. تكتسي المجلة بروح الفكاهة، والتجديد والمغامرات كما تعتمد على نشر قصص قصيرة بشكل محدود. ونشرت في العدد الأول مساهمات القراء تحت عنوان "ريشة" كما تعتمد على الابتسامات والتسالي. تعتمد المجلة على الإعلانات، فهناك إعلانات من المجلة نفسها وأخرى عن سامبو للأطفال، سعر المجلة في القاهرة خمسة جنيهات، ليست على الغلاف أي إشارات إلى مواد العدد، وتم توزيع ساعة ورقية على العدد الأول. |
| الكويت                             | تووت      |                                      | مجلة تووت هي مجلة كويتية شهرية، تصدر عن مركز الشامية الذهبي للنشر والتوزيع. صدر العدد الأول منها في يونيو 2004م، القطع 22×29سم، ولا يوجد شعار للمجلة إلى أنه في الصفحة الثانية من العدد الأول إشارة إلى أنها نجم متميز يسطع في سماء المجلات العربية. ولا يوجد فهرس للعدد، لكن المجلة تعتمد على الاستربس. عدد صفحات الكرتون 27 صفحة من بين 52 صفحة ملونة، ومطبوعة على ورق فاخر خاصة الغلاف. تكتسي المجلة بروح الفكاهة، والتجديد والمغامرات كما تعتمد على نشر قصص قصيرة بشكل محدود. ونشرت في العدد الأول مساهمات القراء تحت عنوان "ريشة" كما تعتمد على الابتسامات والتسالي. تعتمد المجلة على الإعلانات، فهناك إعلانات من المجلة نفسها وأخرى عن سامبو للأطفال، سعر المجلة في القاهرة خمسة جنيهات، ليست على الغلاف أي إشارات إلى مواد العدد، وتم توزيع ساعة ورقية على العدد الأول. |
| مركز الشامية الذهبي للنشر والتوزيع | تووت      |                                      | مجلة تووت هي مجلة كويتية شهرية، تصدر عن مركز الشامية الذهبي للنشر والتوزيع. صدر العدد الأول منها في يونيو 2004م، القطع 22×29سم، ولا يوجد شعار للمجلة إلى أنه في الصفحة الثانية من العدد الأول إشارة إلى أنها نجم متميز يسطع في سماء المجلات العربية. ولا يوجد فهرس للعدد، لكن المجلة تعتمد على الاستربس. عدد صفحات الكرتون 27 صفحة من بين 52 صفحة ملونة، ومطبوعة على ورق فاخر خاصة الغلاف. تكتسي المجلة بروح الفكاهة، والتجديد والمغامرات كما تعتمد على نشر قصص قصيرة بشكل محدود. ونشرت في العدد الأول مساهمات القراء تحت عنوان "ريشة" كما تعتمد على الابتسامات والتسالي. تعتمد المجلة على الإعلانات، فهناك إعلانات من المجلة نفسها وأخرى عن سامبو للأطفال، سعر المجلة في القاهرة خمسة جنيهات، ليست على الغلاف أي إشارات إلى مواد العدد، وتم توزيع ساعة ورقية على العدد الأول. |

## ج
| الغلاف                                  | الاسم         | هوية المجلة (التاريخ، البلد، الشركة) | وصف |
| --------------------------------------- | ------------- | ------------------------------------ | --- |
|                                         | جنة الأطفال   | 1951م                                | مجلة جنة الأطفال هي مجلة عراقية شهرية تعتبر أول مجلة تصدر في العراق للأطفال لصاحبها ورئيس تحريرها سلمي الشيخ محمود النائب، صدرت لأول مرة عام 1951م، ليست هناك إشارة على الترويسة إلى أي أسماء أخرى شاركت في العمل فيها، قطع المجلة 18×27 سم، أبيض وأسود اعتمدت على قصص الأطفال النثرية ونشر الشعر، توقفت عن الصدور عام 1952 لأسباب مالية وفنية ثم عاودت الصدور عام 1969م بإشراف كاتب الأطفال العراقي المعروف باسم عمو زكي. |
| العراق                                  | جنة الأطفال   |                                      | مجلة جنة الأطفال هي مجلة عراقية شهرية تعتبر أول مجلة تصدر في العراق للأطفال لصاحبها ورئيس تحريرها سلمي الشيخ محمود النائب، صدرت لأول مرة عام 1951م، ليست هناك إشارة على الترويسة إلى أي أسماء أخرى شاركت في العمل فيها، قطع المجلة 18×27 سم، أبيض وأسود اعتمدت على قصص الأطفال النثرية ونشر الشعر، توقفت عن الصدور عام 1952 لأسباب مالية وفنية ثم عاودت الصدور عام 1969م بإشراف كاتب الأطفال العراقي المعروف باسم عمو زكي. |
| سلمي النائب                             | جنة الأطفال   |                                      | مجلة جنة الأطفال هي مجلة عراقية شهرية تعتبر أول مجلة تصدر في العراق للأطفال لصاحبها ورئيس تحريرها سلمي الشيخ محمود النائب، صدرت لأول مرة عام 1951م، ليست هناك إشارة على الترويسة إلى أي أسماء أخرى شاركت في العمل فيها، قطع المجلة 18×27 سم، أبيض وأسود اعتمدت على قصص الأطفال النثرية ونشر الشعر، توقفت عن الصدور عام 1952 لأسباب مالية وفنية ثم عاودت الصدور عام 1969م بإشراف كاتب الأطفال العراقي المعروف باسم عمو زكي. |
|                                         | جندي المستقبل | 1992م                                | مجلة جندي المستقبل هي مجلة كويتية شهرية تصدرها مديرية التوجيه المعنوي والعلاقات العامة التابعة لوزارة الدفاع الكويتية، رئيس التحرير والمشرف العام العقيد الركن أحمد محمد الرحماني، نائب رئيس التحرير المقدر ركن بدر سالم الشطي، مدير التحرير نجاة رمضان الخليفة، الإخراج والتنفيذ منال عيبه، صدر العدد الأول عام 1992، القطع 28×21سم، توجه المجلة إلى الأطفال من سن 7 إلى 17 سنة. يكتب مدير التحرير افتتاحية كل عدد تحت عنوان "أحبائي جنود المستقبل". |
| الكويت                                  | جندي المستقبل |                                      | مجلة جندي المستقبل هي مجلة كويتية شهرية تصدرها مديرية التوجيه المعنوي والعلاقات العامة التابعة لوزارة الدفاع الكويتية، رئيس التحرير والمشرف العام العقيد الركن أحمد محمد الرحماني، نائب رئيس التحرير المقدر ركن بدر سالم الشطي، مدير التحرير نجاة رمضان الخليفة، الإخراج والتنفيذ منال عيبه، صدر العدد الأول عام 1992، القطع 28×21سم، توجه المجلة إلى الأطفال من سن 7 إلى 17 سنة. يكتب مدير التحرير افتتاحية كل عدد تحت عنوان "أحبائي جنود المستقبل". |
| مديرية التوجيه المعنوي والعلاقات العامة | جندي المستقبل |                                      | مجلة جندي المستقبل هي مجلة كويتية شهرية تصدرها مديرية التوجيه المعنوي والعلاقات العامة التابعة لوزارة الدفاع الكويتية، رئيس التحرير والمشرف العام العقيد الركن أحمد محمد الرحماني، نائب رئيس التحرير المقدر ركن بدر سالم الشطي، مدير التحرير نجاة رمضان الخليفة، الإخراج والتنفيذ منال عيبه، صدر العدد الأول عام 1992، القطع 28×21سم، توجه المجلة إلى الأطفال من سن 7 إلى 17 سنة. يكتب مدير التحرير افتتاحية كل عدد تحت عنوان "أحبائي جنود المستقبل". |
|                                         | الجوهرة       | ديسمبر 2001م                         | مجلة الجوهرة هي مجلة يمنية شهرية تصدر عن دار المرأة للصحافة والنشر، صدر العدد الأول في ديسمبر 2001م. عميدة الدار سيدة يحيى الهيلمي، رئيس التحرير أمة اللطيف يحيى الهيلمي، المشرف العام عبد الرحمن الشميري، مدير التحرير أحلام الرقيب، وسكرتير التحرير محمد علي الشاري وشايحي الهيملي، الإخراج مجاهد حسين. |
| اليمن                                   | الجوهرة       |                                      | مجلة الجوهرة هي مجلة يمنية شهرية تصدر عن دار المرأة للصحافة والنشر، صدر العدد الأول في ديسمبر 2001م. عميدة الدار سيدة يحيى الهيلمي، رئيس التحرير أمة اللطيف يحيى الهيلمي، المشرف العام عبد الرحمن الشميري، مدير التحرير أحلام الرقيب، وسكرتير التحرير محمد علي الشاري وشايحي الهيملي، الإخراج مجاهد حسين. |
| دار المرأة للصحافة والنشر               | الجوهرة       |                                      | مجلة الجوهرة هي مجلة يمنية شهرية تصدر عن دار المرأة للصحافة والنشر، صدر العدد الأول في ديسمبر 2001م. عميدة الدار سيدة يحيى الهيلمي، رئيس التحرير أمة اللطيف يحيى الهيلمي، المشرف العام عبد الرحمن الشميري، مدير التحرير أحلام الرقيب، وسكرتير التحرير محمد علي الشاري وشايحي الهيملي، الإخراج مجاهد حسين. |
|                                         | جي آي جو      | غير معروف                            | مجلة جي آي جو (بالإنجليزية: G. I. JOE) هي مجلة مصرية مترجمة بتصريح من شركة مارلفل إنترتين منتجروي (بالإنجليزية: Marlvel Entertain Mentgroy). تصدر عن شركة قطان للتجارة لصاحبها عبد العزيز قطان، وتوزع في القاهرة، مستشار التحرير عادل البطراوي، الإخراج الفني مادلين رياض، الترجمة لسعيد أبو غزالة، توجه إلى سن 9 إلى 18 سنة، لا توجد مقدمة في كل عدد تشير إلى صفات البطل، جي آي جو هو محارب أمريكي في الحرب العالمية الثانية له صديقته جاي، وتعتمد المجلة بشكل أساسي على قصته الكرتونية وننشرها كاملة. |
| مصر                                     | جي آي جو      |                                      | مجلة جي آي جو (بالإنجليزية: G. I. JOE) هي مجلة مصرية مترجمة بتصريح من شركة مارلفل إنترتين منتجروي (بالإنجليزية: Marlvel Entertain Mentgroy). تصدر عن شركة قطان للتجارة لصاحبها عبد العزيز قطان، وتوزع في القاهرة، مستشار التحرير عادل البطراوي، الإخراج الفني مادلين رياض، الترجمة لسعيد أبو غزالة، توجه إلى سن 9 إلى 18 سنة، لا توجد مقدمة في كل عدد تشير إلى صفات البطل، جي آي جو هو محارب أمريكي في الحرب العالمية الثانية له صديقته جاي، وتعتمد المجلة بشكل أساسي على قصته الكرتونية وننشرها كاملة. |
| شركة مارلفل إنترتين منتجروي             | جي آي جو      |                                      | مجلة جي آي جو (بالإنجليزية: G. I. JOE) هي مجلة مصرية مترجمة بتصريح من شركة مارلفل إنترتين منتجروي (بالإنجليزية: Marlvel Entertain Mentgroy). تصدر عن شركة قطان للتجارة لصاحبها عبد العزيز قطان، وتوزع في القاهرة، مستشار التحرير عادل البطراوي، الإخراج الفني مادلين رياض، الترجمة لسعيد أبو غزالة، توجه إلى سن 9 إلى 18 سنة، لا توجد مقدمة في كل عدد تشير إلى صفات البطل، جي آي جو هو محارب أمريكي في الحرب العالمية الثانية له صديقته جاي، وتعتمد المجلة بشكل أساسي على قصته الكرتونية وننشرها كاملة. |
|                                         | الجيل         | مارس 1975م                           | مجلة الجيل هي مجلة سودانية شهرية ثقافية تربوية، تصدرها دار النشر التربوي. توجه المجلة إلى سن 12 إلى 20 سنة، قطع المجلة 24×17 سم، صدر العدد الأول في مارس 1975م. |
| السودان                                 | الجيل         |                                      | مجلة الجيل هي مجلة سودانية شهرية ثقافية تربوية، تصدرها دار النشر التربوي. توجه المجلة إلى سن 12 إلى 20 سنة، قطع المجلة 24×17 سم، صدر العدد الأول في مارس 1975م. |
| دار النشر التربوي                       | الجيل         |                                      | مجلة الجيل هي مجلة سودانية شهرية ثقافية تربوية، تصدرها دار النشر التربوي. توجه المجلة إلى سن 12 إلى 20 سنة، قطع المجلة 24×17 سم، صدر العدد الأول في مارس 1975م. |
|                                         | الجيل الجديد  | يوليو 1991م                          | مجلة الجيل الجديد هي مجلة سعودية تصدر شهرياً عن مجلة الجيل التي تصدرها الرئاسة العامة لرعاية الشباب (عدّل مسماها إلى الهيئة العامة للرياضة)، تولى إدارة تحريرها سليمان عبد العزيز المعيقلي، وتولى سكرتارية تحريرها يوسف المحيميد قبل أن يُنقل إلى مجلة اليمامة، أما التصميم والإخراج الفني فقد تولاه في منتصف التسعينيات أحمد الخوجلي، وقد صدرت المجلة كملحق لمجلة الجيل قبل أن تصدر منفصلة في محرم 1412هـ الموافق ليوليو 1991م، تتوجه المجلة إلى القراء من سن 6 إلى 16 سنة، والمجلة ملونة، قطعها: 29×21سم، وليس هناك فهرس في المجلة، يوضع في بعض الأعداد في ص6، إلى جوار الترويسة، حيث أن شعار المجلة شهرية تعدها نخبة من المتخصصين في شؤون ثقافة الطفل، تعتمد المجلة على قصص الكرتون يؤلفها أشهر الأدباء، وليس هناك أبواب ثابتة في المجلة عدا التسالي، وإن كانت المجلة قد نشرت قصصاً بشكل متتابع لكل من يوسف أبو رية، ومحمد كشك، ومحمد أمين وغيرهم، تستهل المجلة بقصص ثم برسائل وردود القراء، وفي ص7 هناك كلمة الجيل الجديد يكتبها محرر تحت اسم مستعار "حسون" أما القصص المصورة فيكتبها محمود قاسم، وعبد الله وجوهر، ومن رسامي المجلة: جوهر، حسام. |
| السعودية                                | الجيل الجديد  |                                      | مجلة الجيل الجديد هي مجلة سعودية تصدر شهرياً عن مجلة الجيل التي تصدرها الرئاسة العامة لرعاية الشباب (عدّل مسماها إلى الهيئة العامة للرياضة)، تولى إدارة تحريرها سليمان عبد العزيز المعيقلي، وتولى سكرتارية تحريرها يوسف المحيميد قبل أن يُنقل إلى مجلة اليمامة، أما التصميم والإخراج الفني فقد تولاه في منتصف التسعينيات أحمد الخوجلي، وقد صدرت المجلة كملحق لمجلة الجيل قبل أن تصدر منفصلة في محرم 1412هـ الموافق ليوليو 1991م، تتوجه المجلة إلى القراء من سن 6 إلى 16 سنة، والمجلة ملونة، قطعها: 29×21سم، وليس هناك فهرس في المجلة، يوضع في بعض الأعداد في ص6، إلى جوار الترويسة، حيث أن شعار المجلة شهرية تعدها نخبة من المتخصصين في شؤون ثقافة الطفل، تعتمد المجلة على قصص الكرتون يؤلفها أشهر الأدباء، وليس هناك أبواب ثابتة في المجلة عدا التسالي، وإن كانت المجلة قد نشرت قصصاً بشكل متتابع لكل من يوسف أبو رية، ومحمد كشك، ومحمد أمين وغيرهم، تستهل المجلة بقصص ثم برسائل وردود القراء، وفي ص7 هناك كلمة الجيل الجديد يكتبها محرر تحت اسم مستعار "حسون" أما القصص المصورة فيكتبها محمود قاسم، وعبد الله وجوهر، ومن رسامي المجلة: جوهر، حسام. |
| الهيئة العامة للرياضة                   | الجيل الجديد  |                                      | مجلة الجيل الجديد هي مجلة سعودية تصدر شهرياً عن مجلة الجيل التي تصدرها الرئاسة العامة لرعاية الشباب (عدّل مسماها إلى الهيئة العامة للرياضة)، تولى إدارة تحريرها سليمان عبد العزيز المعيقلي، وتولى سكرتارية تحريرها يوسف المحيميد قبل أن يُنقل إلى مجلة اليمامة، أما التصميم والإخراج الفني فقد تولاه في منتصف التسعينيات أحمد الخوجلي، وقد صدرت المجلة كملحق لمجلة الجيل قبل أن تصدر منفصلة في محرم 1412هـ الموافق ليوليو 1991م، تتوجه المجلة إلى القراء من سن 6 إلى 16 سنة، والمجلة ملونة، قطعها: 29×21سم، وليس هناك فهرس في المجلة، يوضع في بعض الأعداد في ص6، إلى جوار الترويسة، حيث أن شعار المجلة شهرية تعدها نخبة من المتخصصين في شؤون ثقافة الطفل، تعتمد المجلة على قصص الكرتون يؤلفها أشهر الأدباء، وليس هناك أبواب ثابتة في المجلة عدا التسالي، وإن كانت المجلة قد نشرت قصصاً بشكل متتابع لكل من يوسف أبو رية، ومحمد كشك، ومحمد أمين وغيرهم، تستهل المجلة بقصص ثم برسائل وردود القراء، وفي ص7 هناك كلمة الجيل الجديد يكتبها محرر تحت اسم مستعار "حسون" أما القصص المصورة فيكتبها محمود قاسم، وعبد الله وجوهر، ومن رسامي المجلة: جوهر، حسام. |

## ح
| الغلاف                     | الاسم           | هوية المجلة (التاريخ، البلد، الشركة) | وصف |
| -------------------------- | --------------- | ------------------------------------ | --- |
|                            | حابي            | يونيو 2000                           | مجلة حابي هي مجلة مصرية ثقافية علمية تربوية للأطفال، صدر العدد التجريبي منها في يونيو 2000م، بصدرها قطاع الكتب بوزارة التربية والتعليم بالاشتراك مع مركز سوزان مبارك. |
| مصر                        | حابي            |                                      | مجلة حابي هي مجلة مصرية ثقافية علمية تربوية للأطفال، صدر العدد التجريبي منها في يونيو 2000م، بصدرها قطاع الكتب بوزارة التربية والتعليم بالاشتراك مع مركز سوزان مبارك. |
| وزارة التربية والتعليم     | حابي            |                                      | مجلة حابي هي مجلة مصرية ثقافية علمية تربوية للأطفال، صدر العدد التجريبي منها في يونيو 2000م، بصدرها قطاع الكتب بوزارة التربية والتعليم بالاشتراك مع مركز سوزان مبارك. |
|                            | حاتم            | يناير 1998م                          | مجلة حاتم هي مجلة أردنية شهرية، تصدر عن المؤسسة الصحفية الأردنية "الرأي" لكل البنات والبنين، صدر العدد الأول من المجلة في يناير 1998م. |
| الأردن                     | حاتم            |                                      | مجلة حاتم هي مجلة أردنية شهرية، تصدر عن المؤسسة الصحفية الأردنية "الرأي" لكل البنات والبنين، صدر العدد الأول من المجلة في يناير 1998م. |
| مؤسسة الرأي                | حاتم            |                                      | مجلة حاتم هي مجلة أردنية شهرية، تصدر عن المؤسسة الصحفية الأردنية "الرأي" لكل البنات والبنين، صدر العدد الأول من المجلة في يناير 1998م. |
|                            | الحديقة والمنزل | مارس 1938                            | مجلة الحديقة والمنزل هي مجلة مصرية أسبوعية صدر العدد الأول منها في مارس 1938م، صاحبها وناشرها ورئيس تحريرها عباس السيد حسين، شعارها: "مجلة الحديقة والمنزل، زراعية، أدبية، اجتماعية" وهي مجلة موجهة لأطفال المدارس أيضاً. القطع 29×22 سم، لا يوجد للمجلة فهرس لكنها تعتمد اعتماداً ملحوظاً على القصص القصيرة المترجمة. |
| مصر                        | الحديقة والمنزل |                                      | مجلة الحديقة والمنزل هي مجلة مصرية أسبوعية صدر العدد الأول منها في مارس 1938م، صاحبها وناشرها ورئيس تحريرها عباس السيد حسين، شعارها: "مجلة الحديقة والمنزل، زراعية، أدبية، اجتماعية" وهي مجلة موجهة لأطفال المدارس أيضاً. القطع 29×22 سم، لا يوجد للمجلة فهرس لكنها تعتمد اعتماداً ملحوظاً على القصص القصيرة المترجمة. |
| عباس حسين                  | الحديقة والمنزل |                                      | مجلة الحديقة والمنزل هي مجلة مصرية أسبوعية صدر العدد الأول منها في مارس 1938م، صاحبها وناشرها ورئيس تحريرها عباس السيد حسين، شعارها: "مجلة الحديقة والمنزل، زراعية، أدبية، اجتماعية" وهي مجلة موجهة لأطفال المدارس أيضاً. القطع 29×22 سم، لا يوجد للمجلة فهرس لكنها تعتمد اعتماداً ملحوظاً على القصص القصيرة المترجمة. |
|                            | حسن             | أبريل 1974                           | مجلة حسن هي مجلة سعودية أسبوعية للأطفال تصدر كل أربعاء عن مؤسسة عكاظ للصحافة والنشر بمدينة جدة، رغم كون مكتب القاهرة هو الأساسي. صدرت المجلة لأول مرة في 20 أبريل 1974م، القطع 19,5×27 سم، توجه إلى الأطفال في أكثر من مرحلة عمرية، ابتداءً من السادسة وحتى السادسة عشر.                                             |
| السعودية                   | حسن             |                                      | مجلة حسن هي مجلة سعودية أسبوعية للأطفال تصدر كل أربعاء عن مؤسسة عكاظ للصحافة والنشر بمدينة جدة، رغم كون مكتب القاهرة هو الأساسي. صدرت المجلة لأول مرة في 20 أبريل 1974م، القطع 19,5×27 سم، توجه إلى الأطفال في أكثر من مرحلة عمرية، ابتداءً من السادسة وحتى السادسة عشر.                                             |
| مؤسسة عكاظ للصحافة والنشر  | حسن             |                                      | مجلة حسن هي مجلة سعودية أسبوعية للأطفال تصدر كل أربعاء عن مؤسسة عكاظ للصحافة والنشر بمدينة جدة، رغم كون مكتب القاهرة هو الأساسي. صدرت المجلة لأول مرة في 20 أبريل 1974م، القطع 19,5×27 سم، توجه إلى الأطفال في أكثر من مرحلة عمرية، ابتداءً من السادسة وحتى السادسة عشر.                                             |
|                            | الحياة للأطفال  | 1990                                 | مجلة الحياة للأطفال هي مجلة فلسطينية شهرية، صدر العدد الأول منها عام 1990م، تصدر عن جمعية أصدقاء الأطفال العرب. رئيس تحريرها محمد بدرانة. |
| فلسطين                     | الحياة للأطفال  |                                      | مجلة الحياة للأطفال هي مجلة فلسطينية شهرية، صدر العدد الأول منها عام 1990م، تصدر عن جمعية أصدقاء الأطفال العرب. رئيس تحريرها محمد بدرانة. |
| جمعية أصدقاء الأطفال العرب | الحياة للأطفال  |                                      | مجلة الحياة للأطفال هي مجلة فلسطينية شهرية، صدر العدد الأول منها عام 1990م، تصدر عن جمعية أصدقاء الأطفال العرب. رئيس تحريرها محمد بدرانة. |

## خ
| الغلاف                            | الاسم          | هوية المجلة (التاريخ، البلد، الشركة) | وصف |
| --------------------------------- | -------------- | ------------------------------------ | --- |
|                                   | خالد           | 1992م                                | مجلة خالد هي مجلة إماراتية شهرية شعارها للأطفال تعنى بالثقافة والتوعية، تصدر عن القيادة العامة لشرطة دبي، والإدارة العامة للتوجيه المعنوي، صدر العدد الأول منها سنة 1992م، الهدف منها مروري بالدرجة الأولى، حيث تهدف المجلة لنشر التوعية المرورية بين الأطفال، السن الموجه إليه الأطفال بين 9 إلى 15 سنة. تعتمد المجلة على قصص الكرتون، حيث تنشر من بين 44 صفحة ملونة، يوجد فهرس مصور على الصفحة الثانية، ومقدمة الصفحات الثالثة تحت عنوان أهلاً، تتضمن المجلة مسابقات منح جوائز مالية، كما تحتوي على تسالي تقليدية من متاهات ورتب الصور، والتوصيل بين الأرقام، وهل تعلم، كما أن المجلة تعتمد على الابتكار، وتنشر عناوين البريد الإلكتروني للأطفال بالإضافة إلى أبرز المواقع المفيدة لهم، تنشر المجلة قصصاً قصيرة، وأبرز ما فيها الاتساع في الصفحة، المجلة تخلو من الإعلانات وتنشر صور الأصدقاء، ومساهماتهم، ولا تباع، كما أن الغلاف الخارجي يخلو من الإشارات حول مواد العدد. |
| الإمارات العربية المتحدة          | خالد           |                                      | مجلة خالد هي مجلة إماراتية شهرية شعارها للأطفال تعنى بالثقافة والتوعية، تصدر عن القيادة العامة لشرطة دبي، والإدارة العامة للتوجيه المعنوي، صدر العدد الأول منها سنة 1992م، الهدف منها مروري بالدرجة الأولى، حيث تهدف المجلة لنشر التوعية المرورية بين الأطفال، السن الموجه إليه الأطفال بين 9 إلى 15 سنة. تعتمد المجلة على قصص الكرتون، حيث تنشر من بين 44 صفحة ملونة، يوجد فهرس مصور على الصفحة الثانية، ومقدمة الصفحات الثالثة تحت عنوان أهلاً، تتضمن المجلة مسابقات منح جوائز مالية، كما تحتوي على تسالي تقليدية من متاهات ورتب الصور، والتوصيل بين الأرقام، وهل تعلم، كما أن المجلة تعتمد على الابتكار، وتنشر عناوين البريد الإلكتروني للأطفال بالإضافة إلى أبرز المواقع المفيدة لهم، تنشر المجلة قصصاً قصيرة، وأبرز ما فيها الاتساع في الصفحة، المجلة تخلو من الإعلانات وتنشر صور الأصدقاء، ومساهماتهم، ولا تباع، كما أن الغلاف الخارجي يخلو من الإشارات حول مواد العدد. |
| القيادة العامة لشرطة دبي          | خالد           |                                      | مجلة خالد هي مجلة إماراتية شهرية شعارها للأطفال تعنى بالثقافة والتوعية، تصدر عن القيادة العامة لشرطة دبي، والإدارة العامة للتوجيه المعنوي، صدر العدد الأول منها سنة 1992م، الهدف منها مروري بالدرجة الأولى، حيث تهدف المجلة لنشر التوعية المرورية بين الأطفال، السن الموجه إليه الأطفال بين 9 إلى 15 سنة. تعتمد المجلة على قصص الكرتون، حيث تنشر من بين 44 صفحة ملونة، يوجد فهرس مصور على الصفحة الثانية، ومقدمة الصفحات الثالثة تحت عنوان أهلاً، تتضمن المجلة مسابقات منح جوائز مالية، كما تحتوي على تسالي تقليدية من متاهات ورتب الصور، والتوصيل بين الأرقام، وهل تعلم، كما أن المجلة تعتمد على الابتكار، وتنشر عناوين البريد الإلكتروني للأطفال بالإضافة إلى أبرز المواقع المفيدة لهم، تنشر المجلة قصصاً قصيرة، وأبرز ما فيها الاتساع في الصفحة، المجلة تخلو من الإعلانات وتنشر صور الأصدقاء، ومساهماتهم، ولا تباع، كما أن الغلاف الخارجي يخلو من الإشارات حول مواد العدد. |
|                                   | خالد فتى العرب | يونيو 1959م                          | مجلة خالد فتى العرب هي مجلة لبنانية أسبوعية ثقافية مصورة خاصة بالأطفال، صدرت مرة كل أسبوعين مؤقتاً، صدر العدد الأول في الأول من يونيو 1959م، تصدر عن مؤسسة الأبحاث والنشر للشرق الأوسط. شخصيات المجلة الرئيسة في الكرتون منها: شارلوك هولمز، جمانة وليلى، جحا وخالد. لا يوجد تواقيع للرسامين، لكن تكتب أسماؤهم على الترويسة بالحروف الأولى من أسمائهم، وهم أ. القيم، م. دمشقية، أز شهاب، عدد الصفحات الكرتونية 15 صفحة من بين 22 صفحة، بعضها أبيض وأسود، وبعضها الآخر ملون، تحتوي المجلة على تسالي للأطفال، تبدو في الفكاهات وقسم اختبر معلوماتك، ومع المشاهير، وهل هناك خطأ في هذا المنظر، واصنع بنفسك، هناك مساهمات من القراء مثل القراء يكتبون بالإضافة إلى ركن التعاون، تنشر المجلة قصصاً قصيرة دون الإشارة إلى اسم المؤلف، هناك مسابقة للعدد، ذات جوائز مالية، ليس هناك ملحق للمجلة، وشعار المجلة سبق ذكره، ولا تعتمد المجلة في السنة الأولى على الإعلانات، وغالباً ما لا يضم الغلاف أي إشارة لمواد العدد، سعر المجلة 400 قرش لبناني في عام 1959م. |
| لبنان                             | خالد فتى العرب |                                      | مجلة خالد فتى العرب هي مجلة لبنانية أسبوعية ثقافية مصورة خاصة بالأطفال، صدرت مرة كل أسبوعين مؤقتاً، صدر العدد الأول في الأول من يونيو 1959م، تصدر عن مؤسسة الأبحاث والنشر للشرق الأوسط. شخصيات المجلة الرئيسة في الكرتون منها: شارلوك هولمز، جمانة وليلى، جحا وخالد. لا يوجد تواقيع للرسامين، لكن تكتب أسماؤهم على الترويسة بالحروف الأولى من أسمائهم، وهم أ. القيم، م. دمشقية، أز شهاب، عدد الصفحات الكرتونية 15 صفحة من بين 22 صفحة، بعضها أبيض وأسود، وبعضها الآخر ملون، تحتوي المجلة على تسالي للأطفال، تبدو في الفكاهات وقسم اختبر معلوماتك، ومع المشاهير، وهل هناك خطأ في هذا المنظر، واصنع بنفسك، هناك مساهمات من القراء مثل القراء يكتبون بالإضافة إلى ركن التعاون، تنشر المجلة قصصاً قصيرة دون الإشارة إلى اسم المؤلف، هناك مسابقة للعدد، ذات جوائز مالية، ليس هناك ملحق للمجلة، وشعار المجلة سبق ذكره، ولا تعتمد المجلة في السنة الأولى على الإعلانات، وغالباً ما لا يضم الغلاف أي إشارة لمواد العدد، سعر المجلة 400 قرش لبناني في عام 1959م. |
| مؤسسة الأبحاث والنشر للشرق الأوسط | خالد فتى العرب |                                      | مجلة خالد فتى العرب هي مجلة لبنانية أسبوعية ثقافية مصورة خاصة بالأطفال، صدرت مرة كل أسبوعين مؤقتاً، صدر العدد الأول في الأول من يونيو 1959م، تصدر عن مؤسسة الأبحاث والنشر للشرق الأوسط. شخصيات المجلة الرئيسة في الكرتون منها: شارلوك هولمز، جمانة وليلى، جحا وخالد. لا يوجد تواقيع للرسامين، لكن تكتب أسماؤهم على الترويسة بالحروف الأولى من أسمائهم، وهم أ. القيم، م. دمشقية، أز شهاب، عدد الصفحات الكرتونية 15 صفحة من بين 22 صفحة، بعضها أبيض وأسود، وبعضها الآخر ملون، تحتوي المجلة على تسالي للأطفال، تبدو في الفكاهات وقسم اختبر معلوماتك، ومع المشاهير، وهل هناك خطأ في هذا المنظر، واصنع بنفسك، هناك مساهمات من القراء مثل القراء يكتبون بالإضافة إلى ركن التعاون، تنشر المجلة قصصاً قصيرة دون الإشارة إلى اسم المؤلف، هناك مسابقة للعدد، ذات جوائز مالية، ليس هناك ملحق للمجلة، وشعار المجلة سبق ذكره، ولا تعتمد المجلة في السنة الأولى على الإعلانات، وغالباً ما لا يضم الغلاف أي إشارة لمواد العدد، سعر المجلة 400 قرش لبناني في عام 1959م. |
|                                   | خطوة           | مايو 1990                            | مجلة خطوة هي مجلة فصلية متخصصة في الطفولة المبكرة، يصدرها المجلس العربي للطفولة والتنمية، صدر العدد الأول في مايو 1999م مدير التحرير: إيمان بهي الدين والإشراف الفني: محمد أمين، وللمجلة هيئة استشارية تتكون من مجموعة من الإعلاميين، أما مستشارو التحرير فهم: سعد لبيب، صفاء الأعسر، عبد التواب يوسف، ليلى كرم الدين، المجلة تصدر بدعم مالي من برنامج الخليج العربي لدعم منظمات الأمم المتحدة الإنمائية. وتوجه المجلة إلى الباحثين والمهتمين بثقافة الطفل، أما الملحق بعنوان "معاً" فهو موجه لطفل ما قبل المدرسة، باعتبار أن خطوة تهتم بالطفل في سن ما قبل المدرسة. ليست للمجلة شخصيات كرتونية، عدد صفحاتها 56 صفحة بالأبيض والأسود، وبعضها ملون. يكتب في المجلة مجموعة من الباحثين المتخصصين، وتخلو المجلة من المسابقات، إلا أن هناك رسومات للفنان عمرو طلعت على بعض الأغلفة، قطع المجلة 21×30سم الملحق المعنون "معاً" موجه في المقام الأول لطفل ما قبل المدرسة، وهو من إعداد سوسن رضوان، ينتمي إلى ملاحق التسالي. قطع الملحق 24×17 سم، منه 8 صفحات ملونة، الهدف منها تقييم مهارات الطفل، مثل دائرة معلومات الأشكال الهندسية، أو لون الشكل المشابه، أو احترسوا أيها الصغار و "افهم ولون" و"أين الاختلافات" و "من الخطوط إلى الحروف" و "متاهات مبسطة للغاية" المجلة وملحقها لا يعتمدان على الإعلان، والمجلة لا تباع، لكن هناك اشتراكات سنوية في مصر تصل إلى 25 جنيهاً، وفي البلدان العربية 19 دولاراً أمريكياً، شعار المجلة متخصصة في الطفولة المبكرة ورياض الأطفال. |
| مصر                               | خطوة           |                                      | مجلة خطوة هي مجلة فصلية متخصصة في الطفولة المبكرة، يصدرها المجلس العربي للطفولة والتنمية، صدر العدد الأول في مايو 1999م مدير التحرير: إيمان بهي الدين والإشراف الفني: محمد أمين، وللمجلة هيئة استشارية تتكون من مجموعة من الإعلاميين، أما مستشارو التحرير فهم: سعد لبيب، صفاء الأعسر، عبد التواب يوسف، ليلى كرم الدين، المجلة تصدر بدعم مالي من برنامج الخليج العربي لدعم منظمات الأمم المتحدة الإنمائية. وتوجه المجلة إلى الباحثين والمهتمين بثقافة الطفل، أما الملحق بعنوان "معاً" فهو موجه لطفل ما قبل المدرسة، باعتبار أن خطوة تهتم بالطفل في سن ما قبل المدرسة. ليست للمجلة شخصيات كرتونية، عدد صفحاتها 56 صفحة بالأبيض والأسود، وبعضها ملون. يكتب في المجلة مجموعة من الباحثين المتخصصين، وتخلو المجلة من المسابقات، إلا أن هناك رسومات للفنان عمرو طلعت على بعض الأغلفة، قطع المجلة 21×30سم الملحق المعنون "معاً" موجه في المقام الأول لطفل ما قبل المدرسة، وهو من إعداد سوسن رضوان، ينتمي إلى ملاحق التسالي. قطع الملحق 24×17 سم، منه 8 صفحات ملونة، الهدف منها تقييم مهارات الطفل، مثل دائرة معلومات الأشكال الهندسية، أو لون الشكل المشابه، أو احترسوا أيها الصغار و "افهم ولون" و"أين الاختلافات" و "من الخطوط إلى الحروف" و "متاهات مبسطة للغاية" المجلة وملحقها لا يعتمدان على الإعلان، والمجلة لا تباع، لكن هناك اشتراكات سنوية في مصر تصل إلى 25 جنيهاً، وفي البلدان العربية 19 دولاراً أمريكياً، شعار المجلة متخصصة في الطفولة المبكرة ورياض الأطفال. |
| المجلس العربي للطفولة والتنمية    | خطوة           |                                      | مجلة خطوة هي مجلة فصلية متخصصة في الطفولة المبكرة، يصدرها المجلس العربي للطفولة والتنمية، صدر العدد الأول في مايو 1999م مدير التحرير: إيمان بهي الدين والإشراف الفني: محمد أمين، وللمجلة هيئة استشارية تتكون من مجموعة من الإعلاميين، أما مستشارو التحرير فهم: سعد لبيب، صفاء الأعسر، عبد التواب يوسف، ليلى كرم الدين، المجلة تصدر بدعم مالي من برنامج الخليج العربي لدعم منظمات الأمم المتحدة الإنمائية. وتوجه المجلة إلى الباحثين والمهتمين بثقافة الطفل، أما الملحق بعنوان "معاً" فهو موجه لطفل ما قبل المدرسة، باعتبار أن خطوة تهتم بالطفل في سن ما قبل المدرسة. ليست للمجلة شخصيات كرتونية، عدد صفحاتها 56 صفحة بالأبيض والأسود، وبعضها ملون. يكتب في المجلة مجموعة من الباحثين المتخصصين، وتخلو المجلة من المسابقات، إلا أن هناك رسومات للفنان عمرو طلعت على بعض الأغلفة، قطع المجلة 21×30سم الملحق المعنون "معاً" موجه في المقام الأول لطفل ما قبل المدرسة، وهو من إعداد سوسن رضوان، ينتمي إلى ملاحق التسالي. قطع الملحق 24×17 سم، منه 8 صفحات ملونة، الهدف منها تقييم مهارات الطفل، مثل دائرة معلومات الأشكال الهندسية، أو لون الشكل المشابه، أو احترسوا أيها الصغار و "افهم ولون" و"أين الاختلافات" و "من الخطوط إلى الحروف" و "متاهات مبسطة للغاية" المجلة وملحقها لا يعتمدان على الإعلان، والمجلة لا تباع، لكن هناك اشتراكات سنوية في مصر تصل إلى 25 جنيهاً، وفي البلدان العربية 19 دولاراً أمريكياً، شعار المجلة متخصصة في الطفولة المبكرة ورياض الأطفال. |

## د
| الغلاف          | الاسم          | هوية المجلة (التاريخ، البلد، الشركة) | وصف |
| --------------- | -------------- | ------------------------------------ | --- |
|                 | الدلفين الصغير | 1982م                                | مجلة الدلفين الصغير هي مجلة إيطالية، تصدر شهرياً باللغة العربية. صدر العدد الأول منها في ميلانو عام 1982م، الشعار المكتوب على الغلاف وفي الترويسة "مجلة أطفال لتقديم العلم والمعرفة للأطفال في قالب من التسلية والمرح والمتعة"، تصدر المجلة من دار دلفين للنشر، التي تقدم العديد من الموسوعات المترجمة منها موسوعة الشباب، وكتب الأطفال. |
| إيطاليا         | الدلفين الصغير |                                      | مجلة الدلفين الصغير هي مجلة إيطالية، تصدر شهرياً باللغة العربية. صدر العدد الأول منها في ميلانو عام 1982م، الشعار المكتوب على الغلاف وفي الترويسة "مجلة أطفال لتقديم العلم والمعرفة للأطفال في قالب من التسلية والمرح والمتعة"، تصدر المجلة من دار دلفين للنشر، التي تقدم العديد من الموسوعات المترجمة منها موسوعة الشباب، وكتب الأطفال. |
| دار دلفين للنشر | الدلفين الصغير |                                      | مجلة الدلفين الصغير هي مجلة إيطالية، تصدر شهرياً باللغة العربية. صدر العدد الأول منها في ميلانو عام 1982م، الشعار المكتوب على الغلاف وفي الترويسة "مجلة أطفال لتقديم العلم والمعرفة للأطفال في قالب من التسلية والمرح والمتعة"، تصدر المجلة من دار دلفين للنشر، التي تقدم العديد من الموسوعات المترجمة منها موسوعة الشباب، وكتب الأطفال. |

## ر
| الغلاف                           | الاسم                | هوية المجلة (التاريخ، البلد، الشركة) | وصف |
| -------------------------------- | -------------------- | ------------------------------------ | --- |
|                                  | راشد ونورة           | ديسمبر 2002م                         | مجلة راشد هي مجلة قطرية أسبوعية، تحولت فيما بعد لتصدر شهرياً. صدر العدد 194 في 25 ديسمبر عام 2002م، كانت المجلة ملحقاً لجريدة الراية التي تصدرها شركة الخليج للنشر والطباعة. |
| قطر                              | راشد ونورة           |                                      | مجلة راشد هي مجلة قطرية أسبوعية، تحولت فيما بعد لتصدر شهرياً. صدر العدد 194 في 25 ديسمبر عام 2002م، كانت المجلة ملحقاً لجريدة الراية التي تصدرها شركة الخليج للنشر والطباعة. |
| جريدة الراية                     | راشد ونورة           |                                      | مجلة راشد هي مجلة قطرية أسبوعية، تحولت فيما بعد لتصدر شهرياً. صدر العدد 194 في 25 ديسمبر عام 2002م، كانت المجلة ملحقاً لجريدة الراية التي تصدرها شركة الخليج للنشر والطباعة. |
|                                  | ران تان تان وروستي   | 1980                                 | مجلة ران تان تان وروستي هي مجلة لبنانية ثقافية قصصية ترفيهية أسبوعية، صدرت لأول مرة في 1980م. يشرف عليها محمد أحمد نوح، المدير المسؤول: نزيه الهانم. |
| لبنان                            | ران تان تان وروستي   |                                      | مجلة ران تان تان وروستي هي مجلة لبنانية ثقافية قصصية ترفيهية أسبوعية، صدرت لأول مرة في 1980م. يشرف عليها محمد أحمد نوح، المدير المسؤول: نزيه الهانم. |
| محمد نوح                         | ران تان تان وروستي   |                                      | مجلة ران تان تان وروستي هي مجلة لبنانية ثقافية قصصية ترفيهية أسبوعية، صدرت لأول مرة في 1980م. يشرف عليها محمد أحمد نوح، المدير المسؤول: نزيه الهانم. |
|                                  | الرجل الإلكتروني     | غير معروف                            | مجلة الرجل الإلكتروني هي مجلة لبنانية أسبوعية تصدر كل يوم جمعة عن دار ميوزيك. وتُوزَّعها في العالم العربي مؤسسة النحاس لتوزيع ونشر المطبوعات ببيروت، رئيس التحرير: سهام محاسب التي تكتب المقدمة في بداية كل عدد. |
| لبنان                            | الرجل الإلكتروني     |                                      | مجلة الرجل الإلكتروني هي مجلة لبنانية أسبوعية تصدر كل يوم جمعة عن دار ميوزيك. وتُوزَّعها في العالم العربي مؤسسة النحاس لتوزيع ونشر المطبوعات ببيروت، رئيس التحرير: سهام محاسب التي تكتب المقدمة في بداية كل عدد. |
| دار ميوزيك                       | الرجل الإلكتروني     |                                      | مجلة الرجل الإلكتروني هي مجلة لبنانية أسبوعية تصدر كل يوم جمعة عن دار ميوزيك. وتُوزَّعها في العالم العربي مؤسسة النحاس لتوزيع ونشر المطبوعات ببيروت، رئيس التحرير: سهام محاسب التي تكتب المقدمة في بداية كل عدد. |
|                                  | رهيب                 | 2000م                                | مجلة رهيب هي مجلة إماراتية شهرية خاصة بألعاب الكمبيوتر، صدرت لأول مرة عام 2000م عن مؤسسة بيت يليكاشين وعنوانها: ص. ب 61482: دبي الإمارات، تهتم المجلة بهوايات الأطفال في مجال الموسيقى والرياضة والإنترنت، والألعاب والتسلية، وتوزع مع المجلة أسطوانات تحوي برامج عربية. |
| الإمارات العربية المتحدة         | رهيب                 |                                      | مجلة رهيب هي مجلة إماراتية شهرية خاصة بألعاب الكمبيوتر، صدرت لأول مرة عام 2000م عن مؤسسة بيت يليكاشين وعنوانها: ص. ب 61482: دبي الإمارات، تهتم المجلة بهوايات الأطفال في مجال الموسيقى والرياضة والإنترنت، والألعاب والتسلية، وتوزع مع المجلة أسطوانات تحوي برامج عربية. |
| مؤسسة بيت يليكاشين               | رهيب                 |                                      | مجلة رهيب هي مجلة إماراتية شهرية خاصة بألعاب الكمبيوتر، صدرت لأول مرة عام 2000م عن مؤسسة بيت يليكاشين وعنوانها: ص. ب 61482: دبي الإمارات، تهتم المجلة بهوايات الأطفال في مجال الموسيقى والرياضة والإنترنت، والألعاب والتسلية، وتوزع مع المجلة أسطوانات تحوي برامج عربية. |
|                                  | روضة                 | سبتمبر 1959م                         | مجلة روضة هي مجلة سعودية صدرت لأول مرة يوم الخميس 14/3/1369هـ الموافق 17 سبتمبر، 1959م لصاحبها ورئيس تحريرها طاهر الزمخشري، ومدير تحريرها هو عبد الغني قستي، تصدر المجلة في 16 صفحة من قطع 30×22سم، صدر منها 27 عدداً خلال سبعة أشهر، لم يساهم رئيس التحرير في إعدادها بعد العدد الخامس، بعد أن كان منتظماً في كتابة افتتاحية الأعداد الخمسة الأولى منها، تنشر المجلة قصص الكرتون بمعدل 3 صفحات من بين 16 صفحة، نصفها ألوان، والنصف الثاني أبيض وأسود، أبرز مواد المجلة هي القصص الأدبية القصيرة بالإضافة إلى أبواب التسالي، اعتمدت المجلة على الإعلانات التجارية، وتعرضت للعديد من الركود عقب سفر رئيس تحريرها إلى القاهرة، وتوقفت عن الصدور أكثر من مرة، منها أول مرة بعد صدور العدد الثاني عشر، ثم بعد العدد الرابع والعشرين وبعد العدد الخامس والعشرين، وتوقفت تماماً عن الصدور في 12 مايو، 1960م، تولى إدارة تحريرها في أعدادها الأخيرة الكاتب محمد زكي عوض. |
| السعودية                         | روضة                 |                                      | مجلة روضة هي مجلة سعودية صدرت لأول مرة يوم الخميس 14/3/1369هـ الموافق 17 سبتمبر، 1959م لصاحبها ورئيس تحريرها طاهر الزمخشري، ومدير تحريرها هو عبد الغني قستي، تصدر المجلة في 16 صفحة من قطع 30×22سم، صدر منها 27 عدداً خلال سبعة أشهر، لم يساهم رئيس التحرير في إعدادها بعد العدد الخامس، بعد أن كان منتظماً في كتابة افتتاحية الأعداد الخمسة الأولى منها، تنشر المجلة قصص الكرتون بمعدل 3 صفحات من بين 16 صفحة، نصفها ألوان، والنصف الثاني أبيض وأسود، أبرز مواد المجلة هي القصص الأدبية القصيرة بالإضافة إلى أبواب التسالي، اعتمدت المجلة على الإعلانات التجارية، وتعرضت للعديد من الركود عقب سفر رئيس تحريرها إلى القاهرة، وتوقفت عن الصدور أكثر من مرة، منها أول مرة بعد صدور العدد الثاني عشر، ثم بعد العدد الرابع والعشرين وبعد العدد الخامس والعشرين، وتوقفت تماماً عن الصدور في 12 مايو، 1960م، تولى إدارة تحريرها في أعدادها الأخيرة الكاتب محمد زكي عوض. |
| طاهر الزمخشري                    | روضة                 |                                      | مجلة روضة هي مجلة سعودية صدرت لأول مرة يوم الخميس 14/3/1369هـ الموافق 17 سبتمبر، 1959م لصاحبها ورئيس تحريرها طاهر الزمخشري، ومدير تحريرها هو عبد الغني قستي، تصدر المجلة في 16 صفحة من قطع 30×22سم، صدر منها 27 عدداً خلال سبعة أشهر، لم يساهم رئيس التحرير في إعدادها بعد العدد الخامس، بعد أن كان منتظماً في كتابة افتتاحية الأعداد الخمسة الأولى منها، تنشر المجلة قصص الكرتون بمعدل 3 صفحات من بين 16 صفحة، نصفها ألوان، والنصف الثاني أبيض وأسود، أبرز مواد المجلة هي القصص الأدبية القصيرة بالإضافة إلى أبواب التسالي، اعتمدت المجلة على الإعلانات التجارية، وتعرضت للعديد من الركود عقب سفر رئيس تحريرها إلى القاهرة، وتوقفت عن الصدور أكثر من مرة، منها أول مرة بعد صدور العدد الثاني عشر، ثم بعد العدد الرابع والعشرين وبعد العدد الخامس والعشرين، وتوقفت تماماً عن الصدور في 12 مايو، 1960م، تولى إدارة تحريرها في أعدادها الأخيرة الكاتب محمد زكي عوض. |
|                                  | روضة المدارس المصرية | أبريل 1870                           | مجلة روضة المدارس المصرية أو صحيفة روضة المدارس (كما سماها القائمون عليها) هي مجلة ثقافية مصرية نصف شهرية صدر عددها الأول في 18 أبريل، 1870م، وهي بذلك تعد أقدم مجلات العالم العربي الثقافية العامة. كان يطبع من المجلة 350 نسخة تحت نظارة بك الطهطاوي ناظر قلم الترجمة بديوان المدارس، يباشر تحريرها رئيس التحرير علي فهمي بك مدرس الإنشاء بمدرسة الإدارة والألسن، طبعت بمطبعة جرنال وادي النيل. |
| مصر                              | روضة المدارس المصرية |                                      | مجلة روضة المدارس المصرية أو صحيفة روضة المدارس (كما سماها القائمون عليها) هي مجلة ثقافية مصرية نصف شهرية صدر عددها الأول في 18 أبريل، 1870م، وهي بذلك تعد أقدم مجلات العالم العربي الثقافية العامة. كان يطبع من المجلة 350 نسخة تحت نظارة بك الطهطاوي ناظر قلم الترجمة بديوان المدارس، يباشر تحريرها رئيس التحرير علي فهمي بك مدرس الإنشاء بمدرسة الإدارة والألسن، طبعت بمطبعة جرنال وادي النيل. |
| جرنال وادي النيل                 | روضة المدارس المصرية |                                      | مجلة روضة المدارس المصرية أو صحيفة روضة المدارس (كما سماها القائمون عليها) هي مجلة ثقافية مصرية نصف شهرية صدر عددها الأول في 18 أبريل، 1870م، وهي بذلك تعد أقدم مجلات العالم العربي الثقافية العامة. كان يطبع من المجلة 350 نسخة تحت نظارة بك الطهطاوي ناظر قلم الترجمة بديوان المدارس، يباشر تحريرها رئيس التحرير علي فهمي بك مدرس الإنشاء بمدرسة الإدارة والألسن، طبعت بمطبعة جرنال وادي النيل. |
|                                  | الرياض               | 1988م                                | مجلة رياض هي مجلة تونسية شهرية، صدر العدد الأول منها عام 1988م، شعارها: (مجلة ثقافية تصدرها المنظمة الوطنية للطفولة التونسية) عنوانها: 3 نهج برقة، تونس، المدير المسؤول: البشير الغزالي، المدير المسؤول: الشاذلي الصوارفي، إدارة التحرير فريد السمكي، القطع 28×21، أبرز شخصيات المجلة زاهي، وفرحان. |
| تونس                             | الرياض               |                                      | مجلة رياض هي مجلة تونسية شهرية، صدر العدد الأول منها عام 1988م، شعارها: (مجلة ثقافية تصدرها المنظمة الوطنية للطفولة التونسية) عنوانها: 3 نهج برقة، تونس، المدير المسؤول: البشير الغزالي، المدير المسؤول: الشاذلي الصوارفي، إدارة التحرير فريد السمكي، القطع 28×21، أبرز شخصيات المجلة زاهي، وفرحان. |
| المنظمة الوطنية للطفولة التونسية | الرياض               |                                      | مجلة رياض هي مجلة تونسية شهرية، صدر العدد الأول منها عام 1988م، شعارها: (مجلة ثقافية تصدرها المنظمة الوطنية للطفولة التونسية) عنوانها: 3 نهج برقة، تونس، المدير المسؤول: البشير الغزالي، المدير المسؤول: الشاذلي الصوارفي، إدارة التحرير فريد السمكي، القطع 28×21، أبرز شخصيات المجلة زاهي، وفرحان. |

## ز
| الغلاف                 | الاسم | هوية المجلة (التاريخ، البلد، الشركة) | وصف |
| ---------------------- | ----- | ------------------------------------ | --- |
|                        | زمزم  | يناير 1988م                          | مجلة زمزم هي مجلة مصرية شهرية تصدر عن مؤسسة المختار الإسلامي. صدر العدد الأول منها في الأول من يناير عام 1988م كملحق مجاني لأطفال المسلمين. عنوانها: شارع صفية زغلول. المشرف العام: حسين عاشور، ومدير التحرير: نشأت المصري، مستشار التحرير: عماد شرف، والمشرف الفني: محمود الشيخ، قطع المجلة 19×27.5 سم. |
| مصر                    | زمزم  |                                      | مجلة زمزم هي مجلة مصرية شهرية تصدر عن مؤسسة المختار الإسلامي. صدر العدد الأول منها في الأول من يناير عام 1988م كملحق مجاني لأطفال المسلمين. عنوانها: شارع صفية زغلول. المشرف العام: حسين عاشور، ومدير التحرير: نشأت المصري، مستشار التحرير: عماد شرف، والمشرف الفني: محمود الشيخ، قطع المجلة 19×27.5 سم. |
| مؤسسة المختار الإسلامي | زمزم  |                                      | مجلة زمزم هي مجلة مصرية شهرية تصدر عن مؤسسة المختار الإسلامي. صدر العدد الأول منها في الأول من يناير عام 1988م كملحق مجاني لأطفال المسلمين. عنوانها: شارع صفية زغلول. المشرف العام: حسين عاشور، ومدير التحرير: نشأت المصري، مستشار التحرير: عماد شرف، والمشرف الفني: محمود الشيخ، قطع المجلة 19×27.5 سم. |
|                        | زيد   | مايو 1998م                           | مجلة زيد هي مجلة مصرية شهرية تصدرها شركة أطفالنا، كل شهر هجري، صدر العدد الأول في محرم 1419هـ، الموافق لـ مايو 1998م، ولم يصدر منها سوى 3 أعداد، عنوان المجلة: 49 شارع سوريا المهندسين. |
| مصر                    | زيد   |                                      | مجلة زيد هي مجلة مصرية شهرية تصدرها شركة أطفالنا، كل شهر هجري، صدر العدد الأول في محرم 1419هـ، الموافق لـ مايو 1998م، ولم يصدر منها سوى 3 أعداد، عنوان المجلة: 49 شارع سوريا المهندسين. |
| شركة أطفالنا           | زيد   |                                      | مجلة زيد هي مجلة مصرية شهرية تصدرها شركة أطفالنا، كل شهر هجري، صدر العدد الأول في محرم 1419هـ، الموافق لـ مايو 1998م، ولم يصدر منها سوى 3 أعداد، عنوان المجلة: 49 شارع سوريا المهندسين. |

## س
| الغلاف                                                 | الاسم          | هوية المجلة (التاريخ، البلد، الشركة) | وصف |
| ------------------------------------------------------ | -------------- | ------------------------------------ | --- |
|                                                        | سامر           | 1979م                                | مجلة سامر هي مجلة لبنانية، صدر العدد الأول منها عام 1979م تصدر كل يوم خميس عن شركة أبي ذر الغفاري للطباعة والإعلام، التي تصدر مجلة وجريدة الكفاح العربي، ومجلة فن. توقفت المجلة عن الصدور عام 1996م. |
| لبنان                                                  | سامر           |                                      | مجلة سامر هي مجلة لبنانية، صدر العدد الأول منها عام 1979م تصدر كل يوم خميس عن شركة أبي ذر الغفاري للطباعة والإعلام، التي تصدر مجلة وجريدة الكفاح العربي، ومجلة فن. توقفت المجلة عن الصدور عام 1996م. |
| شركة أبي ذر الغفاري للطباعة والإعلام                   | سامر           |                                      | مجلة سامر هي مجلة لبنانية، صدر العدد الأول منها عام 1979م تصدر كل يوم خميس عن شركة أبي ذر الغفاري للطباعة والإعلام، التي تصدر مجلة وجريدة الكفاح العربي، ومجلة فن. توقفت المجلة عن الصدور عام 1996م. |
|                                                        | سبيستون        | 2001م                                | مجلة سبيس تون هي مجلة سورية تصدر عن يونگ فيوتشر للنشر بداية كل شهر. صدر العدد الأول منها عام 2001م. تحوي المجلة مقدمة موقعة باسم سامر تحت عنوان (بعد التحية) تنشر في الصفحة الثالثة، ليس هناك فهرس للمجلة، وقطعها 28×21 سم، توجه إلى الأطفال من سن السابعة حتى السابعة عشر دون إشارة إلى ذلك. قصص كرتون المجلة لا تمثل شخصيات ثابتة، رغم اعتماد المجلة على القصص جزئياً، حيث تتكون من 52 صفحة ملونة. تعتمد المجلة على التسالي والمعلومات الثقافية المتنوعة، وتؤخذ أفكار صفحات عديدة من العدد من مصادر عالمية. كما تهتم المجلة بالمعلومات الرياضية، وتنشر رسائل القراء وصورهم وردود سامر على هؤلاء القراء، كما تنشر صور المناسبات وتهتم بنشر رسوم القراء وكتاباتهم في باب قلم وريشة، ومن الملاحظ أن أغلب المساهمات لبنانية وليبية وسورية وسعودية. |
| سوريا                                                  | سبيستون        |                                      | مجلة سبيس تون هي مجلة سورية تصدر عن يونگ فيوتشر للنشر بداية كل شهر. صدر العدد الأول منها عام 2001م. تحوي المجلة مقدمة موقعة باسم سامر تحت عنوان (بعد التحية) تنشر في الصفحة الثالثة، ليس هناك فهرس للمجلة، وقطعها 28×21 سم، توجه إلى الأطفال من سن السابعة حتى السابعة عشر دون إشارة إلى ذلك. قصص كرتون المجلة لا تمثل شخصيات ثابتة، رغم اعتماد المجلة على القصص جزئياً، حيث تتكون من 52 صفحة ملونة. تعتمد المجلة على التسالي والمعلومات الثقافية المتنوعة، وتؤخذ أفكار صفحات عديدة من العدد من مصادر عالمية. كما تهتم المجلة بالمعلومات الرياضية، وتنشر رسائل القراء وصورهم وردود سامر على هؤلاء القراء، كما تنشر صور المناسبات وتهتم بنشر رسوم القراء وكتاباتهم في باب قلم وريشة، ومن الملاحظ أن أغلب المساهمات لبنانية وليبية وسورية وسعودية. |
| يونگ فيوتشر                                            | سبيستون        |                                      | مجلة سبيس تون هي مجلة سورية تصدر عن يونگ فيوتشر للنشر بداية كل شهر. صدر العدد الأول منها عام 2001م. تحوي المجلة مقدمة موقعة باسم سامر تحت عنوان (بعد التحية) تنشر في الصفحة الثالثة، ليس هناك فهرس للمجلة، وقطعها 28×21 سم، توجه إلى الأطفال من سن السابعة حتى السابعة عشر دون إشارة إلى ذلك. قصص كرتون المجلة لا تمثل شخصيات ثابتة، رغم اعتماد المجلة على القصص جزئياً، حيث تتكون من 52 صفحة ملونة. تعتمد المجلة على التسالي والمعلومات الثقافية المتنوعة، وتؤخذ أفكار صفحات عديدة من العدد من مصادر عالمية. كما تهتم المجلة بالمعلومات الرياضية، وتنشر رسائل القراء وصورهم وردود سامر على هؤلاء القراء، كما تنشر صور المناسبات وتهتم بنشر رسوم القراء وكتاباتهم في باب قلم وريشة، ومن الملاحظ أن أغلب المساهمات لبنانية وليبية وسورية وسعودية. |
|                                                        | سبيستون (بنات) | فبراير 2004م                         | شارك في إعداد هذه المجلة نسرين الجعان، ويتكون الفريق الفني من عشرة مديرين فنيين، صدر العدد الأول من المجلة في فبراير، 2004م، توجه المجلة إلى البنات من سن السابعة حتى السادسة عشر تحت شعار: مجلة تحديات المستقبل.هناك تشابه في إخراج المجلة ومواد العدد مع الأعداد الصادرة من مجلة سبيستون، خاصةً في بعض الأبواب الثابتة، منها: تسالي وأزياء، تعليم اللغات، جنيب بلا موئه، مصنغ الفنون والمواهب. |
| سوريا                                                  | سبيستون (بنات) |                                      | شارك في إعداد هذه المجلة نسرين الجعان، ويتكون الفريق الفني من عشرة مديرين فنيين، صدر العدد الأول من المجلة في فبراير، 2004م، توجه المجلة إلى البنات من سن السابعة حتى السادسة عشر تحت شعار: مجلة تحديات المستقبل.هناك تشابه في إخراج المجلة ومواد العدد مع الأعداد الصادرة من مجلة سبيستون، خاصةً في بعض الأبواب الثابتة، منها: تسالي وأزياء، تعليم اللغات، جنيب بلا موئه، مصنغ الفنون والمواهب. |
| سبيستون                                                | سبيستون (بنات) |                                      | شارك في إعداد هذه المجلة نسرين الجعان، ويتكون الفريق الفني من عشرة مديرين فنيين، صدر العدد الأول من المجلة في فبراير، 2004م، توجه المجلة إلى البنات من سن السابعة حتى السادسة عشر تحت شعار: مجلة تحديات المستقبل.هناك تشابه في إخراج المجلة ومواد العدد مع الأعداد الصادرة من مجلة سبيستون، خاصةً في بعض الأبواب الثابتة، منها: تسالي وأزياء، تعليم اللغات، جنيب بلا موئه، مصنغ الفنون والمواهب. |
|                                                        | سدرة           | 1992م                                | مجلة سدرة هي مجلة كويتية نصف شهرية، وغير منتظمة الصدور، تترأس تحريرها كافية رمضان ومديرها العام: علي خريبط. صدر العدد الأول منها عام 1992م. تعتمد المجلة على القصص الكرتونية، حيث هناك 13 صفحة من بين 44 صفحة ملونة بالكامل، ويُطبع الغلاف عادةً على ورق كوشيه مصقول، وتضم المجلة صفحات التسالي، وأغلبها منقولة من مجلات عالمية ومراجع أجنبية. وليس هناك إشارة إلى مسابقات ذات جوائز باستثناء مسابقة تُعدُّها مؤسسة الخطوط الكويتية كإعلان. من أبرز الشخصيات الرئيسة في المجلة مغامرات جلجل: من تأليف محمود قاسم، رسم محمد حماد، بالإضافة إلى شخصيات سدرة. تعتمد المجلة على المعلومات العلمية المُبسَّطة وعلى المعارف الدينية، وتقتبس أحياناً فقرات من موسوعة الكويت العلمية للأطفال، وهناك مساهمات من الأطفال أغلبهم من الكويت وأيضاً أخبار من العالم مأخوذة من مجلات عالمية، وطرائف أرسل بها القراء من أنحاء مختلفة. |
| الكويت                                                 | سدرة           |                                      | مجلة سدرة هي مجلة كويتية نصف شهرية، وغير منتظمة الصدور، تترأس تحريرها كافية رمضان ومديرها العام: علي خريبط. صدر العدد الأول منها عام 1992م. تعتمد المجلة على القصص الكرتونية، حيث هناك 13 صفحة من بين 44 صفحة ملونة بالكامل، ويُطبع الغلاف عادةً على ورق كوشيه مصقول، وتضم المجلة صفحات التسالي، وأغلبها منقولة من مجلات عالمية ومراجع أجنبية. وليس هناك إشارة إلى مسابقات ذات جوائز باستثناء مسابقة تُعدُّها مؤسسة الخطوط الكويتية كإعلان. من أبرز الشخصيات الرئيسة في المجلة مغامرات جلجل: من تأليف محمود قاسم، رسم محمد حماد، بالإضافة إلى شخصيات سدرة. تعتمد المجلة على المعلومات العلمية المُبسَّطة وعلى المعارف الدينية، وتقتبس أحياناً فقرات من موسوعة الكويت العلمية للأطفال، وهناك مساهمات من الأطفال أغلبهم من الكويت وأيضاً أخبار من العالم مأخوذة من مجلات عالمية، وطرائف أرسل بها القراء من أنحاء مختلفة. |
| علي خريبط                                              | سدرة           |                                      | مجلة سدرة هي مجلة كويتية نصف شهرية، وغير منتظمة الصدور، تترأس تحريرها كافية رمضان ومديرها العام: علي خريبط. صدر العدد الأول منها عام 1992م. تعتمد المجلة على القصص الكرتونية، حيث هناك 13 صفحة من بين 44 صفحة ملونة بالكامل، ويُطبع الغلاف عادةً على ورق كوشيه مصقول، وتضم المجلة صفحات التسالي، وأغلبها منقولة من مجلات عالمية ومراجع أجنبية. وليس هناك إشارة إلى مسابقات ذات جوائز باستثناء مسابقة تُعدُّها مؤسسة الخطوط الكويتية كإعلان. من أبرز الشخصيات الرئيسة في المجلة مغامرات جلجل: من تأليف محمود قاسم، رسم محمد حماد، بالإضافة إلى شخصيات سدرة. تعتمد المجلة على المعلومات العلمية المُبسَّطة وعلى المعارف الدينية، وتقتبس أحياناً فقرات من موسوعة الكويت العلمية للأطفال، وهناك مساهمات من الأطفال أغلبهم من الكويت وأيضاً أخبار من العالم مأخوذة من مجلات عالمية، وطرائف أرسل بها القراء من أنحاء مختلفة. |
|                                                        | سعد            | 1969م                                | مجلة سعد هي مجلة كويتية شهرية مصورة عن دار الرأي العام. أسسها عبد العزيز فهد المساعيد عام 1969م كملحق لجريدة الرأي العام حتى تحولت إلى مجلة فصلية، تتولى رئاسة تحريرها منال الرفاعي التي توقع باسم ماما منال. قام بإخراج المجلة أكثر من فنان، من أبرزهم نادر سعيد. قطع المجلة 21×27سم وعنوانها: شارع المطار، الشويخ. لا توجد إشارة إلى السن التي توجه إليه المجلة لكن من محتواها يبدو أنها موجهة حتى سن الرابعة عشر. شخصيات المجلة الرئيسة هي سعد وشهد، ودلولة. تعتمد المجلة على القصص الكرتونية حيث تتراوح الصفحات من 12 إلى 15 صفحة من ضمن 44 صفحة، وبعضها ثابت والبعض الآخر متنوع، أهم كتاب المجلة الدكتور عبد الرحمن عبد اللطيف، ونصر عبد القادر وآخرون. وأغلب الصفحات الكرتونية يرسمها محمد يونس، دون إشارة إلى المؤلفين. |
| الكويت                                                 | سعد            |                                      | مجلة سعد هي مجلة كويتية شهرية مصورة عن دار الرأي العام. أسسها عبد العزيز فهد المساعيد عام 1969م كملحق لجريدة الرأي العام حتى تحولت إلى مجلة فصلية، تتولى رئاسة تحريرها منال الرفاعي التي توقع باسم ماما منال. قام بإخراج المجلة أكثر من فنان، من أبرزهم نادر سعيد. قطع المجلة 21×27سم وعنوانها: شارع المطار، الشويخ. لا توجد إشارة إلى السن التي توجه إليه المجلة لكن من محتواها يبدو أنها موجهة حتى سن الرابعة عشر. شخصيات المجلة الرئيسة هي سعد وشهد، ودلولة. تعتمد المجلة على القصص الكرتونية حيث تتراوح الصفحات من 12 إلى 15 صفحة من ضمن 44 صفحة، وبعضها ثابت والبعض الآخر متنوع، أهم كتاب المجلة الدكتور عبد الرحمن عبد اللطيف، ونصر عبد القادر وآخرون. وأغلب الصفحات الكرتونية يرسمها محمد يونس، دون إشارة إلى المؤلفين. |
| دار الرأي العام                                        | سعد            |                                      | مجلة سعد هي مجلة كويتية شهرية مصورة عن دار الرأي العام. أسسها عبد العزيز فهد المساعيد عام 1969م كملحق لجريدة الرأي العام حتى تحولت إلى مجلة فصلية، تتولى رئاسة تحريرها منال الرفاعي التي توقع باسم ماما منال. قام بإخراج المجلة أكثر من فنان، من أبرزهم نادر سعيد. قطع المجلة 21×27سم وعنوانها: شارع المطار، الشويخ. لا توجد إشارة إلى السن التي توجه إليه المجلة لكن من محتواها يبدو أنها موجهة حتى سن الرابعة عشر. شخصيات المجلة الرئيسة هي سعد وشهد، ودلولة. تعتمد المجلة على القصص الكرتونية حيث تتراوح الصفحات من 12 إلى 15 صفحة من ضمن 44 صفحة، وبعضها ثابت والبعض الآخر متنوع، أهم كتاب المجلة الدكتور عبد الرحمن عبد اللطيف، ونصر عبد القادر وآخرون. وأغلب الصفحات الكرتونية يرسمها محمد يونس، دون إشارة إلى المؤلفين. |
|                                                        | سلام           | أبريل 2000م                          | مجلة سلام هي مجلة كويتية نصف شهرية صدر العدد الأول منها في أبريل 2000م عن مؤسسة سلام الاستثماريَّة. عنوانها: ص. ب20230 الصَّفاة 1306 الكويت. تحوي المجلة على مقدمة يكتبها رئيس التحرير في الصفحة الثالثة من كل عدد. وتعتمد المجلة على القصص المروية النثرية، ولا توجد إشارة إلى أسماء المؤلفين أو الذين كتبوا القصص والشخصيات، وقد اكتفت الإدارة بالإشارة إلى أن المجلة تُعد في مركز يمان للخدمات الفنية، وتقدم المجلة معلومات علمية عن الزلازل والبراكين في باب الباحثة الصغيرة، وتنشر قصصاً مسلسلةً، إضافةً إلى المسابقات والتسالي أو إرشادات لألعاب الكرة، عدد صفحات القصص الكرتونية 25 صفحة من بين 52 صفحة ملونة. شخصية المجلة الرئيسة هي سلام حيث تُرسَمُ القصص الرئيسية عن بطولاته، ولا تعتمد المجلة على الترجمة لكنها تعتمد على صفحات التلوين، ولا تنشر صورَ القُرَّاء وتنشر مساهماتهم في حدود صيقة، ويغلب على المجلة الطابع العربي قصصاً ورسماً.                                                                           |
| الكويت                                                 | سلام           |                                      | مجلة سلام هي مجلة كويتية نصف شهرية صدر العدد الأول منها في أبريل 2000م عن مؤسسة سلام الاستثماريَّة. عنوانها: ص. ب20230 الصَّفاة 1306 الكويت. تحوي المجلة على مقدمة يكتبها رئيس التحرير في الصفحة الثالثة من كل عدد. وتعتمد المجلة على القصص المروية النثرية، ولا توجد إشارة إلى أسماء المؤلفين أو الذين كتبوا القصص والشخصيات، وقد اكتفت الإدارة بالإشارة إلى أن المجلة تُعد في مركز يمان للخدمات الفنية، وتقدم المجلة معلومات علمية عن الزلازل والبراكين في باب الباحثة الصغيرة، وتنشر قصصاً مسلسلةً، إضافةً إلى المسابقات والتسالي أو إرشادات لألعاب الكرة، عدد صفحات القصص الكرتونية 25 صفحة من بين 52 صفحة ملونة. شخصية المجلة الرئيسة هي سلام حيث تُرسَمُ القصص الرئيسية عن بطولاته، ولا تعتمد المجلة على الترجمة لكنها تعتمد على صفحات التلوين، ولا تنشر صورَ القُرَّاء وتنشر مساهماتهم في حدود صيقة، ويغلب على المجلة الطابع العربي قصصاً ورسماً.                                                                           |
| مؤسسة سلام الاستثماريَّة                                 | سلام           |                                      | مجلة سلام هي مجلة كويتية نصف شهرية صدر العدد الأول منها في أبريل 2000م عن مؤسسة سلام الاستثماريَّة. عنوانها: ص. ب20230 الصَّفاة 1306 الكويت. تحوي المجلة على مقدمة يكتبها رئيس التحرير في الصفحة الثالثة من كل عدد. وتعتمد المجلة على القصص المروية النثرية، ولا توجد إشارة إلى أسماء المؤلفين أو الذين كتبوا القصص والشخصيات، وقد اكتفت الإدارة بالإشارة إلى أن المجلة تُعد في مركز يمان للخدمات الفنية، وتقدم المجلة معلومات علمية عن الزلازل والبراكين في باب الباحثة الصغيرة، وتنشر قصصاً مسلسلةً، إضافةً إلى المسابقات والتسالي أو إرشادات لألعاب الكرة، عدد صفحات القصص الكرتونية 25 صفحة من بين 52 صفحة ملونة. شخصية المجلة الرئيسة هي سلام حيث تُرسَمُ القصص الرئيسية عن بطولاته، ولا تعتمد المجلة على الترجمة لكنها تعتمد على صفحات التلوين، ولا تنشر صورَ القُرَّاء وتنشر مساهماتهم في حدود صيقة، ويغلب على المجلة الطابع العربي قصصاً ورسماً.                                                                           |
|                                                        | سمير           | 1956م                                | مجلة سمير هي مجلة مصرية أسبوعية للأطفال من رواد أدب الطفل تصدر أسبوعياً عن دار الهلال المصرية منذ عام 1956م. تقدم المجلة نفسها بأنها "للأعمار من 8 حتى 88". ترأست تحريرها ناديا نشأت حفيدة مؤسس دار الهلال منذ تأسيسها حتى رحيلها للبنان في 1966 لتليها نائبتها نُتيلة إبراهيم راشد ("ماما لبنى") حتى 2002، تخللت هذه الفترة تولي جميلة كامل للمنصب مدة قصيرة في السبعينات. صدر العدد الأول من مجلة سمير في 15 ابريل 1956 الموافق 4 رمضان 1375 عن دار الهلال المصرية وبه 16 صفحة ملونة من القطع الكبير وبسعر قرشين، ثم زاد عدد الصفحات إلى 24 و السعر بنصف قرش مع العدد 52 آخر السنة الأولى للمجلة. |
| مصر                                                    | سمير           |                                      | مجلة سمير هي مجلة مصرية أسبوعية للأطفال من رواد أدب الطفل تصدر أسبوعياً عن دار الهلال المصرية منذ عام 1956م. تقدم المجلة نفسها بأنها "للأعمار من 8 حتى 88". ترأست تحريرها ناديا نشأت حفيدة مؤسس دار الهلال منذ تأسيسها حتى رحيلها للبنان في 1966 لتليها نائبتها نُتيلة إبراهيم راشد ("ماما لبنى") حتى 2002، تخللت هذه الفترة تولي جميلة كامل للمنصب مدة قصيرة في السبعينات. صدر العدد الأول من مجلة سمير في 15 ابريل 1956 الموافق 4 رمضان 1375 عن دار الهلال المصرية وبه 16 صفحة ملونة من القطع الكبير وبسعر قرشين، ثم زاد عدد الصفحات إلى 24 و السعر بنصف قرش مع العدد 52 آخر السنة الأولى للمجلة. |
| دار الهلال المصرية                                     | سمير           |                                      | مجلة سمير هي مجلة مصرية أسبوعية للأطفال من رواد أدب الطفل تصدر أسبوعياً عن دار الهلال المصرية منذ عام 1956م. تقدم المجلة نفسها بأنها "للأعمار من 8 حتى 88". ترأست تحريرها ناديا نشأت حفيدة مؤسس دار الهلال منذ تأسيسها حتى رحيلها للبنان في 1966 لتليها نائبتها نُتيلة إبراهيم راشد ("ماما لبنى") حتى 2002، تخللت هذه الفترة تولي جميلة كامل للمنصب مدة قصيرة في السبعينات. صدر العدد الأول من مجلة سمير في 15 ابريل 1956 الموافق 4 رمضان 1375 عن دار الهلال المصرية وبه 16 صفحة ملونة من القطع الكبير وبسعر قرشين، ثم زاد عدد الصفحات إلى 24 و السعر بنصف قرش مع العدد 52 آخر السنة الأولى للمجلة. |
|                                                        | سمير التلميذ   | مايو 1933م                           | مجلة سمير التلميذ هي مجلة مصرية شهرية، تصدر عن الفصول التجريبية الملحقة بمعهد التربية، صدر العدد الأول منها في مايو 1933م، يُذكر في المجلة أنَّ هدفها "تحبيب القراءة إلى الأطفال، وتهذيب العقول والتسلية في أوقات الفراغ بما تحتوي عليه من موضوعات علمية وأدبيَّة وحكايات ورسوم وأشغال يدوية لذيذة". المجلة مُوجَّهة إلى التلاميذ الصغار، عدد صفحات المجلة 28 صفحة ذات قطع 19×26سم. تعتمد المجلة في النصف الأول من صفحاتها على قصص لشخصياتها، وفي الجزء الثاني تهتم بالأنشطة المتعددة للطلاب في الكشافة والتجارب العلمية بالإضافة إلى معلومات مهمة مثل تاريخ العلم المصري، ثم الفكاهات وقصص قصيرة. |
| مصر                                                    | سمير التلميذ   |                                      | مجلة سمير التلميذ هي مجلة مصرية شهرية، تصدر عن الفصول التجريبية الملحقة بمعهد التربية، صدر العدد الأول منها في مايو 1933م، يُذكر في المجلة أنَّ هدفها "تحبيب القراءة إلى الأطفال، وتهذيب العقول والتسلية في أوقات الفراغ بما تحتوي عليه من موضوعات علمية وأدبيَّة وحكايات ورسوم وأشغال يدوية لذيذة". المجلة مُوجَّهة إلى التلاميذ الصغار، عدد صفحات المجلة 28 صفحة ذات قطع 19×26سم. تعتمد المجلة في النصف الأول من صفحاتها على قصص لشخصياتها، وفي الجزء الثاني تهتم بالأنشطة المتعددة للطلاب في الكشافة والتجارب العلمية بالإضافة إلى معلومات مهمة مثل تاريخ العلم المصري، ثم الفكاهات وقصص قصيرة. |
| معهد التربية                                           | سمير التلميذ   |                                      | مجلة سمير التلميذ هي مجلة مصرية شهرية، تصدر عن الفصول التجريبية الملحقة بمعهد التربية، صدر العدد الأول منها في مايو 1933م، يُذكر في المجلة أنَّ هدفها "تحبيب القراءة إلى الأطفال، وتهذيب العقول والتسلية في أوقات الفراغ بما تحتوي عليه من موضوعات علمية وأدبيَّة وحكايات ورسوم وأشغال يدوية لذيذة". المجلة مُوجَّهة إلى التلاميذ الصغار، عدد صفحات المجلة 28 صفحة ذات قطع 19×26سم. تعتمد المجلة في النصف الأول من صفحاتها على قصص لشخصياتها، وفي الجزء الثاني تهتم بالأنشطة المتعددة للطلاب في الكشافة والتجارب العلمية بالإضافة إلى معلومات مهمة مثل تاريخ العلم المصري، ثم الفكاهات وقصص قصيرة. |
|                                                        | سمير الطالب    | نوڤمبر 1924م                         | مجلة سمير الطَّالب هي مجلة مصرية أسبوعية كانت تصدر مرة كل أسبوعين مؤقتاً، شعارها: ((مجلة أدبية جامعة يحررها الطَّلبة))، عنوانها: الرسائل والمخابرات، صندوق البوسطة رقم 5 شبرا، مصر، صدر العدد الأول منها يوم الخميس 13 نوفمبر 1924م. المجلة مُوجهة للشباب والصغار، وهي أول مجلة تنشر بالكامل مساهماتهم. لا تحوي المجلة اسم رئيس تحريرها والمُقدمة مُوقَّعة باسم لجنة التحرير، لكن هناك إشارة إلى صاحب الامتياز وهو فهيم بسخرون. كما أن هناك شعارات وإعلانات عن هوية المجلة داخل العدد مثل: ((سمير الطالب مفيد لكل طالب)). وليس هناك أبواباً ثابتةً في المجلة ولا محررون ثابتون. |
| مصر                                                    | سمير الطالب    |                                      | مجلة سمير الطَّالب هي مجلة مصرية أسبوعية كانت تصدر مرة كل أسبوعين مؤقتاً، شعارها: ((مجلة أدبية جامعة يحررها الطَّلبة))، عنوانها: الرسائل والمخابرات، صندوق البوسطة رقم 5 شبرا، مصر، صدر العدد الأول منها يوم الخميس 13 نوفمبر 1924م. المجلة مُوجهة للشباب والصغار، وهي أول مجلة تنشر بالكامل مساهماتهم. لا تحوي المجلة اسم رئيس تحريرها والمُقدمة مُوقَّعة باسم لجنة التحرير، لكن هناك إشارة إلى صاحب الامتياز وهو فهيم بسخرون. كما أن هناك شعارات وإعلانات عن هوية المجلة داخل العدد مثل: ((سمير الطالب مفيد لكل طالب)). وليس هناك أبواباً ثابتةً في المجلة ولا محررون ثابتون. |
|                                                        | سمير الطالب    |                                      | مجلة سمير الطَّالب هي مجلة مصرية أسبوعية كانت تصدر مرة كل أسبوعين مؤقتاً، شعارها: ((مجلة أدبية جامعة يحررها الطَّلبة))، عنوانها: الرسائل والمخابرات، صندوق البوسطة رقم 5 شبرا، مصر، صدر العدد الأول منها يوم الخميس 13 نوفمبر 1924م. المجلة مُوجهة للشباب والصغار، وهي أول مجلة تنشر بالكامل مساهماتهم. لا تحوي المجلة اسم رئيس تحريرها والمُقدمة مُوقَّعة باسم لجنة التحرير، لكن هناك إشارة إلى صاحب الامتياز وهو فهيم بسخرون. كما أن هناك شعارات وإعلانات عن هوية المجلة داخل العدد مثل: ((سمير الطالب مفيد لكل طالب)). وليس هناك أبواباً ثابتةً في المجلة ولا محررون ثابتون. |
|                                                        | سنابل          | 1998م                                | مجلة سنابل هي مجلة مصرية، تصدر عن مؤسسة عالم الصغار. صدرت لأول مرة عام 1998م. شعارها: مجلة سنابل للأطفال وقطعها: 24×17 سم، تنشر فيها المجلة التسالي وارسم ولون، واضحك معنا وكلمات متقاطعة ومحطة معلومات عامة. تخلو المجلة من رسوم محترفين، ومن مساهمات من القراء، لا تعتمد المجلة على الإعلانات، المجلة غالباً لا تباع، وليست هناك إشارة إلى المواد المنشورة على الغلاف، وليس هناك تريم للعدد على الغلاف أو شعار أو أي إشارات أخرى. |
| مصر                                                    | سنابل          |                                      | مجلة سنابل هي مجلة مصرية، تصدر عن مؤسسة عالم الصغار. صدرت لأول مرة عام 1998م. شعارها: مجلة سنابل للأطفال وقطعها: 24×17 سم، تنشر فيها المجلة التسالي وارسم ولون، واضحك معنا وكلمات متقاطعة ومحطة معلومات عامة. تخلو المجلة من رسوم محترفين، ومن مساهمات من القراء، لا تعتمد المجلة على الإعلانات، المجلة غالباً لا تباع، وليست هناك إشارة إلى المواد المنشورة على الغلاف، وليس هناك تريم للعدد على الغلاف أو شعار أو أي إشارات أخرى. |
| مؤسسة عالم الصغار                                      | سنابل          |                                      | مجلة سنابل هي مجلة مصرية، تصدر عن مؤسسة عالم الصغار. صدرت لأول مرة عام 1998م. شعارها: مجلة سنابل للأطفال وقطعها: 24×17 سم، تنشر فيها المجلة التسالي وارسم ولون، واضحك معنا وكلمات متقاطعة ومحطة معلومات عامة. تخلو المجلة من رسوم محترفين، ومن مساهمات من القراء، لا تعتمد المجلة على الإعلانات، المجلة غالباً لا تباع، وليست هناك إشارة إلى المواد المنشورة على الغلاف، وليس هناك تريم للعدد على الغلاف أو شعار أو أي إشارات أخرى. |
|                                                        | سناء           | سبتمبر 1980م                         | مجلة سناء هي مجلة ليبية تصدر عن براعم الفتح، تصدرها شعبة المعلم الثوري. توجه إلى الأطفال من سن 5 إلى 16 سنة. تعتمد المجلة على القصص الكرتونية حيث تتضمن 15 صفحة من بين 52 صفحة أغلبها ملون، كما تنشر المجلة القصص القصيرة المصحوبة بالرسوم، وأغلب الرسامين يكتبون أيضاً، تنشر المجلة منوعات تحت عنوان قوس قزح. شعارها: مجلة كل طفل عربي، اقرأها وساهم بإنتاجك فيها يُرجَّح أن أول صدور للمجلة في سبتمبر عام 1980م. |
| ليبيا                                                  | سناء           |                                      | مجلة سناء هي مجلة ليبية تصدر عن براعم الفتح، تصدرها شعبة المعلم الثوري. توجه إلى الأطفال من سن 5 إلى 16 سنة. تعتمد المجلة على القصص الكرتونية حيث تتضمن 15 صفحة من بين 52 صفحة أغلبها ملون، كما تنشر المجلة القصص القصيرة المصحوبة بالرسوم، وأغلب الرسامين يكتبون أيضاً، تنشر المجلة منوعات تحت عنوان قوس قزح. شعارها: مجلة كل طفل عربي، اقرأها وساهم بإنتاجك فيها يُرجَّح أن أول صدور للمجلة في سبتمبر عام 1980م. |
| براعم الفتح                                            | سناء           |                                      | مجلة سناء هي مجلة ليبية تصدر عن براعم الفتح، تصدرها شعبة المعلم الثوري. توجه إلى الأطفال من سن 5 إلى 16 سنة. تعتمد المجلة على القصص الكرتونية حيث تتضمن 15 صفحة من بين 52 صفحة أغلبها ملون، كما تنشر المجلة القصص القصيرة المصحوبة بالرسوم، وأغلب الرسامين يكتبون أيضاً، تنشر المجلة منوعات تحت عنوان قوس قزح. شعارها: مجلة كل طفل عربي، اقرأها وساهم بإنتاجك فيها يُرجَّح أن أول صدور للمجلة في سبتمبر عام 1980م. |
|                                                        | سندباد         | يناير 1952م                          | مجلة سندباد مجلة أطفال مصرية أسبوعية، تصدر كل يوم خميس. صدر أول عدد منها في 3 يناير، 1952م. وتعتبر أول مجلة أطفال عربية. مؤسسها ورئيس تحريرها هو الأديب محمد سعيد العريان. صدر العدد الأخير منها في 7 يوليو 1960م. كانت المجلة توزع في جميع الدول العربية، وكانت قصص المجلة تُصاغ بأسلوب أدبي راقٍ ومشوق جدًا. كانت المجلة تحرص على نشر قصة عربية وقصة من الأدب العالمي المترجم وكانت تظهر فيها العديد من القصص المسلسلة التي تُنشر في عدد من الحلقات. |
| مصر                                                    | سندباد         |                                      | مجلة سندباد مجلة أطفال مصرية أسبوعية، تصدر كل يوم خميس. صدر أول عدد منها في 3 يناير، 1952م. وتعتبر أول مجلة أطفال عربية. مؤسسها ورئيس تحريرها هو الأديب محمد سعيد العريان. صدر العدد الأخير منها في 7 يوليو 1960م. كانت المجلة توزع في جميع الدول العربية، وكانت قصص المجلة تُصاغ بأسلوب أدبي راقٍ ومشوق جدًا. كانت المجلة تحرص على نشر قصة عربية وقصة من الأدب العالمي المترجم وكانت تظهر فيها العديد من القصص المسلسلة التي تُنشر في عدد من الحلقات. |
|                                                        | سندباد         |                                      | مجلة سندباد مجلة أطفال مصرية أسبوعية، تصدر كل يوم خميس. صدر أول عدد منها في 3 يناير، 1952م. وتعتبر أول مجلة أطفال عربية. مؤسسها ورئيس تحريرها هو الأديب محمد سعيد العريان. صدر العدد الأخير منها في 7 يوليو 1960م. كانت المجلة توزع في جميع الدول العربية، وكانت قصص المجلة تُصاغ بأسلوب أدبي راقٍ ومشوق جدًا. كانت المجلة تحرص على نشر قصة عربية وقصة من الأدب العالمي المترجم وكانت تظهر فيها العديد من القصص المسلسلة التي تُنشر في عدد من الحلقات. |
|                                                        | السندباد       | نوڤمبر 1946م                         | مجلة السندباد هي مجلة مصرية أسبوعية للأطفال، تصدر كل يوم جمعة. صدرت أول مرة في 7 نوفمبر، 1946م. على غلافها شعارها: "مجلة للنشء الجديد"، صاحبة الامتياز ورئيسة تحريرها المسؤولة: إجلال حافظ. عنوان المجلة: 46 شارع فاروق. كانت تطبع المجلة في القاهرة الكبرى حسب غلاف العدد 17. توجه المجلة إلى سن من 8 سنين حتى 15 سنة، ليست هناك مقدمة في بعض الأعداد ورغم أنها مجلة مصورة فإنها تعتمد على القصص القصيرة غير المزودة بالرسوم التوضيحية في صفحات كرتون عددها حوالي صفحتين من بين 28 صفحة ذات قطع 20×26 سم بالأبيض والأسود عدا الغلافين. ليس هناك شخصيات رئيسية في المجلة. |
| مصر                                                    | السندباد       |                                      | مجلة السندباد هي مجلة مصرية أسبوعية للأطفال، تصدر كل يوم جمعة. صدرت أول مرة في 7 نوفمبر، 1946م. على غلافها شعارها: "مجلة للنشء الجديد"، صاحبة الامتياز ورئيسة تحريرها المسؤولة: إجلال حافظ. عنوان المجلة: 46 شارع فاروق. كانت تطبع المجلة في القاهرة الكبرى حسب غلاف العدد 17. توجه المجلة إلى سن من 8 سنين حتى 15 سنة، ليست هناك مقدمة في بعض الأعداد ورغم أنها مجلة مصورة فإنها تعتمد على القصص القصيرة غير المزودة بالرسوم التوضيحية في صفحات كرتون عددها حوالي صفحتين من بين 28 صفحة ذات قطع 20×26 سم بالأبيض والأسود عدا الغلافين. ليس هناك شخصيات رئيسية في المجلة. |
|                                                        | السندباد       |                                      | مجلة السندباد هي مجلة مصرية أسبوعية للأطفال، تصدر كل يوم جمعة. صدرت أول مرة في 7 نوفمبر، 1946م. على غلافها شعارها: "مجلة للنشء الجديد"، صاحبة الامتياز ورئيسة تحريرها المسؤولة: إجلال حافظ. عنوان المجلة: 46 شارع فاروق. كانت تطبع المجلة في القاهرة الكبرى حسب غلاف العدد 17. توجه المجلة إلى سن من 8 سنين حتى 15 سنة، ليست هناك مقدمة في بعض الأعداد ورغم أنها مجلة مصورة فإنها تعتمد على القصص القصيرة غير المزودة بالرسوم التوضيحية في صفحات كرتون عددها حوالي صفحتين من بين 28 صفحة ذات قطع 20×26 سم بالأبيض والأسود عدا الغلافين. ليس هناك شخصيات رئيسية في المجلة. |
|                                                        | سندباد بغداد   | 1998م                                | مجلة سندباد بغداد هي مجلة عراقية فصلية تصدر عن دار ثقافة الأطفال، بوزارة الثقافة بالتَّعاون مع بعثة اللجنة الدُّولية للصليب الأحمر في العراق. صدر العدد الأول منها في عام 1998م، مشرف المجلة العام ورئيس تحريرها هو علي الياسري. وتوجه إلى الأطفال من 8 إلى 16 سنة دون الإشارة إلى ذلك. المقدمة في الصفحة الثالثة من المجلة بعنوان: "أيُّها الأصدقاء" موقعة باسم أسرة التحرير، وحسب مقدمة العدد 11 فإن المجلة قد صدرت أيضاً باللغة الكردية، ولا توجد بالمجلة شخصيات رئيسية ثابتة. تعتمد المجلة على قصص الكرتون حيث تنشر 8 صفحات من بين 32 صفحة ملونة. |
| العراق                                                 | سندباد بغداد   |                                      | مجلة سندباد بغداد هي مجلة عراقية فصلية تصدر عن دار ثقافة الأطفال، بوزارة الثقافة بالتَّعاون مع بعثة اللجنة الدُّولية للصليب الأحمر في العراق. صدر العدد الأول منها في عام 1998م، مشرف المجلة العام ورئيس تحريرها هو علي الياسري. وتوجه إلى الأطفال من 8 إلى 16 سنة دون الإشارة إلى ذلك. المقدمة في الصفحة الثالثة من المجلة بعنوان: "أيُّها الأصدقاء" موقعة باسم أسرة التحرير، وحسب مقدمة العدد 11 فإن المجلة قد صدرت أيضاً باللغة الكردية، ولا توجد بالمجلة شخصيات رئيسية ثابتة. تعتمد المجلة على قصص الكرتون حيث تنشر 8 صفحات من بين 32 صفحة ملونة. |
| دار ثقافة الأطفال                                      | سندباد بغداد   |                                      | مجلة سندباد بغداد هي مجلة عراقية فصلية تصدر عن دار ثقافة الأطفال، بوزارة الثقافة بالتَّعاون مع بعثة اللجنة الدُّولية للصليب الأحمر في العراق. صدر العدد الأول منها في عام 1998م، مشرف المجلة العام ورئيس تحريرها هو علي الياسري. وتوجه إلى الأطفال من 8 إلى 16 سنة دون الإشارة إلى ذلك. المقدمة في الصفحة الثالثة من المجلة بعنوان: "أيُّها الأصدقاء" موقعة باسم أسرة التحرير، وحسب مقدمة العدد 11 فإن المجلة قد صدرت أيضاً باللغة الكردية، ولا توجد بالمجلة شخصيات رئيسية ثابتة. تعتمد المجلة على قصص الكرتون حيث تنشر 8 صفحات من بين 32 صفحة ملونة. |
|                                                        | سوا            | 1992م                                | مجلة سوا هي نشرة لبنانية مجانية تصدرها منظمة اليونيسيف ببيروت، موجهة إلى أطفال لبنان، وعنوانها: منظمة الأمم المُتحدة للطفولة، بيروت، ص.ب:5902. يُعدُّها فريق التربية الشُّموليَّة، بإشراف قسم التربية في اليونيسيف. صدرت المجلة لأول مرة عام 1992م. لا توجد على المجلة أسماء المشرفين عليها، لكن على الترويسة إشارة إلى أن التنفيذ والإخراج الفني لإلياس نحاس، والرسوم لنمر صيداني، وهو الذي يرسم جميع رسوم المجلة. |
| لبنان                                                  | سوا            |                                      | مجلة سوا هي نشرة لبنانية مجانية تصدرها منظمة اليونيسيف ببيروت، موجهة إلى أطفال لبنان، وعنوانها: منظمة الأمم المُتحدة للطفولة، بيروت، ص.ب:5902. يُعدُّها فريق التربية الشُّموليَّة، بإشراف قسم التربية في اليونيسيف. صدرت المجلة لأول مرة عام 1992م. لا توجد على المجلة أسماء المشرفين عليها، لكن على الترويسة إشارة إلى أن التنفيذ والإخراج الفني لإلياس نحاس، والرسوم لنمر صيداني، وهو الذي يرسم جميع رسوم المجلة. |
| منظمة اليونيسيف                                        | سوا            |                                      | مجلة سوا هي نشرة لبنانية مجانية تصدرها منظمة اليونيسيف ببيروت، موجهة إلى أطفال لبنان، وعنوانها: منظمة الأمم المُتحدة للطفولة، بيروت، ص.ب:5902. يُعدُّها فريق التربية الشُّموليَّة، بإشراف قسم التربية في اليونيسيف. صدرت المجلة لأول مرة عام 1992م. لا توجد على المجلة أسماء المشرفين عليها، لكن على الترويسة إشارة إلى أن التنفيذ والإخراج الفني لإلياس نحاس، والرسوم لنمر صيداني، وهو الذي يرسم جميع رسوم المجلة. |
|                                                        | سوا سوا        | ديسمبر 1998م                         | مجلة سوا سوا هي مجلة تصدر عن دائرة الطفولة بوزارة الثقافة والرياضة، بدعم من الوكالة السويدية الدولية للتنمية، صدر العدد الأول منها في ديسمبر 1998م وعددها التاسع والأخير في يوليو 2003م. تخلو المجلة من كلمة العدد لكن هناك فهرس لمواد العدد. توجه المجلة من سن 8 إلى 13 سنة، وتُطبع في مؤسسة الأيام للصحافة. تعتمد المجلة على مساهمات القراء في كافة مجالات التأليف والرسم، والابتسامات والقصص. وتستعير المجلة رسوماً من مجلات عالمية في التسالي وتنشر رسوم القراء بشكل مُكثَّف وملحوظ. كما تخلو المجلة من القصص الكرتونية، وعدد صفحاتها 32 صفحة جميعها ملونة. كما تعتمد على الصور والرسوم معاً وتخلو من الإعلانات، ومن المسابقات وليس هناك إشارة إلى أن المجلة تُباع، والغلاف ليس به إشارة إلى محتويات أو مواد العدد. لم يُذكر في المجلة إشارةً إلى توقفها في العدد التاسع. |
| فلسطين                                                 | سوا سوا        |                                      | مجلة سوا سوا هي مجلة تصدر عن دائرة الطفولة بوزارة الثقافة والرياضة، بدعم من الوكالة السويدية الدولية للتنمية، صدر العدد الأول منها في ديسمبر 1998م وعددها التاسع والأخير في يوليو 2003م. تخلو المجلة من كلمة العدد لكن هناك فهرس لمواد العدد. توجه المجلة من سن 8 إلى 13 سنة، وتُطبع في مؤسسة الأيام للصحافة. تعتمد المجلة على مساهمات القراء في كافة مجالات التأليف والرسم، والابتسامات والقصص. وتستعير المجلة رسوماً من مجلات عالمية في التسالي وتنشر رسوم القراء بشكل مُكثَّف وملحوظ. كما تخلو المجلة من القصص الكرتونية، وعدد صفحاتها 32 صفحة جميعها ملونة. كما تعتمد على الصور والرسوم معاً وتخلو من الإعلانات، ومن المسابقات وليس هناك إشارة إلى أن المجلة تُباع، والغلاف ليس به إشارة إلى محتويات أو مواد العدد. لم يُذكر في المجلة إشارةً إلى توقفها في العدد التاسع. |
| دائرة الطفولة بوزارة الثقافة والرياضة                  | سوا سوا        |                                      | مجلة سوا سوا هي مجلة تصدر عن دائرة الطفولة بوزارة الثقافة والرياضة، بدعم من الوكالة السويدية الدولية للتنمية، صدر العدد الأول منها في ديسمبر 1998م وعددها التاسع والأخير في يوليو 2003م. تخلو المجلة من كلمة العدد لكن هناك فهرس لمواد العدد. توجه المجلة من سن 8 إلى 13 سنة، وتُطبع في مؤسسة الأيام للصحافة. تعتمد المجلة على مساهمات القراء في كافة مجالات التأليف والرسم، والابتسامات والقصص. وتستعير المجلة رسوماً من مجلات عالمية في التسالي وتنشر رسوم القراء بشكل مُكثَّف وملحوظ. كما تخلو المجلة من القصص الكرتونية، وعدد صفحاتها 32 صفحة جميعها ملونة. كما تعتمد على الصور والرسوم معاً وتخلو من الإعلانات، ومن المسابقات وليس هناك إشارة إلى أن المجلة تُباع، والغلاف ليس به إشارة إلى محتويات أو مواد العدد. لم يُذكر في المجلة إشارةً إلى توقفها في العدد التاسع. |
|                                                        | سوبر فلاش      | 1998م                                | مجلة سوبر فلاش هي مجلة مصرية تصدر في حلقات ملحقاً لمطبوعة فلاش. تصدر المجلة عن المؤسسة العربية الحديثة للطبع والنشر والتوزيع بالفجالة، وتصدر كمجلة مطبوعة منفصلة، وتعتمد على القصص الكرتونية، وتحوي صفحات الرَّد على رسائل القُرَّاء، وتنشر بعض مساهماتهم في الرسم. عدد صفحات الكرتون 66 صفحةً من بين 82 صفحة بالألوان ذات قطع 20,5×28 سم، تضم فيها قصصاً كرتونيةً من رسوم الصفتي، وبعضها الآخر مرسوم من آخرين. ويكتب خالد الصفتي اسمه على ما يرسمه ويكتبه، وفي بعض الأحيان يذكر مصادر ما ينقل عنه. كما تنشر المجلة صفحات التلوين وصفحات "اصنع بنفسك" وتنشر فصولاً من كتب مشهورة مثل الحياة الاجتماعية في مصر القديمة المأخوذ من الكتاب الفرنسي للمؤلف بيير ميتونيه. وتعتمد الصفحات على المعلومات والعلوم، تنشر فيها صفحات التسالي والاختلافات، وتُخصص مساحاتٍ للقُرَّاء من القصص والرسوم، كما تنشر المجلة كلمات متقاطعة وتظليل المساحات، وتلوين بالأرقام، وتعليم رسم، ومسابقات وضحكات، وتأخذ المطبوعة رقم الإيداع وتنشر الحلول. |
| مصر                                                    | سوبر فلاش      |                                      | مجلة سوبر فلاش هي مجلة مصرية تصدر في حلقات ملحقاً لمطبوعة فلاش. تصدر المجلة عن المؤسسة العربية الحديثة للطبع والنشر والتوزيع بالفجالة، وتصدر كمجلة مطبوعة منفصلة، وتعتمد على القصص الكرتونية، وتحوي صفحات الرَّد على رسائل القُرَّاء، وتنشر بعض مساهماتهم في الرسم. عدد صفحات الكرتون 66 صفحةً من بين 82 صفحة بالألوان ذات قطع 20,5×28 سم، تضم فيها قصصاً كرتونيةً من رسوم الصفتي، وبعضها الآخر مرسوم من آخرين. ويكتب خالد الصفتي اسمه على ما يرسمه ويكتبه، وفي بعض الأحيان يذكر مصادر ما ينقل عنه. كما تنشر المجلة صفحات التلوين وصفحات "اصنع بنفسك" وتنشر فصولاً من كتب مشهورة مثل الحياة الاجتماعية في مصر القديمة المأخوذ من الكتاب الفرنسي للمؤلف بيير ميتونيه. وتعتمد الصفحات على المعلومات والعلوم، تنشر فيها صفحات التسالي والاختلافات، وتُخصص مساحاتٍ للقُرَّاء من القصص والرسوم، كما تنشر المجلة كلمات متقاطعة وتظليل المساحات، وتلوين بالأرقام، وتعليم رسم، ومسابقات وضحكات، وتأخذ المطبوعة رقم الإيداع وتنشر الحلول. |
| المؤسسة العربية الحديثة للطبع والنشر والتوزيع بالفجالة | سوبر فلاش      |                                      | مجلة سوبر فلاش هي مجلة مصرية تصدر في حلقات ملحقاً لمطبوعة فلاش. تصدر المجلة عن المؤسسة العربية الحديثة للطبع والنشر والتوزيع بالفجالة، وتصدر كمجلة مطبوعة منفصلة، وتعتمد على القصص الكرتونية، وتحوي صفحات الرَّد على رسائل القُرَّاء، وتنشر بعض مساهماتهم في الرسم. عدد صفحات الكرتون 66 صفحةً من بين 82 صفحة بالألوان ذات قطع 20,5×28 سم، تضم فيها قصصاً كرتونيةً من رسوم الصفتي، وبعضها الآخر مرسوم من آخرين. ويكتب خالد الصفتي اسمه على ما يرسمه ويكتبه، وفي بعض الأحيان يذكر مصادر ما ينقل عنه. كما تنشر المجلة صفحات التلوين وصفحات "اصنع بنفسك" وتنشر فصولاً من كتب مشهورة مثل الحياة الاجتماعية في مصر القديمة المأخوذ من الكتاب الفرنسي للمؤلف بيير ميتونيه. وتعتمد الصفحات على المعلومات والعلوم، تنشر فيها صفحات التسالي والاختلافات، وتُخصص مساحاتٍ للقُرَّاء من القصص والرسوم، كما تنشر المجلة كلمات متقاطعة وتظليل المساحات، وتلوين بالأرقام، وتعليم رسم، ومسابقات وضحكات، وتأخذ المطبوعة رقم الإيداع وتنشر الحلول. |
|                                                        | سوبرمان        | 1967م                                | مجلة سوبرمان هي مجلة لبنانية أسبوعية تصدر عن شركة المطبوعات المصورة. تُوجَّه إلى سن 8 إلى ما فوق العشرين، وتعتمد المجلة على القصص المُصورة المُترجمة من الإنجليزية من شركة مارفل الأمريكية، صدر العدد الأول منها في فبراير عام 1967م، ولا توجد بها أبواب ثابتة، حيث أن المجلة تنشر بالكامل قصة بطل الخيال العلمي سوبرمان. لا توجد مُقدِّمة للأعداد، والمجلة كرتونية في المقام الأول منها 33 صفحة كرتونية عدا الغلاف وباطنه والغلاف الأخير، ولا توجد إشارات إلى المؤلف أو الرسام، والمجلة خالية من التسالي والمُسابقات والملاحق ومساهمات القراء وصورهم. |
| لبنان                                                  | سوبرمان        |                                      | مجلة سوبرمان هي مجلة لبنانية أسبوعية تصدر عن شركة المطبوعات المصورة. تُوجَّه إلى سن 8 إلى ما فوق العشرين، وتعتمد المجلة على القصص المُصورة المُترجمة من الإنجليزية من شركة مارفل الأمريكية، صدر العدد الأول منها في فبراير عام 1967م، ولا توجد بها أبواب ثابتة، حيث أن المجلة تنشر بالكامل قصة بطل الخيال العلمي سوبرمان. لا توجد مُقدِّمة للأعداد، والمجلة كرتونية في المقام الأول منها 33 صفحة كرتونية عدا الغلاف وباطنه والغلاف الأخير، ولا توجد إشارات إلى المؤلف أو الرسام، والمجلة خالية من التسالي والمُسابقات والملاحق ومساهمات القراء وصورهم. |
| شركة المطبوعات المصورة                                 | سوبرمان        |                                      | مجلة سوبرمان هي مجلة لبنانية أسبوعية تصدر عن شركة المطبوعات المصورة. تُوجَّه إلى سن 8 إلى ما فوق العشرين، وتعتمد المجلة على القصص المُصورة المُترجمة من الإنجليزية من شركة مارفل الأمريكية، صدر العدد الأول منها في فبراير عام 1967م، ولا توجد بها أبواب ثابتة، حيث أن المجلة تنشر بالكامل قصة بطل الخيال العلمي سوبرمان. لا توجد مُقدِّمة للأعداد، والمجلة كرتونية في المقام الأول منها 33 صفحة كرتونية عدا الغلاف وباطنه والغلاف الأخير، ولا توجد إشارات إلى المؤلف أو الرسام، والمجلة خالية من التسالي والمُسابقات والملاحق ومساهمات القراء وصورهم. |
|                                                        | سوبرمان        | 1997م                                | مجلة سوبرمان هي مجلة مصرية تصدر عن دار نهضة مصر. صدر العدد الأول منها في صيف 1997م بترخيص من شركة دي سي كوميكس الأمريكية، وهي مجلة غير منتظمة الصدور. تُوجَّه المجلة إلى سن الشباب ولا توجد فيها أبواب ثابتة ما عدا باب لقاء الأصدقاء الذي ينشر مساهمات القراء من أشعار وقصص قصيرة ومعلومات ورسومات ومتاهات من إعداد قراء المجلة تحت عنوان ركن الهوايات، ويحتوى كل عدد على قصة كاملة من القصص الكرتونية لسوبرمان، عدد صفحات الكرتون 21 صفحة ذات قطع 17×24 سم. يختلف رسام مجلة سوبرمان عن الرسام الذي يرسم المجلة اللبنانية التي تصدر بالاسم نفسه. |
| مصر                                                    | سوبرمان        |                                      | مجلة سوبرمان هي مجلة مصرية تصدر عن دار نهضة مصر. صدر العدد الأول منها في صيف 1997م بترخيص من شركة دي سي كوميكس الأمريكية، وهي مجلة غير منتظمة الصدور. تُوجَّه المجلة إلى سن الشباب ولا توجد فيها أبواب ثابتة ما عدا باب لقاء الأصدقاء الذي ينشر مساهمات القراء من أشعار وقصص قصيرة ومعلومات ورسومات ومتاهات من إعداد قراء المجلة تحت عنوان ركن الهوايات، ويحتوى كل عدد على قصة كاملة من القصص الكرتونية لسوبرمان، عدد صفحات الكرتون 21 صفحة ذات قطع 17×24 سم. يختلف رسام مجلة سوبرمان عن الرسام الذي يرسم المجلة اللبنانية التي تصدر بالاسم نفسه. |
| دار نهضة مصر                                           | سوبرمان        |                                      | مجلة سوبرمان هي مجلة مصرية تصدر عن دار نهضة مصر. صدر العدد الأول منها في صيف 1997م بترخيص من شركة دي سي كوميكس الأمريكية، وهي مجلة غير منتظمة الصدور. تُوجَّه المجلة إلى سن الشباب ولا توجد فيها أبواب ثابتة ما عدا باب لقاء الأصدقاء الذي ينشر مساهمات القراء من أشعار وقصص قصيرة ومعلومات ورسومات ومتاهات من إعداد قراء المجلة تحت عنوان ركن الهوايات، ويحتوى كل عدد على قصة كاملة من القصص الكرتونية لسوبرمان، عدد صفحات الكرتون 21 صفحة ذات قطع 17×24 سم. يختلف رسام مجلة سوبرمان عن الرسام الذي يرسم المجلة اللبنانية التي تصدر بالاسم نفسه. |
|                                                        | سوبر ميكي      | 1959م                                | مجلة سوبر ميكي هي مجلة مصرية نصف شهرية تصدر عن دار الهلال. صدرت المجلة لأول مرة عام 1959م ورئيس تحريرها عفت ناصر حتى إبريل 2002م، ثم ابتسام غانم حتى موعد غلق المجلة في مارس 2003م. ورئيس مجلس الإدارة هو مكرم محمد أحمد. تخلو المجلة من أي مقدمة أو فهرس ويبدأ نشر القصص في صفحة 3 مباشرة. لا تُنشر أسماء المؤلفين ولا الرسامين. تعتمد سوبر ميكي على القصص الكرتونية المنشورة في صفحات ملونة عددها 49 من بين 64 صفحة، ويصل عدد صفحات القصة الواحدة إلى 15 صفحة، إضافةً إلى قصص قصيرة وصفحات مترجمة علمية، والتسالي. تخلو المجلة من الملاحق ومن مساهمات القراء وصورهم، ليس للمجلة شعار وسعر العدد الواحد 200 قرشاً تعتمد فيها المجلة على نشر مساحات أكثر اتساعاً من الإعلانات عن الذي ينشر في مجلة ميكي، وتُنشر بعضها داخل القصص، محتوى الإعلانات عن أفلام والت ديزني أو أفلام وأغذية أطفال. ويخلو الغلاف عن أي إشارة إلى مواد العدد.                                                                                  |
| مصر                                                    | سوبر ميكي      |                                      | مجلة سوبر ميكي هي مجلة مصرية نصف شهرية تصدر عن دار الهلال. صدرت المجلة لأول مرة عام 1959م ورئيس تحريرها عفت ناصر حتى إبريل 2002م، ثم ابتسام غانم حتى موعد غلق المجلة في مارس 2003م. ورئيس مجلس الإدارة هو مكرم محمد أحمد. تخلو المجلة من أي مقدمة أو فهرس ويبدأ نشر القصص في صفحة 3 مباشرة. لا تُنشر أسماء المؤلفين ولا الرسامين. تعتمد سوبر ميكي على القصص الكرتونية المنشورة في صفحات ملونة عددها 49 من بين 64 صفحة، ويصل عدد صفحات القصة الواحدة إلى 15 صفحة، إضافةً إلى قصص قصيرة وصفحات مترجمة علمية، والتسالي. تخلو المجلة من الملاحق ومن مساهمات القراء وصورهم، ليس للمجلة شعار وسعر العدد الواحد 200 قرشاً تعتمد فيها المجلة على نشر مساحات أكثر اتساعاً من الإعلانات عن الذي ينشر في مجلة ميكي، وتُنشر بعضها داخل القصص، محتوى الإعلانات عن أفلام والت ديزني أو أفلام وأغذية أطفال. ويخلو الغلاف عن أي إشارة إلى مواد العدد.                                                                                  |
| دار الهلال                                             | سوبر ميكي      |                                      | مجلة سوبر ميكي هي مجلة مصرية نصف شهرية تصدر عن دار الهلال. صدرت المجلة لأول مرة عام 1959م ورئيس تحريرها عفت ناصر حتى إبريل 2002م، ثم ابتسام غانم حتى موعد غلق المجلة في مارس 2003م. ورئيس مجلس الإدارة هو مكرم محمد أحمد. تخلو المجلة من أي مقدمة أو فهرس ويبدأ نشر القصص في صفحة 3 مباشرة. لا تُنشر أسماء المؤلفين ولا الرسامين. تعتمد سوبر ميكي على القصص الكرتونية المنشورة في صفحات ملونة عددها 49 من بين 64 صفحة، ويصل عدد صفحات القصة الواحدة إلى 15 صفحة، إضافةً إلى قصص قصيرة وصفحات مترجمة علمية، والتسالي. تخلو المجلة من الملاحق ومن مساهمات القراء وصورهم، ليس للمجلة شعار وسعر العدد الواحد 200 قرشاً تعتمد فيها المجلة على نشر مساحات أكثر اتساعاً من الإعلانات عن الذي ينشر في مجلة ميكي، وتُنشر بعضها داخل القصص، محتوى الإعلانات عن أفلام والت ديزني أو أفلام وأغذية أطفال. ويخلو الغلاف عن أي إشارة إلى مواد العدد.                                                                                  |

## ش
| الغلاف                             | الاسم                         | هوية المجلة (التاريخ، البلد، الشركة) | وصف |
| ---------------------------------- | ----------------------------- | ------------------------------------ | --- |
|                                    | الشبل                         | 1981م                                | مجلة الشبل هي مجلة سعودية تصدر كل أسبوعين، تأسست عام 1981م. وعنوانها: المعذر، غرب شارع التخصصي، ص.ب: 21291 الرياض. على ترويستها إشارة إلى أن محرريها نخبة من المربين. تعتمد المجلة على الشخصيات الكرتونية المنفصلة. عدد الصحفات الكرتونية تصل إلى 16 صفحة من بين 40 صقحة ملونة ذات قطع 27×21سم. تغلب الكتابات الدينية على أبواب المجلة مثل باب الناصح الأمين يرد على مشكلة يكتبها أحد القراء. وهناك صفحات ملحق داخلي بألوان مختلفة، تتصمن باب حديقة الإيمان الذي يحوي أحاديث صحيحة وكلام السلف، وهناك تسالي في باب فكر واربح تعتمد على الذكاء والاختلافات، وباب الشبل الصغير يعتمد على السالي أيضاً وتعليم الرسم واختبار المعلومات وصور القراء. |
| السعودية                           | الشبل                         |                                      | مجلة الشبل هي مجلة سعودية تصدر كل أسبوعين، تأسست عام 1981م. وعنوانها: المعذر، غرب شارع التخصصي، ص.ب: 21291 الرياض. على ترويستها إشارة إلى أن محرريها نخبة من المربين. تعتمد المجلة على الشخصيات الكرتونية المنفصلة. عدد الصحفات الكرتونية تصل إلى 16 صفحة من بين 40 صقحة ملونة ذات قطع 27×21سم. تغلب الكتابات الدينية على أبواب المجلة مثل باب الناصح الأمين يرد على مشكلة يكتبها أحد القراء. وهناك صفحات ملحق داخلي بألوان مختلفة، تتصمن باب حديقة الإيمان الذي يحوي أحاديث صحيحة وكلام السلف، وهناك تسالي في باب فكر واربح تعتمد على الذكاء والاختلافات، وباب الشبل الصغير يعتمد على السالي أيضاً وتعليم الرسم واختبار المعلومات وصور القراء. |
|                                    | الشبل                         |                                      | مجلة الشبل هي مجلة سعودية تصدر كل أسبوعين، تأسست عام 1981م. وعنوانها: المعذر، غرب شارع التخصصي، ص.ب: 21291 الرياض. على ترويستها إشارة إلى أن محرريها نخبة من المربين. تعتمد المجلة على الشخصيات الكرتونية المنفصلة. عدد الصحفات الكرتونية تصل إلى 16 صفحة من بين 40 صقحة ملونة ذات قطع 27×21سم. تغلب الكتابات الدينية على أبواب المجلة مثل باب الناصح الأمين يرد على مشكلة يكتبها أحد القراء. وهناك صفحات ملحق داخلي بألوان مختلفة، تتصمن باب حديقة الإيمان الذي يحوي أحاديث صحيحة وكلام السلف، وهناك تسالي في باب فكر واربح تعتمد على الذكاء والاختلافات، وباب الشبل الصغير يعتمد على السالي أيضاً وتعليم الرسم واختبار المعلومات وصور القراء. |
|                                    | الشرطي الصغير                 | 1998م                                | مجلة الشرطي الصغير هي مجلة أردنية شهرية تصدر عن مديرية الأمن العام، بإدارة العلاقات العامة في الأردن، وينشرها الناشر المستقبل للأبحاث والدراسات. المجلة ثقافية اجتماعية متخصصة شعارها: مجلة الطفل العربي في كل مكان. صدر العدد الأول منها عام 1996م، رئيس تحريرها محمود ناجي عبيدات. تُوجَّه المجلة إلى الأطفال من سن 6 إلى 17 سنة، وتحوي مقدمةً بعنوان "الافتتاحية" تُوقَّع باسم "أسرة التحرير"، وفي صفحة 13 إشارة إلى أن المجلة ترحب بإنتاج الكتاب والشعراء الأردنيين المهتمين بالكتابة للطفل. |
| الأردن                             | الشرطي الصغير                 |                                      | مجلة الشرطي الصغير هي مجلة أردنية شهرية تصدر عن مديرية الأمن العام، بإدارة العلاقات العامة في الأردن، وينشرها الناشر المستقبل للأبحاث والدراسات. المجلة ثقافية اجتماعية متخصصة شعارها: مجلة الطفل العربي في كل مكان. صدر العدد الأول منها عام 1996م، رئيس تحريرها محمود ناجي عبيدات. تُوجَّه المجلة إلى الأطفال من سن 6 إلى 17 سنة، وتحوي مقدمةً بعنوان "الافتتاحية" تُوقَّع باسم "أسرة التحرير"، وفي صفحة 13 إشارة إلى أن المجلة ترحب بإنتاج الكتاب والشعراء الأردنيين المهتمين بالكتابة للطفل. |
| مديرية الأمن العام                 | الشرطي الصغير                 |                                      | مجلة الشرطي الصغير هي مجلة أردنية شهرية تصدر عن مديرية الأمن العام، بإدارة العلاقات العامة في الأردن، وينشرها الناشر المستقبل للأبحاث والدراسات. المجلة ثقافية اجتماعية متخصصة شعارها: مجلة الطفل العربي في كل مكان. صدر العدد الأول منها عام 1996م، رئيس تحريرها محمود ناجي عبيدات. تُوجَّه المجلة إلى الأطفال من سن 6 إلى 17 سنة، وتحوي مقدمةً بعنوان "الافتتاحية" تُوقَّع باسم "أسرة التحرير"، وفي صفحة 13 إشارة إلى أن المجلة ترحب بإنتاج الكتاب والشعراء الأردنيين المهتمين بالكتابة للطفل. |
|                                    | الشرطي الصغير (مجلة إماراتية) | 1988م                                | مجلة الشرطي الصغير هي مجلة إماراتية شهرية تُعنى بالثقافة الأمنية للأولاد والبنات تصدرها شرطة الشارقة، من فرع العلاقات والتوجيه المعنوي. صدرت لأول مرة عام 1988م. مسؤولة التحرير نجاة محمد علي، مدير التحرير ندى نديم إبراهيم. عنوان المجلة: ص.ب: 219: الشارقة، هناك فهرس في باطن الغلاف. تحوي المجلة مقدمة بعنوان مرحباً دون توقيع، عادةً ما تحوي قيماً تربوية. وليس لها رسوماً موقعةً من الرسامين، وبعض الرسوم مأخوذ من الإنترنت. تخلو المجلة تماماً من القصص الكرتونية وعدد صفحاتها 48 صفحة ملونة. لا تعتمد المجلة على التسالي لكنها تنشر مساهمات الفنانين الصغار، خاصةً في مجال الرسم، وتنشر صوراً للقراء، وهناك مسابقة تمولها إدارة الدفاع المدني بالشارقة، تعتمد المجلة أيضاً على مساهمات القراء، وهناك باب الإطفال الصغار يعده الدفاع المدني بالشارقة، بالإضافة إلى قصص مستوحاة من وحي القرآن، شعار المجلة مكتوب على الغلاف وعلى الصفحة الثانية، والمجلة تعتمد على الإعلانات وهي لا تباع، وتأخذ المجلة وجهة نظر سياسية وطنية. |
| الإمارات العربية المتحدة           | الشرطي الصغير (مجلة إماراتية) |                                      | مجلة الشرطي الصغير هي مجلة إماراتية شهرية تُعنى بالثقافة الأمنية للأولاد والبنات تصدرها شرطة الشارقة، من فرع العلاقات والتوجيه المعنوي. صدرت لأول مرة عام 1988م. مسؤولة التحرير نجاة محمد علي، مدير التحرير ندى نديم إبراهيم. عنوان المجلة: ص.ب: 219: الشارقة، هناك فهرس في باطن الغلاف. تحوي المجلة مقدمة بعنوان مرحباً دون توقيع، عادةً ما تحوي قيماً تربوية. وليس لها رسوماً موقعةً من الرسامين، وبعض الرسوم مأخوذ من الإنترنت. تخلو المجلة تماماً من القصص الكرتونية وعدد صفحاتها 48 صفحة ملونة. لا تعتمد المجلة على التسالي لكنها تنشر مساهمات الفنانين الصغار، خاصةً في مجال الرسم، وتنشر صوراً للقراء، وهناك مسابقة تمولها إدارة الدفاع المدني بالشارقة، تعتمد المجلة أيضاً على مساهمات القراء، وهناك باب الإطفال الصغار يعده الدفاع المدني بالشارقة، بالإضافة إلى قصص مستوحاة من وحي القرآن، شعار المجلة مكتوب على الغلاف وعلى الصفحة الثانية، والمجلة تعتمد على الإعلانات وهي لا تباع، وتأخذ المجلة وجهة نظر سياسية وطنية. |
| شرطة الشارقة                       | الشرطي الصغير (مجلة إماراتية) |                                      | مجلة الشرطي الصغير هي مجلة إماراتية شهرية تُعنى بالثقافة الأمنية للأولاد والبنات تصدرها شرطة الشارقة، من فرع العلاقات والتوجيه المعنوي. صدرت لأول مرة عام 1988م. مسؤولة التحرير نجاة محمد علي، مدير التحرير ندى نديم إبراهيم. عنوان المجلة: ص.ب: 219: الشارقة، هناك فهرس في باطن الغلاف. تحوي المجلة مقدمة بعنوان مرحباً دون توقيع، عادةً ما تحوي قيماً تربوية. وليس لها رسوماً موقعةً من الرسامين، وبعض الرسوم مأخوذ من الإنترنت. تخلو المجلة تماماً من القصص الكرتونية وعدد صفحاتها 48 صفحة ملونة. لا تعتمد المجلة على التسالي لكنها تنشر مساهمات الفنانين الصغار، خاصةً في مجال الرسم، وتنشر صوراً للقراء، وهناك مسابقة تمولها إدارة الدفاع المدني بالشارقة، تعتمد المجلة أيضاً على مساهمات القراء، وهناك باب الإطفال الصغار يعده الدفاع المدني بالشارقة، بالإضافة إلى قصص مستوحاة من وحي القرآن، شعار المجلة مكتوب على الغلاف وعلى الصفحة الثانية، والمجلة تعتمد على الإعلانات وهي لا تباع، وتأخذ المجلة وجهة نظر سياسية وطنية. |
|                                    | شطور                          | أكتوبر 2000م                         | مجلة شطور هي مجلة كويتية تصدر عن وزارة الداخلية، تحت شعار "شطور صديق كل طفل"، تصدر عن مجلة "الداخلية" كملحق للأطفال. صدر العدد الأول من المجلة في أكتوبر، 2000م، وتوجَّه إلى الأطفال من سن 7 إلى 14 سنة، هناك مُقدِّمة في الصفحة الثالثة تحت عنوان "أصدقاء شطور". تحوي بعض الأعداد 6 صفحات كرتونية من بين 24 صفحة ملونة ذات قطع 21×26 سم. لا تنشر المجلة أسماء المؤلفين أو الرسامين، وتتمثل غالب التسالي في صفحات التلوين المقرونة بنصائح أمينة للأطفال. تضم المجلة أيضاً معلومات عن الدول خاصة البلاد العربية ومعلومات علمية عن الحيوان، ويضم باب التسالي الطرائف والألغاز وهل تعلم. لا تتضمن المجلة أي نوع من المسابقات، وتنشر صور القراء تحت عنوان "أصدقاء شطور" وليس هناك إشارة إلى سعر المجلة، كما أن المجلة تنشر القصص القصيرة دون ذكر اسم المؤلف أو الرسام، ليس للمجلة شعار |
| الكويت                             | شطور                          |                                      | مجلة شطور هي مجلة كويتية تصدر عن وزارة الداخلية، تحت شعار "شطور صديق كل طفل"، تصدر عن مجلة "الداخلية" كملحق للأطفال. صدر العدد الأول من المجلة في أكتوبر، 2000م، وتوجَّه إلى الأطفال من سن 7 إلى 14 سنة، هناك مُقدِّمة في الصفحة الثالثة تحت عنوان "أصدقاء شطور". تحوي بعض الأعداد 6 صفحات كرتونية من بين 24 صفحة ملونة ذات قطع 21×26 سم. لا تنشر المجلة أسماء المؤلفين أو الرسامين، وتتمثل غالب التسالي في صفحات التلوين المقرونة بنصائح أمينة للأطفال. تضم المجلة أيضاً معلومات عن الدول خاصة البلاد العربية ومعلومات علمية عن الحيوان، ويضم باب التسالي الطرائف والألغاز وهل تعلم. لا تتضمن المجلة أي نوع من المسابقات، وتنشر صور القراء تحت عنوان "أصدقاء شطور" وليس هناك إشارة إلى سعر المجلة، كما أن المجلة تنشر القصص القصيرة دون ذكر اسم المؤلف أو الرسام، ليس للمجلة شعار |
| وزارة الداخلية                     | شطور                          |                                      | مجلة شطور هي مجلة كويتية تصدر عن وزارة الداخلية، تحت شعار "شطور صديق كل طفل"، تصدر عن مجلة "الداخلية" كملحق للأطفال. صدر العدد الأول من المجلة في أكتوبر، 2000م، وتوجَّه إلى الأطفال من سن 7 إلى 14 سنة، هناك مُقدِّمة في الصفحة الثالثة تحت عنوان "أصدقاء شطور". تحوي بعض الأعداد 6 صفحات كرتونية من بين 24 صفحة ملونة ذات قطع 21×26 سم. لا تنشر المجلة أسماء المؤلفين أو الرسامين، وتتمثل غالب التسالي في صفحات التلوين المقرونة بنصائح أمينة للأطفال. تضم المجلة أيضاً معلومات عن الدول خاصة البلاد العربية ومعلومات علمية عن الحيوان، ويضم باب التسالي الطرائف والألغاز وهل تعلم. لا تتضمن المجلة أي نوع من المسابقات، وتنشر صور القراء تحت عنوان "أصدقاء شطور" وليس هناك إشارة إلى سعر المجلة، كما أن المجلة تنشر القصص القصيرة دون ذكر اسم المؤلف أو الرسام، ليس للمجلة شعار |
|                                    | شهلول                         | يناير 1968م                          | مجلة شهلول هي مجلة تونسية شهرية تصدرها لجنة التنسيق الحربي لتونس والأحواز، عن الاتحاد الجهوي للشباب. صدر العدد الأول منها في يناير 1968م، وتُصدر للأطفال من 8 إلى 16 سنة. عنوانها: 8 نهج الدبدابة تونس. الأبواب الرئيسية في المجلة هي قصص الإستربس وبها شخصيات عربية الرسم والتأليف. هناك هدايا توزع مع المجلة وتنشر المجلة كوبوناً للمسابقة، عدد صفحات الكرتون في المجلة 11 صفحة من بين 16 صفحة ملونة ذات قطع 17×24 سم، والقليل منها أبيض وأسود. تخلو المجلة من القصص القصيرة ورسوم الأصدقاء أو مساهماتهم، وليس هناك فهرس أو إعلانات، سعر العدد الرابع الصادر في أبريل عام 1968م مُيلم تونسي، وليس هناك إشارات إلى موواد العدد على الغلاف. |
| تونس                               | شهلول                         |                                      | مجلة شهلول هي مجلة تونسية شهرية تصدرها لجنة التنسيق الحربي لتونس والأحواز، عن الاتحاد الجهوي للشباب. صدر العدد الأول منها في يناير 1968م، وتُصدر للأطفال من 8 إلى 16 سنة. عنوانها: 8 نهج الدبدابة تونس. الأبواب الرئيسية في المجلة هي قصص الإستربس وبها شخصيات عربية الرسم والتأليف. هناك هدايا توزع مع المجلة وتنشر المجلة كوبوناً للمسابقة، عدد صفحات الكرتون في المجلة 11 صفحة من بين 16 صفحة ملونة ذات قطع 17×24 سم، والقليل منها أبيض وأسود. تخلو المجلة من القصص القصيرة ورسوم الأصدقاء أو مساهماتهم، وليس هناك فهرس أو إعلانات، سعر العدد الرابع الصادر في أبريل عام 1968م مُيلم تونسي، وليس هناك إشارات إلى موواد العدد على الغلاف. |
| لجنة التنسيق الحربي لتونس والأحواز | شهلول                         |                                      | مجلة شهلول هي مجلة تونسية شهرية تصدرها لجنة التنسيق الحربي لتونس والأحواز، عن الاتحاد الجهوي للشباب. صدر العدد الأول منها في يناير 1968م، وتُصدر للأطفال من 8 إلى 16 سنة. عنوانها: 8 نهج الدبدابة تونس. الأبواب الرئيسية في المجلة هي قصص الإستربس وبها شخصيات عربية الرسم والتأليف. هناك هدايا توزع مع المجلة وتنشر المجلة كوبوناً للمسابقة، عدد صفحات الكرتون في المجلة 11 صفحة من بين 16 صفحة ملونة ذات قطع 17×24 سم، والقليل منها أبيض وأسود. تخلو المجلة من القصص القصيرة ورسوم الأصدقاء أو مساهماتهم، وليس هناك فهرس أو إعلانات، سعر العدد الرابع الصادر في أبريل عام 1968م مُيلم تونسي، وليس هناك إشارات إلى موواد العدد على الغلاف. |

## ص
| الغلاف                                                | الاسم        | هوية المجلة (التاريخ، البلد، الشركة) | وصف |
| ----------------------------------------------------- | ------------ | ------------------------------------ | --- |
|                                                       | الصبيان      | 1946م                                | تأسس " مكتب النشر" عام 1946 ليقوم بإصدار مجلة الصبيان بنفس العام في معهد التربية بخت الرضا بولاية النيل الأبيض والذي كان يتبع لوزارة التربية والتعليم . |
| السودان                                               | الصبيان      |                                      | تأسس " مكتب النشر" عام 1946 ليقوم بإصدار مجلة الصبيان بنفس العام في معهد التربية بخت الرضا بولاية النيل الأبيض والذي كان يتبع لوزارة التربية والتعليم . |
| مكتب النشر                                            | الصبيان      |                                      | تأسس " مكتب النشر" عام 1946 ليقوم بإصدار مجلة الصبيان بنفس العام في معهد التربية بخت الرضا بولاية النيل الأبيض والذي كان يتبع لوزارة التربية والتعليم . |
|                                                       | صندوق الدنيا | 1997م                                | مجلة صندوق الدنيا هي مجلة مصرية شهرية تصدر عن مجلة "الشباب وعلوم المستقبل" بالتعاون مع الجمعية المصرية لنشر المعرفة والثقافة العالمية عن مؤسسة الأهرام. صدر العدد الأول من المجلة في مارس، 1977م مع صدور مجلة "الشباب وعلوم المستقبل" وعقب توقف مجلة "الطليعة". على ترويسة الصفحة الثالثة من المجلة إشارة إلى أنها مجلة تربوية شهرية تصدر عن الجمعية المصرية وعنوانها 1081 كورنيش النيل، گاردن سيتي. |
| مصر                                                   | صندوق الدنيا |                                      | مجلة صندوق الدنيا هي مجلة مصرية شهرية تصدر عن مجلة "الشباب وعلوم المستقبل" بالتعاون مع الجمعية المصرية لنشر المعرفة والثقافة العالمية عن مؤسسة الأهرام. صدر العدد الأول من المجلة في مارس، 1977م مع صدور مجلة "الشباب وعلوم المستقبل" وعقب توقف مجلة "الطليعة". على ترويسة الصفحة الثالثة من المجلة إشارة إلى أنها مجلة تربوية شهرية تصدر عن الجمعية المصرية وعنوانها 1081 كورنيش النيل، گاردن سيتي. |
| "الشباب وعلوم المستقبل"                               | صندوق الدنيا |                                      | مجلة صندوق الدنيا هي مجلة مصرية شهرية تصدر عن مجلة "الشباب وعلوم المستقبل" بالتعاون مع الجمعية المصرية لنشر المعرفة والثقافة العالمية عن مؤسسة الأهرام. صدر العدد الأول من المجلة في مارس، 1977م مع صدور مجلة "الشباب وعلوم المستقبل" وعقب توقف مجلة "الطليعة". على ترويسة الصفحة الثالثة من المجلة إشارة إلى أنها مجلة تربوية شهرية تصدر عن الجمعية المصرية وعنوانها 1081 كورنيش النيل، گاردن سيتي. |
|                                                       | صوت العصافير | نوڤمبر 1998م                         | مجلة صوت العصافير هي مجلة إماراتية شهرية تصدر عن إدارة الإعلام والعلاقات العامة بالمجلس الأعلى للطفولة، حكومة الشارقة، صدر العدد التجريبي الثاني منها في نوفمبر 1998م، العنوان: الشارقة، ص.ب: 33472، شعارها "مجلة الطفل العربي"، ليس هناك إشارة إلى هيئة التحرير. تعتمد المجلة على التأليف والترجمة حيث تنشر القصص الكرتونية التي تصل إلى 16 صفحة من بين 50 صفحة ملونة مطبوعة على ورق مصقول. تهتم المجلة بنشر الشعر بشكل ملحوظ، والقصص القصيرة، وتهتم أيضاً بنشر المعلومات والثقافة العامة، كما أنها تعتمد على الرسوم والتأليف المحلي والعربي، وقصص الخيال العلمي. تخلو المجلة من المسابقات ومن الإعلانات، تنشر صورَ القراء، كما تنشر المجلة رسوماتهم. ليس على المجلة إشارة أنها للبيع. |
| الإمارات العربية المتحدة                              | صوت العصافير |                                      | مجلة صوت العصافير هي مجلة إماراتية شهرية تصدر عن إدارة الإعلام والعلاقات العامة بالمجلس الأعلى للطفولة، حكومة الشارقة، صدر العدد التجريبي الثاني منها في نوفمبر 1998م، العنوان: الشارقة، ص.ب: 33472، شعارها "مجلة الطفل العربي"، ليس هناك إشارة إلى هيئة التحرير. تعتمد المجلة على التأليف والترجمة حيث تنشر القصص الكرتونية التي تصل إلى 16 صفحة من بين 50 صفحة ملونة مطبوعة على ورق مصقول. تهتم المجلة بنشر الشعر بشكل ملحوظ، والقصص القصيرة، وتهتم أيضاً بنشر المعلومات والثقافة العامة، كما أنها تعتمد على الرسوم والتأليف المحلي والعربي، وقصص الخيال العلمي. تخلو المجلة من المسابقات ومن الإعلانات، تنشر صورَ القراء، كما تنشر المجلة رسوماتهم. ليس على المجلة إشارة أنها للبيع. |
| إدارة الإعلام والعلاقات العامة بالمجلس الأعلى للطفولة | صوت العصافير |                                      | مجلة صوت العصافير هي مجلة إماراتية شهرية تصدر عن إدارة الإعلام والعلاقات العامة بالمجلس الأعلى للطفولة، حكومة الشارقة، صدر العدد التجريبي الثاني منها في نوفمبر 1998م، العنوان: الشارقة، ص.ب: 33472، شعارها "مجلة الطفل العربي"، ليس هناك إشارة إلى هيئة التحرير. تعتمد المجلة على التأليف والترجمة حيث تنشر القصص الكرتونية التي تصل إلى 16 صفحة من بين 50 صفحة ملونة مطبوعة على ورق مصقول. تهتم المجلة بنشر الشعر بشكل ملحوظ، والقصص القصيرة، وتهتم أيضاً بنشر المعلومات والثقافة العامة، كما أنها تعتمد على الرسوم والتأليف المحلي والعربي، وقصص الخيال العلمي. تخلو المجلة من المسابقات ومن الإعلانات، تنشر صورَ القراء، كما تنشر المجلة رسوماتهم. ليس على المجلة إشارة أنها للبيع. |

## ط
| الغلاف            | الاسم | هوية المجلة (التاريخ، البلد، الشركة) | وصف |
| ----------------- | ----- | ------------------------------------ | --- |
|                   | طارق  | 1971م                                | مجلة طارق هي مجلة لبنانية شهرية تصدر عن دار المطبوعات المصورة. صدر العدد الأول منها عام 1971م، وهي من المجلات التي تعتمد على نشر القصص الكرتونية الأمريكية المترجمة. تترأس تحريرها ليلى شاهين داكروز، ويُدير تحريرها ليلى شقال. تنشر المجلة قصصاً أغلبها قصص ذات طابع غربي أمريكي بشكل مُشابه لمجلة بونانزا، إلا أن المواد التحريرية أكثر عدداً وكثافة. كما تنشر المجلة أكثر من قصة أبطالها من الهنود الحمر. سعر المجلة 50 قرشاً لبنانياً، وقطعها 24×17 سم، عدد الصفحات الكرتونية تصل إلى 21 صفحة من بين 34 صفحة جميعها بالأبيض والأسود، وبقية الصفحات تضم تسالي ومسابقات وإعلانات عن مطبوعات الدار. |
| لبنان             | طارق  |                                      | مجلة طارق هي مجلة لبنانية شهرية تصدر عن دار المطبوعات المصورة. صدر العدد الأول منها عام 1971م، وهي من المجلات التي تعتمد على نشر القصص الكرتونية الأمريكية المترجمة. تترأس تحريرها ليلى شاهين داكروز، ويُدير تحريرها ليلى شقال. تنشر المجلة قصصاً أغلبها قصص ذات طابع غربي أمريكي بشكل مُشابه لمجلة بونانزا، إلا أن المواد التحريرية أكثر عدداً وكثافة. كما تنشر المجلة أكثر من قصة أبطالها من الهنود الحمر. سعر المجلة 50 قرشاً لبنانياً، وقطعها 24×17 سم، عدد الصفحات الكرتونية تصل إلى 21 صفحة من بين 34 صفحة جميعها بالأبيض والأسود، وبقية الصفحات تضم تسالي ومسابقات وإعلانات عن مطبوعات الدار. |
| المطبوعات المصورة | طارق  |                                      | مجلة طارق هي مجلة لبنانية شهرية تصدر عن دار المطبوعات المصورة. صدر العدد الأول منها عام 1971م، وهي من المجلات التي تعتمد على نشر القصص الكرتونية الأمريكية المترجمة. تترأس تحريرها ليلى شاهين داكروز، ويُدير تحريرها ليلى شقال. تنشر المجلة قصصاً أغلبها قصص ذات طابع غربي أمريكي بشكل مُشابه لمجلة بونانزا، إلا أن المواد التحريرية أكثر عدداً وكثافة. كما تنشر المجلة أكثر من قصة أبطالها من الهنود الحمر. سعر المجلة 50 قرشاً لبنانياً، وقطعها 24×17 سم، عدد الصفحات الكرتونية تصل إلى 21 صفحة من بين 34 صفحة جميعها بالأبيض والأسود، وبقية الصفحات تضم تسالي ومسابقات وإعلانات عن مطبوعات الدار. |
|                   | طرزان | 1980م                                | مجلة طرزان هي مجلة لبنانية أسبوعية تصدر عن مؤسسة بساط الريح. شعارها: "سلسلة الهواة المصورة". عنوانها: بيروت، شارع المقدسي، بناية حنا. صدر العدد الأول منها عام 1980م، يُشرف عليها هنري ماتيوس. تُوجه المجلة إلى الشباب والأطفال، شخصيتها الرئيسة هي طرزان إلا أن هناك قصص أيضاً عن شمشون وبعض الأبطال. عدد صفحات الكرتون تصل إلى 22 صفحة بالأبيض والأسود من بين 32 صفحة ذات قطع 17×24 سم. ليس للمجلة أبواب ثابتة ولا توجد إشارة إلى المؤلف أو الرسام الأصلي أو إلى الطاقم التحريري. تعتمد المجلة في بعض أعدادها على التسالي، المسابقات والأبواب العلمية: مثل مسابقة طرزان الكبرى. مساهمة القراء محدودة للغاية في بعض الأعداد، ولا توجد ملاحق للمجلة ولا تنشر صوراً للقراء. سعر المجلة في لبنان 600 قرش لبناني، جمعت المؤسسة أعداد المجلات في مجموعات تضم كل منها 3 أعداد أو أكثر توزع معاً. |
| لبنان             | طرزان |                                      | مجلة طرزان هي مجلة لبنانية أسبوعية تصدر عن مؤسسة بساط الريح. شعارها: "سلسلة الهواة المصورة". عنوانها: بيروت، شارع المقدسي، بناية حنا. صدر العدد الأول منها عام 1980م، يُشرف عليها هنري ماتيوس. تُوجه المجلة إلى الشباب والأطفال، شخصيتها الرئيسة هي طرزان إلا أن هناك قصص أيضاً عن شمشون وبعض الأبطال. عدد صفحات الكرتون تصل إلى 22 صفحة بالأبيض والأسود من بين 32 صفحة ذات قطع 17×24 سم. ليس للمجلة أبواب ثابتة ولا توجد إشارة إلى المؤلف أو الرسام الأصلي أو إلى الطاقم التحريري. تعتمد المجلة في بعض أعدادها على التسالي، المسابقات والأبواب العلمية: مثل مسابقة طرزان الكبرى. مساهمة القراء محدودة للغاية في بعض الأعداد، ولا توجد ملاحق للمجلة ولا تنشر صوراً للقراء. سعر المجلة في لبنان 600 قرش لبناني، جمعت المؤسسة أعداد المجلات في مجموعات تضم كل منها 3 أعداد أو أكثر توزع معاً. |
| مؤسسة بساط الريح  | طرزان |                                      | مجلة طرزان هي مجلة لبنانية أسبوعية تصدر عن مؤسسة بساط الريح. شعارها: "سلسلة الهواة المصورة". عنوانها: بيروت، شارع المقدسي، بناية حنا. صدر العدد الأول منها عام 1980م، يُشرف عليها هنري ماتيوس. تُوجه المجلة إلى الشباب والأطفال، شخصيتها الرئيسة هي طرزان إلا أن هناك قصص أيضاً عن شمشون وبعض الأبطال. عدد صفحات الكرتون تصل إلى 22 صفحة بالأبيض والأسود من بين 32 صفحة ذات قطع 17×24 سم. ليس للمجلة أبواب ثابتة ولا توجد إشارة إلى المؤلف أو الرسام الأصلي أو إلى الطاقم التحريري. تعتمد المجلة في بعض أعدادها على التسالي، المسابقات والأبواب العلمية: مثل مسابقة طرزان الكبرى. مساهمة القراء محدودة للغاية في بعض الأعداد، ولا توجد ملاحق للمجلة ولا تنشر صوراً للقراء. سعر المجلة في لبنان 600 قرش لبناني، جمعت المؤسسة أعداد المجلات في مجموعات تضم كل منها 3 أعداد أو أكثر توزع معاً. |
|                   | طفولة | يناير 1993م                          | مجلة الطفولة هي مجلة يمنية شهرية مصورة مخصصة للأطفال. صدرت على نفقة الكاتبة اليمنية نجيبة محمود حداد وهي رئيسة تحرير المجلة وبدعم من منظمة اليونيسيف بصنعاء. صدر العدد الأول منها في يناير 1993م، ويتولى عدنان جمعة إدارة تحرير المجلة. تُوجَّه المجلة إلى الأطفال من سن 8 إلى 16 سنة، وتعتمد على المقالات المُطوَّلة والقصص والمسابقات والقصص الكرتونية، وهناك مواد كثيرة مترجمة. حيث تحوي المجلة على 14 صفحة كرتونية من بين 32 صفحة ذات قطع 24×33 سم. |
| اليمن             | طفولة |                                      | مجلة الطفولة هي مجلة يمنية شهرية مصورة مخصصة للأطفال. صدرت على نفقة الكاتبة اليمنية نجيبة محمود حداد وهي رئيسة تحرير المجلة وبدعم من منظمة اليونيسيف بصنعاء. صدر العدد الأول منها في يناير 1993م، ويتولى عدنان جمعة إدارة تحرير المجلة. تُوجَّه المجلة إلى الأطفال من سن 8 إلى 16 سنة، وتعتمد على المقالات المُطوَّلة والقصص والمسابقات والقصص الكرتونية، وهناك مواد كثيرة مترجمة. حيث تحوي المجلة على 14 صفحة كرتونية من بين 32 صفحة ذات قطع 24×33 سم. |
| منظمة اليونيسيف   | طفولة |                                      | مجلة الطفولة هي مجلة يمنية شهرية مصورة مخصصة للأطفال. صدرت على نفقة الكاتبة اليمنية نجيبة محمود حداد وهي رئيسة تحرير المجلة وبدعم من منظمة اليونيسيف بصنعاء. صدر العدد الأول منها في يناير 1993م، ويتولى عدنان جمعة إدارة تحرير المجلة. تُوجَّه المجلة إلى الأطفال من سن 8 إلى 16 سنة، وتعتمد على المقالات المُطوَّلة والقصص والمسابقات والقصص الكرتونية، وهناك مواد كثيرة مترجمة. حيث تحوي المجلة على 14 صفحة كرتونية من بين 32 صفحة ذات قطع 24×33 سم. |

## ع
| الغلاف                         | الاسم             | هوية المجلة (التاريخ، البلد، الشركة) | وصف |
| ------------------------------ | ----------------- | ------------------------------------ | --- |
|                                | عالم الصغار       | 1994م                                | مجلة عالم الصغار هي مجلة ليبية شهرية تصدر عن مؤسسة الحضارة المحدودة للإعلام، صدر العدد التجريبي الأول في أبريل عام 1994م. |
| ليبيا                          | عالم الصغار       |                                      | مجلة عالم الصغار هي مجلة ليبية شهرية تصدر عن مؤسسة الحضارة المحدودة للإعلام، صدر العدد التجريبي الأول في أبريل عام 1994م. |
| مؤسسة الحضارة المحدودة للإعلام | عالم الصغار       |                                      | مجلة عالم الصغار هي مجلة ليبية شهرية تصدر عن مؤسسة الحضارة المحدودة للإعلام، صدر العدد التجريبي الأول في أبريل عام 1994م. |
|                                | العربي الصغير     | فبراير 1986م                         | مجلة العربي الصغير هي مجلة شهرية مخصصة للأطفال، تصدر بالتزامن مع مجلة العربي وقد صدر العدد الأول منها في فبراير عام 1986. بعد أن كانت تصدر ككتيب يوزع مع مجلة العربي بداية من عام 1958. وهى تصدر شهريا عن وزارة الإعلام بدولة الكويت وتنشر في كثير من دول العالم. |
| الكويت                         | العربي الصغير     |                                      | مجلة العربي الصغير هي مجلة شهرية مخصصة للأطفال، تصدر بالتزامن مع مجلة العربي وقد صدر العدد الأول منها في فبراير عام 1986. بعد أن كانت تصدر ككتيب يوزع مع مجلة العربي بداية من عام 1958. وهى تصدر شهريا عن وزارة الإعلام بدولة الكويت وتنشر في كثير من دول العالم. |
| وزارة الإعلام                  | العربي الصغير     |                                      | مجلة العربي الصغير هي مجلة شهرية مخصصة للأطفال، تصدر بالتزامن مع مجلة العربي وقد صدر العدد الأول منها في فبراير عام 1986. بعد أن كانت تصدر ككتيب يوزع مع مجلة العربي بداية من عام 1958. وهى تصدر شهريا عن وزارة الإعلام بدولة الكويت وتنشر في كثير من دول العالم. |
|                                | عرفان             | يونيو 1966م                          | مجلة عرفان هي مجلة تونسية شهرية تصدر عن الاتحاد التونسي لمنظمات الشباب. صدر العدد الأول منها في يونيو 1966م. شعار المجلة هو "مجلة الأطفال في كل مكان". ليس للمجلة مقدمة، وتحوي صفحات كرتونية تبلغ حوالي 11 صفحة من بين 36 صفحة ملونة. حيث تعتمد المجلة على القصص والشعر، وأيضاً على العلوم، والمعارف العامة مثل "التلوث مشكلة الساعة"، و"كن ماهراً" كما تنشر مسرحيات للأطفال ذات الفصل الواحد. |
| تونس                           | عرفان             |                                      | مجلة عرفان هي مجلة تونسية شهرية تصدر عن الاتحاد التونسي لمنظمات الشباب. صدر العدد الأول منها في يونيو 1966م. شعار المجلة هو "مجلة الأطفال في كل مكان". ليس للمجلة مقدمة، وتحوي صفحات كرتونية تبلغ حوالي 11 صفحة من بين 36 صفحة ملونة. حيث تعتمد المجلة على القصص والشعر، وأيضاً على العلوم، والمعارف العامة مثل "التلوث مشكلة الساعة"، و"كن ماهراً" كما تنشر مسرحيات للأطفال ذات الفصل الواحد. |
| الاتحاد التونسي لمنظمات الشباب | عرفان             |                                      | مجلة عرفان هي مجلة تونسية شهرية تصدر عن الاتحاد التونسي لمنظمات الشباب. صدر العدد الأول منها في يونيو 1966م. شعار المجلة هو "مجلة الأطفال في كل مكان". ليس للمجلة مقدمة، وتحوي صفحات كرتونية تبلغ حوالي 11 صفحة من بين 36 صفحة ملونة. حيث تعتمد المجلة على القصص والشعر، وأيضاً على العلوم، والمعارف العامة مثل "التلوث مشكلة الساعة"، و"كن ماهراً" كما تنشر مسرحيات للأطفال ذات الفصل الواحد. |
|                                | علاء الدين (مجلة) | يوليو، 1994م                         | مجلة علاء الدين هي مجلة مصرية أسبوعية تصدر كل خميس عن مؤسسة الأهرام. صدر العدد الأول منها في الأول من يوليو، 1994م.توجه المجلة إلى الأطفال من سن 7 حتى 17 سنة. الشخصية الرئيسة التي أخذت اسم المجلة هي علاء الدين، وهو بطل مصري من تأليف محمد المنسي قنديل، ورسوم وليد نايف. وتنشر المجلة قصصاً عربية لمؤلفين عرب أغلبهم من مصر، ونادراً ما تعتمد على المصادر العالمية مثل "مغامرات سلاحف النينجا". |
| مصر                            | علاء الدين (مجلة) |                                      | مجلة علاء الدين هي مجلة مصرية أسبوعية تصدر كل خميس عن مؤسسة الأهرام. صدر العدد الأول منها في الأول من يوليو، 1994م.توجه المجلة إلى الأطفال من سن 7 حتى 17 سنة. الشخصية الرئيسة التي أخذت اسم المجلة هي علاء الدين، وهو بطل مصري من تأليف محمد المنسي قنديل، ورسوم وليد نايف. وتنشر المجلة قصصاً عربية لمؤلفين عرب أغلبهم من مصر، ونادراً ما تعتمد على المصادر العالمية مثل "مغامرات سلاحف النينجا". |
| مؤسسة الأهرام                  | علاء الدين (مجلة) |                                      | مجلة علاء الدين هي مجلة مصرية أسبوعية تصدر كل خميس عن مؤسسة الأهرام. صدر العدد الأول منها في الأول من يوليو، 1994م.توجه المجلة إلى الأطفال من سن 7 حتى 17 سنة. الشخصية الرئيسة التي أخذت اسم المجلة هي علاء الدين، وهو بطل مصري من تأليف محمد المنسي قنديل، ورسوم وليد نايف. وتنشر المجلة قصصاً عربية لمؤلفين عرب أغلبهم من مصر، ونادراً ما تعتمد على المصادر العالمية مثل "مغامرات سلاحف النينجا". |
|                                | علي بابا (مجلة)   | 26 سبتمبر، 1951م                     | مجلة علي بابا هي مجلة مصرية أسبوعية تصدر كل يوم جمعة عن شركة الشمرلي. صدر العدد الأول منها في 26 سبتمبر، 1951م تحت شعار: "مجلة فكاهية ثقافية مصورة" صاحبها أحمد حسين الشمرلي بإدارة دار شركة الشمرلي. عنوانها: شارع المنجلة، عمارة البحار، مصر. ويترأس تحريرها محمد عبد القادر المازني، سكرتير التحرير أبو بثينة، ويرسمها مصطفى كمال. |
| مصر                            | علي بابا (مجلة)   |                                      | مجلة علي بابا هي مجلة مصرية أسبوعية تصدر كل يوم جمعة عن شركة الشمرلي. صدر العدد الأول منها في 26 سبتمبر، 1951م تحت شعار: "مجلة فكاهية ثقافية مصورة" صاحبها أحمد حسين الشمرلي بإدارة دار شركة الشمرلي. عنوانها: شارع المنجلة، عمارة البحار، مصر. ويترأس تحريرها محمد عبد القادر المازني، سكرتير التحرير أبو بثينة، ويرسمها مصطفى كمال. |
| شركة الشمرلي                   | علي بابا (مجلة)   |                                      | مجلة علي بابا هي مجلة مصرية أسبوعية تصدر كل يوم جمعة عن شركة الشمرلي. صدر العدد الأول منها في 26 سبتمبر، 1951م تحت شعار: "مجلة فكاهية ثقافية مصورة" صاحبها أحمد حسين الشمرلي بإدارة دار شركة الشمرلي. عنوانها: شارع المنجلة، عمارة البحار، مصر. ويترأس تحريرها محمد عبد القادر المازني، سكرتير التحرير أبو بثينة، ويرسمها مصطفى كمال. |
|                                | العملاق (مجلة)    | 1977م                                | مجلة العملاق هي مجلة لبنانية أسبوعية، تصدر عن دار المطبوعات المصورة. رئيس تحريرها والمدير المسؤول هو شاهين داكروز، ومدير التحرير: نجاة جريديني، عنوانها: شارع الحمراء، مبنى مركز صباغ، بيروت، القطع: 17×24 سم، صدرت أول مرة عام 1977م. تعتمد المجلة عموماً على الترجمة. وتوجه إلى سن من 8 إلى 18 سنة دون الإشارة إلى ذلك، وليس هناك مقدمة للسلسلة التي تنشرها المجلة في كل عدد. تعتمد المجلة على كارتون باك روجرز وفلاش جوردن، بشكل رئيس، حيث يبلغ عدد الصفحات 42 صفحة من بين 52 صفحة، تحوي في بقية الصفحات على أبواب التسلية عن الفروق بين الرسوم، والمتاهات، وكلمة السر، والطرائف. |
| لبنان                          | العملاق (مجلة)    |                                      | مجلة العملاق هي مجلة لبنانية أسبوعية، تصدر عن دار المطبوعات المصورة. رئيس تحريرها والمدير المسؤول هو شاهين داكروز، ومدير التحرير: نجاة جريديني، عنوانها: شارع الحمراء، مبنى مركز صباغ، بيروت، القطع: 17×24 سم، صدرت أول مرة عام 1977م. تعتمد المجلة عموماً على الترجمة. وتوجه إلى سن من 8 إلى 18 سنة دون الإشارة إلى ذلك، وليس هناك مقدمة للسلسلة التي تنشرها المجلة في كل عدد. تعتمد المجلة على كارتون باك روجرز وفلاش جوردن، بشكل رئيس، حيث يبلغ عدد الصفحات 42 صفحة من بين 52 صفحة، تحوي في بقية الصفحات على أبواب التسلية عن الفروق بين الرسوم، والمتاهات، وكلمة السر، والطرائف. |
| المطبوعات المصورة              | العملاق (مجلة)    |                                      | مجلة العملاق هي مجلة لبنانية أسبوعية، تصدر عن دار المطبوعات المصورة. رئيس تحريرها والمدير المسؤول هو شاهين داكروز، ومدير التحرير: نجاة جريديني، عنوانها: شارع الحمراء، مبنى مركز صباغ، بيروت، القطع: 17×24 سم، صدرت أول مرة عام 1977م. تعتمد المجلة عموماً على الترجمة. وتوجه إلى سن من 8 إلى 18 سنة دون الإشارة إلى ذلك، وليس هناك مقدمة للسلسلة التي تنشرها المجلة في كل عدد. تعتمد المجلة على كارتون باك روجرز وفلاش جوردن، بشكل رئيس، حيث يبلغ عدد الصفحات 42 صفحة من بين 52 صفحة، تحوي في بقية الصفحات على أبواب التسلية عن الفروق بين الرسوم، والمتاهات، وكلمة السر، والطرائف. |
|                                | عنتر (مجلة)       |                                      | مجلة عنتر هي مجلة لبنانية تصدر عن مؤسسة بساط الريح بإشراف لجنة من الجامعيين. شعارها «السلسلة التاريخية المصورة للكبار والصغار» صدر العدد الأول منها عام 1977م، بقطع 18×24 سم. تروي المجلة حياة ومغامرات عنترة بن شداد في كل مراحلها. حيث يتضمن كل عدد قصةً كرتونيةً كاملة من مغامرات عنترة مرسومة في 26 صفحة من بين 36 بالمجمل، وتتضمن بقية الصفحات التسالي وأغلب الصفحات المتبقية مأخوذة من مجلات ومصادر عالمية. |
| لبنان                          | عنتر (مجلة)       |                                      | مجلة عنتر هي مجلة لبنانية تصدر عن مؤسسة بساط الريح بإشراف لجنة من الجامعيين. شعارها «السلسلة التاريخية المصورة للكبار والصغار» صدر العدد الأول منها عام 1977م، بقطع 18×24 سم. تروي المجلة حياة ومغامرات عنترة بن شداد في كل مراحلها. حيث يتضمن كل عدد قصةً كرتونيةً كاملة من مغامرات عنترة مرسومة في 26 صفحة من بين 36 بالمجمل، وتتضمن بقية الصفحات التسالي وأغلب الصفحات المتبقية مأخوذة من مجلات ومصادر عالمية. |
|                                | عنتر (مجلة)       |                                      | مجلة عنتر هي مجلة لبنانية تصدر عن مؤسسة بساط الريح بإشراف لجنة من الجامعيين. شعارها «السلسلة التاريخية المصورة للكبار والصغار» صدر العدد الأول منها عام 1977م، بقطع 18×24 سم. تروي المجلة حياة ومغامرات عنترة بن شداد في كل مراحلها. حيث يتضمن كل عدد قصةً كرتونيةً كاملة من مغامرات عنترة مرسومة في 26 صفحة من بين 36 بالمجمل، وتتضمن بقية الصفحات التسالي وأغلب الصفحات المتبقية مأخوذة من مجلات ومصادر عالمية. |

## غ
| الغلاف     | الاسم     | هوية المجلة (التاريخ، البلد، الشركة) | وصف |
| ---------- | --------- | ------------------------------------ | --- |
|            | غريندايزر | 1966م                                | مجلة غرندايزر هي مجلة لبنانية أسبوعية تصدر صباح كل أربعاء عن دار ميوزيك ببيروت، وهي مترجمة من مجموعة مارفل للقصص المصورة، صدرت أول مرة عام 1966م. تُوجه المجلة إلى سن الثامنة حتى ما فوق العشرين، باعتبار أن المجلة تعتمد على القصص المصورة، من شخصياتها: غرندايزر، ودايسكي، وهيكارو، كما تنشر المجلة قصص "الرجل العنكبوت" كاملةً. تنشر المجلة 20 صفحة ألوان من القصص الكرتونية من بين 32 صفحة ملونة ذات قطع 17×24 سم، وليس هناك إشارة إلى المؤلفين أو الرسامين في المجلة لكن كل المواد تخص شركة مارفل، ولا تحوي المجلة على مسابقات، رغم وجود التسالي في بعض الأحيان. |
| لبنان      | غريندايزر |                                      | مجلة غرندايزر هي مجلة لبنانية أسبوعية تصدر صباح كل أربعاء عن دار ميوزيك ببيروت، وهي مترجمة من مجموعة مارفل للقصص المصورة، صدرت أول مرة عام 1966م. تُوجه المجلة إلى سن الثامنة حتى ما فوق العشرين، باعتبار أن المجلة تعتمد على القصص المصورة، من شخصياتها: غرندايزر، ودايسكي، وهيكارو، كما تنشر المجلة قصص "الرجل العنكبوت" كاملةً. تنشر المجلة 20 صفحة ألوان من القصص الكرتونية من بين 32 صفحة ملونة ذات قطع 17×24 سم، وليس هناك إشارة إلى المؤلفين أو الرسامين في المجلة لكن كل المواد تخص شركة مارفل، ولا تحوي المجلة على مسابقات، رغم وجود التسالي في بعض الأحيان. |
| دار ميوزيك | غريندايزر |                                      | مجلة غرندايزر هي مجلة لبنانية أسبوعية تصدر صباح كل أربعاء عن دار ميوزيك ببيروت، وهي مترجمة من مجموعة مارفل للقصص المصورة، صدرت أول مرة عام 1966م. تُوجه المجلة إلى سن الثامنة حتى ما فوق العشرين، باعتبار أن المجلة تعتمد على القصص المصورة، من شخصياتها: غرندايزر، ودايسكي، وهيكارو، كما تنشر المجلة قصص "الرجل العنكبوت" كاملةً. تنشر المجلة 20 صفحة ألوان من القصص الكرتونية من بين 32 صفحة ملونة ذات قطع 17×24 سم، وليس هناك إشارة إلى المؤلفين أو الرسامين في المجلة لكن كل المواد تخص شركة مارفل، ولا تحوي المجلة على مسابقات، رغم وجود التسالي في بعض الأحيان. |

## ف
| الغلاف                                                     | الاسم     | هوية المجلة (التاريخ، البلد، الشركة) | وصف |
| ---------------------------------------------------------- | --------- | ------------------------------------ | --- |
|                                                            | فتى الأمن | يونيو 2003م                          | مجلة فتى الأمن هي ملحق لبناني شهري يصدر عن مجلة الزمن الشهرية، رئيس تحرير مجلة فتى الأمن أحمد الأيوبي، صدر العدد 114 من مجلة الزمن في يونيو 2003م. قطع المجلة 21×14 سم تحوي 32 صفحة ملونة. تعتمد المجلة على الصور أكثر منها على الرسوم، كما يستعين الملحق بالكثير من صور من مراجع عالمية، تنشر المجلة صور الأصدقاء، ولا تنشر الكارتون، وتهتم بالمعلوماتية والتسالي، كما تنشر رسوم الأصدقاء وهناك مسابقات مدفوعة الجوائز وتنشر حلول العدد الأسبق، الملحق يباع مع المجلة وهو يخلو من الإعلانات. |
| لبنان                                                      | فتى الأمن |                                      | مجلة فتى الأمن هي ملحق لبناني شهري يصدر عن مجلة الزمن الشهرية، رئيس تحرير مجلة فتى الأمن أحمد الأيوبي، صدر العدد 114 من مجلة الزمن في يونيو 2003م. قطع المجلة 21×14 سم تحوي 32 صفحة ملونة. تعتمد المجلة على الصور أكثر منها على الرسوم، كما يستعين الملحق بالكثير من صور من مراجع عالمية، تنشر المجلة صور الأصدقاء، ولا تنشر الكارتون، وتهتم بالمعلوماتية والتسالي، كما تنشر رسوم الأصدقاء وهناك مسابقات مدفوعة الجوائز وتنشر حلول العدد الأسبق، الملحق يباع مع المجلة وهو يخلو من الإعلانات. |
| مجلة الزمن الشهرية                                         | فتى الأمن |                                      | مجلة فتى الأمن هي ملحق لبناني شهري يصدر عن مجلة الزمن الشهرية، رئيس تحرير مجلة فتى الأمن أحمد الأيوبي، صدر العدد 114 من مجلة الزمن في يونيو 2003م. قطع المجلة 21×14 سم تحوي 32 صفحة ملونة. تعتمد المجلة على الصور أكثر منها على الرسوم، كما يستعين الملحق بالكثير من صور من مراجع عالمية، تنشر المجلة صور الأصدقاء، ولا تنشر الكارتون، وتهتم بالمعلوماتية والتسالي، كما تنشر رسوم الأصدقاء وهناك مسابقات مدفوعة الجوائز وتنشر حلول العدد الأسبق، الملحق يباع مع المجلة وهو يخلو من الإعلانات. |
|                                                            | فتيات     | مايو 2003م                           | مجلة فتيات هي مجلة إماراتية شهرية مصورة مخصصة للفتيات تصدر عن المؤسسة العربية للصحافة والطباعة والنشر والتوزيع بالإمارات، وهي مجلة مستقلة كانت في السابق ملحقاً يصدر بمجلة المرأة اليوم. يتولى رئاسة التحرير ناصر الظاهري، صدر العدد الأول في مايو 2003م، وهي مجلة مترجمة عن مجلة أمريكية إيطالية باسم Witches يكتبها فرات فرانشيسكوارتيباني وأليزابيثا نيوني، ويتولى التحرير يمام سامي، وهي مأخوذة من شركة والت ديزني. |
| الإمارات العربية المتحدة                                   | فتيات     |                                      | مجلة فتيات هي مجلة إماراتية شهرية مصورة مخصصة للفتيات تصدر عن المؤسسة العربية للصحافة والطباعة والنشر والتوزيع بالإمارات، وهي مجلة مستقلة كانت في السابق ملحقاً يصدر بمجلة المرأة اليوم. يتولى رئاسة التحرير ناصر الظاهري، صدر العدد الأول في مايو 2003م، وهي مجلة مترجمة عن مجلة أمريكية إيطالية باسم Witches يكتبها فرات فرانشيسكوارتيباني وأليزابيثا نيوني، ويتولى التحرير يمام سامي، وهي مأخوذة من شركة والت ديزني. |
| المؤسسة العربية للصحافة والطباعة والنشر والتوزيع بالإمارات | فتيات     |                                      | مجلة فتيات هي مجلة إماراتية شهرية مصورة مخصصة للفتيات تصدر عن المؤسسة العربية للصحافة والطباعة والنشر والتوزيع بالإمارات، وهي مجلة مستقلة كانت في السابق ملحقاً يصدر بمجلة المرأة اليوم. يتولى رئاسة التحرير ناصر الظاهري، صدر العدد الأول في مايو 2003م، وهي مجلة مترجمة عن مجلة أمريكية إيطالية باسم Witches يكتبها فرات فرانشيسكوارتيباني وأليزابيثا نيوني، ويتولى التحرير يمام سامي، وهي مأخوذة من شركة والت ديزني. |
|                                                            | فراس      | رجب 1419هـ                           | مجلة فراس هي مجلة أسبوعية تصدر عن مؤسسة آلاء للتوزيع والإنتاج الفني بلندن، وصدرت شهرياً لأكثر من خمسين عدداً. رئيس تحريرها: خلف بن عبد الله السليمان. عنوان المجلة: ص.ب 17858: جدة 21494. صدر العدد الأول منها في رجب 1419هـ، إخراج المجلة لممدوح الفرماوي. توجه المجلة إلى سن الفتيان والفتيات. وتحوي المجلة مقدمة يكتبها رئيس التحرير يخاطب فيها الكبار. ليس في المجلة شخصيات رئيسية متكررة. ويغلب على المجلة طابق التوجيه الأخلاقي المباشر. تضم المجلة 19 صفحة من بين 52 صفحة من الرسومات يرسمها رسامون عرب. كما تحوي المجلة على إعلانات عن سيارات أو ألبان الأطفال، وجميع صفحاتها ملونة. |
| السعودية                                                   | فراس      |                                      | مجلة فراس هي مجلة أسبوعية تصدر عن مؤسسة آلاء للتوزيع والإنتاج الفني بلندن، وصدرت شهرياً لأكثر من خمسين عدداً. رئيس تحريرها: خلف بن عبد الله السليمان. عنوان المجلة: ص.ب 17858: جدة 21494. صدر العدد الأول منها في رجب 1419هـ، إخراج المجلة لممدوح الفرماوي. توجه المجلة إلى سن الفتيان والفتيات. وتحوي المجلة مقدمة يكتبها رئيس التحرير يخاطب فيها الكبار. ليس في المجلة شخصيات رئيسية متكررة. ويغلب على المجلة طابق التوجيه الأخلاقي المباشر. تضم المجلة 19 صفحة من بين 52 صفحة من الرسومات يرسمها رسامون عرب. كما تحوي المجلة على إعلانات عن سيارات أو ألبان الأطفال، وجميع صفحاتها ملونة. |
| مؤسسة آلاء للتوزيع والإنتاج الفني                          | فراس      |                                      | مجلة فراس هي مجلة أسبوعية تصدر عن مؤسسة آلاء للتوزيع والإنتاج الفني بلندن، وصدرت شهرياً لأكثر من خمسين عدداً. رئيس تحريرها: خلف بن عبد الله السليمان. عنوان المجلة: ص.ب 17858: جدة 21494. صدر العدد الأول منها في رجب 1419هـ، إخراج المجلة لممدوح الفرماوي. توجه المجلة إلى سن الفتيان والفتيات. وتحوي المجلة مقدمة يكتبها رئيس التحرير يخاطب فيها الكبار. ليس في المجلة شخصيات رئيسية متكررة. ويغلب على المجلة طابق التوجيه الأخلاقي المباشر. تضم المجلة 19 صفحة من بين 52 صفحة من الرسومات يرسمها رسامون عرب. كما تحوي المجلة على إعلانات عن سيارات أو ألبان الأطفال، وجميع صفحاتها ملونة. |
|                                                            | الفردوس   | 1985م                                | مجلة الفردوس هي مجلة مصرية شهرية كانت تصدر ملحقاً لمجلة منبر الإسلام الصادرة في القاهرة عن المجلس الأعلى للشؤون الإسلامية التابع لوزارة الأوقاف، وهي تصدر منذ منتصف الثمانينيات. شعار المجلة «مجلة إلى الطفل المسلم، تفتح آفاقاً على كل مجالات الدين والحياة» قطع المجلة 17×24 سم، توجه إلى الأطفال. |
| مصر                                                        | الفردوس   |                                      | مجلة الفردوس هي مجلة مصرية شهرية كانت تصدر ملحقاً لمجلة منبر الإسلام الصادرة في القاهرة عن المجلس الأعلى للشؤون الإسلامية التابع لوزارة الأوقاف، وهي تصدر منذ منتصف الثمانينيات. شعار المجلة «مجلة إلى الطفل المسلم، تفتح آفاقاً على كل مجالات الدين والحياة» قطع المجلة 17×24 سم، توجه إلى الأطفال. |
| مجلة منبر الإسلام                                          | الفردوس   |                                      | مجلة الفردوس هي مجلة مصرية شهرية كانت تصدر ملحقاً لمجلة منبر الإسلام الصادرة في القاهرة عن المجلس الأعلى للشؤون الإسلامية التابع لوزارة الأوقاف، وهي تصدر منذ منتصف الثمانينيات. شعار المجلة «مجلة إلى الطفل المسلم، تفتح آفاقاً على كل مجالات الدين والحياة» قطع المجلة 17×24 سم، توجه إلى الأطفال. |
|                                                            | فرسان     | 2003م                                | مجلة الفرسان هي مجلة إماراتية شهرية تصدر عن مؤسسة النداء للإنتاج والتوزيع الفني. شعارها: «مجلة الفتيات والفتيان في كل مكان». صدرت المجلة لأول مرة في أوائل عام 2003م، توجه المجلة إلى الأطفال من الثامنة حتى السابعة عشر. تنشر المجلة القصص الكرتونية الكاملة، وأيضاً المسلسلة والروايات رغم أن المجلة شهرية، وتعتمد المجلة على قصص الكرتون حيث بلغ عدد صفحاتها في إحدى الأعداد 5 صفحات من بين 36 صفحة ملونة ذات قطع 22×27 سم من نوع الورق المصقول، رسوم المجلة يرسمها رسامون عرب، وتنشر القصص النثرية بمساحات أكبر، وتُدرج التسالي تحت باب ميدان المنوعات، تتمثل في كلمات متقاطعة وأكمل الرسم، ثم لون، وأوصل النقاط وفرق، إضافةً إلى المعلوماتية حيث هناك اختراعات وتواريخ وصفحة للفرسان الكتب. |
| الإمارات العربية المتحدة                                   | فرسان     |                                      | مجلة الفرسان هي مجلة إماراتية شهرية تصدر عن مؤسسة النداء للإنتاج والتوزيع الفني. شعارها: «مجلة الفتيات والفتيان في كل مكان». صدرت المجلة لأول مرة في أوائل عام 2003م، توجه المجلة إلى الأطفال من الثامنة حتى السابعة عشر. تنشر المجلة القصص الكرتونية الكاملة، وأيضاً المسلسلة والروايات رغم أن المجلة شهرية، وتعتمد المجلة على قصص الكرتون حيث بلغ عدد صفحاتها في إحدى الأعداد 5 صفحات من بين 36 صفحة ملونة ذات قطع 22×27 سم من نوع الورق المصقول، رسوم المجلة يرسمها رسامون عرب، وتنشر القصص النثرية بمساحات أكبر، وتُدرج التسالي تحت باب ميدان المنوعات، تتمثل في كلمات متقاطعة وأكمل الرسم، ثم لون، وأوصل النقاط وفرق، إضافةً إلى المعلوماتية حيث هناك اختراعات وتواريخ وصفحة للفرسان الكتب. |
| مؤسسة النداء للإنتاج والتوزيع الفني                        | فرسان     |                                      | مجلة الفرسان هي مجلة إماراتية شهرية تصدر عن مؤسسة النداء للإنتاج والتوزيع الفني. شعارها: «مجلة الفتيات والفتيان في كل مكان». صدرت المجلة لأول مرة في أوائل عام 2003م، توجه المجلة إلى الأطفال من الثامنة حتى السابعة عشر. تنشر المجلة القصص الكرتونية الكاملة، وأيضاً المسلسلة والروايات رغم أن المجلة شهرية، وتعتمد المجلة على قصص الكرتون حيث بلغ عدد صفحاتها في إحدى الأعداد 5 صفحات من بين 36 صفحة ملونة ذات قطع 22×27 سم من نوع الورق المصقول، رسوم المجلة يرسمها رسامون عرب، وتنشر القصص النثرية بمساحات أكبر، وتُدرج التسالي تحت باب ميدان المنوعات، تتمثل في كلمات متقاطعة وأكمل الرسم، ثم لون، وأوصل النقاط وفرق، إضافةً إلى المعلوماتية حيث هناك اختراعات وتواريخ وصفحة للفرسان الكتب. |
|                                                            | الفضاء    | 1982م                                | مجلة الفضاء هي مجلة سعودية شهرية تصدر عن شركة يونج فيوتشر المحدودة، تتولى توزيعها شركة تهامة. صدر العدد الأول منها عام 1982م، تعتمد المجلة على الترجمة، وهي مجلة علمية تهتم بقصص الخيال العلمي في المقام الأول، كما تعتمد على نشر قصص مستوحاة ومأخوذة من شركة والت ديزني. تعتمد المجلة أيضاً على قصص الكرتون، حيث يبلغ صفحات هذه القصص 18 صفحة من بين 38 صفحة ملونة، وأغلب الصفحات المتبقية هي إعلانات عن أجهزة وألعاب أطفال إلكترونية. تحوي المجلة صفحات للتسالي تتضمن فروقاً بين الرسوم ومتاهات وكلمات ضائعة كلها تحت باب سباق الفضاء، يباع العدد الواحد في السعودية ب6 ريالات، وفي مصر بـ1,5 جنيه، وهناك موزعون للمجلة في العديد من البلاد العربية.                                          |
| السعودية                                                   | الفضاء    |                                      | مجلة الفضاء هي مجلة سعودية شهرية تصدر عن شركة يونج فيوتشر المحدودة، تتولى توزيعها شركة تهامة. صدر العدد الأول منها عام 1982م، تعتمد المجلة على الترجمة، وهي مجلة علمية تهتم بقصص الخيال العلمي في المقام الأول، كما تعتمد على نشر قصص مستوحاة ومأخوذة من شركة والت ديزني. تعتمد المجلة أيضاً على قصص الكرتون، حيث يبلغ صفحات هذه القصص 18 صفحة من بين 38 صفحة ملونة، وأغلب الصفحات المتبقية هي إعلانات عن أجهزة وألعاب أطفال إلكترونية. تحوي المجلة صفحات للتسالي تتضمن فروقاً بين الرسوم ومتاهات وكلمات ضائعة كلها تحت باب سباق الفضاء، يباع العدد الواحد في السعودية ب6 ريالات، وفي مصر بـ1,5 جنيه، وهناك موزعون للمجلة في العديد من البلاد العربية.                                          |
|                                                            | الفضاء    |                                      | مجلة الفضاء هي مجلة سعودية شهرية تصدر عن شركة يونج فيوتشر المحدودة، تتولى توزيعها شركة تهامة. صدر العدد الأول منها عام 1982م، تعتمد المجلة على الترجمة، وهي مجلة علمية تهتم بقصص الخيال العلمي في المقام الأول، كما تعتمد على نشر قصص مستوحاة ومأخوذة من شركة والت ديزني. تعتمد المجلة أيضاً على قصص الكرتون، حيث يبلغ صفحات هذه القصص 18 صفحة من بين 38 صفحة ملونة، وأغلب الصفحات المتبقية هي إعلانات عن أجهزة وألعاب أطفال إلكترونية. تحوي المجلة صفحات للتسالي تتضمن فروقاً بين الرسوم ومتاهات وكلمات ضائعة كلها تحت باب سباق الفضاء، يباع العدد الواحد في السعودية ب6 ريالات، وفي مصر بـ1,5 جنيه، وهناك موزعون للمجلة في العديد من البلاد العربية.                                          |
|                                                            | فكرة      | 2003م                                | مجلة فكرة هي مجلة أردنية شهرية تصدر عن "آيدياز هوم إنترناشونال" بلندن، صدر العدد الأول منها عام 2003م. شعار المجلة: «مجلة كل الأطفال»، قطعها: 27×18 سم. يحوي كل عدد على مقدمة بعنوان «أصدقاؤنا» موقعة باسم فكرة، وفي الصفحة الثالثة فهرس لبعض أنواع العدد. تعتمد المجلة على القصص الكرتونية التي تصل إلى 29 صفحة من بين 52 صفحة. تعتمد المجلة على التسالي التقليدية باسم تسلية. لا تنشر المجلة صوراً للقراء ولا مساهمات لهم. سعر المجلة مع الملحق 3 دولارات أو 10 ريالات سعودية، وفي مصر 10 جنيهات. تعتمد المجلة على الإعلانات وعلى الغلاف إشارة للكثير من مواد العدد. |
| الأردن                                                     | فكرة      |                                      | مجلة فكرة هي مجلة أردنية شهرية تصدر عن "آيدياز هوم إنترناشونال" بلندن، صدر العدد الأول منها عام 2003م. شعار المجلة: «مجلة كل الأطفال»، قطعها: 27×18 سم. يحوي كل عدد على مقدمة بعنوان «أصدقاؤنا» موقعة باسم فكرة، وفي الصفحة الثالثة فهرس لبعض أنواع العدد. تعتمد المجلة على القصص الكرتونية التي تصل إلى 29 صفحة من بين 52 صفحة. تعتمد المجلة على التسالي التقليدية باسم تسلية. لا تنشر المجلة صوراً للقراء ولا مساهمات لهم. سعر المجلة مع الملحق 3 دولارات أو 10 ريالات سعودية، وفي مصر 10 جنيهات. تعتمد المجلة على الإعلانات وعلى الغلاف إشارة للكثير من مواد العدد. |
| آيدياز هوم إنترناشونال                                     | فكرة      |                                      | مجلة فكرة هي مجلة أردنية شهرية تصدر عن "آيدياز هوم إنترناشونال" بلندن، صدر العدد الأول منها عام 2003م. شعار المجلة: «مجلة كل الأطفال»، قطعها: 27×18 سم. يحوي كل عدد على مقدمة بعنوان «أصدقاؤنا» موقعة باسم فكرة، وفي الصفحة الثالثة فهرس لبعض أنواع العدد. تعتمد المجلة على القصص الكرتونية التي تصل إلى 29 صفحة من بين 52 صفحة. تعتمد المجلة على التسالي التقليدية باسم تسلية. لا تنشر المجلة صوراً للقراء ولا مساهمات لهم. سعر المجلة مع الملحق 3 دولارات أو 10 ريالات سعودية، وفي مصر 10 جنيهات. تعتمد المجلة على الإعلانات وعلى الغلاف إشارة للكثير من مواد العدد. |

## ق
| الغلاف                                                      | الاسم        | هوية المجلة (التاريخ، البلد، الشركة) | وصف |
| ----------------------------------------------------------- | ------------ | ------------------------------------ | --- |
|                                                             | القلم السحري | 1996م                                | مجلة القلم السحري هي مجلة مصرية تصدر سنوياً عن لجنة السيدات المشرفات التابعة لجمعية الرعاية المتكاملة بالتعاون مع صندوق التنمية الثقافية. صدر العدد الأول منها عام 1996م، قطعها: 20×28 سم مطبوع على ورق مصقول. تخلو المجلة من مقدمة، وتعتمد على مساهمات رواد مكتبات الجيزة من الأطفال، وتتضمن الأعداد حوارات صحفية مع بعض الأسماء البارزة في الجمعية، أو كتابات بأقلام أمينات المكتبات أو متابعات للندوات التي تعقد في مكتبات الجمعية. تخلو المجلة من المسابقات لكنها تعتمد على مساهمات القراء بشكل رئيس، هناك تسالٍ من إعداد نادية قاسم مرسي بمكتبة 6 أكتوبر. المجلة تُوزَّع مجاناً ولا تُباع، وهي خالية من الإعلانات، صدر حتى سنة 2003م ثمانية أعداد، وتحتوي أغلفتها على إشارة إلى مواد العدد. |
| مصر                                                         | القلم السحري |                                      | مجلة القلم السحري هي مجلة مصرية تصدر سنوياً عن لجنة السيدات المشرفات التابعة لجمعية الرعاية المتكاملة بالتعاون مع صندوق التنمية الثقافية. صدر العدد الأول منها عام 1996م، قطعها: 20×28 سم مطبوع على ورق مصقول. تخلو المجلة من مقدمة، وتعتمد على مساهمات رواد مكتبات الجيزة من الأطفال، وتتضمن الأعداد حوارات صحفية مع بعض الأسماء البارزة في الجمعية، أو كتابات بأقلام أمينات المكتبات أو متابعات للندوات التي تعقد في مكتبات الجمعية. تخلو المجلة من المسابقات لكنها تعتمد على مساهمات القراء بشكل رئيس، هناك تسالٍ من إعداد نادية قاسم مرسي بمكتبة 6 أكتوبر. المجلة تُوزَّع مجاناً ولا تُباع، وهي خالية من الإعلانات، صدر حتى سنة 2003م ثمانية أعداد، وتحتوي أغلفتها على إشارة إلى مواد العدد. |
| لجمعية الرعاية المتكاملة بالتعاون مع صندوق التنمية الثقافية | القلم السحري |                                      | مجلة القلم السحري هي مجلة مصرية تصدر سنوياً عن لجنة السيدات المشرفات التابعة لجمعية الرعاية المتكاملة بالتعاون مع صندوق التنمية الثقافية. صدر العدد الأول منها عام 1996م، قطعها: 20×28 سم مطبوع على ورق مصقول. تخلو المجلة من مقدمة، وتعتمد على مساهمات رواد مكتبات الجيزة من الأطفال، وتتضمن الأعداد حوارات صحفية مع بعض الأسماء البارزة في الجمعية، أو كتابات بأقلام أمينات المكتبات أو متابعات للندوات التي تعقد في مكتبات الجمعية. تخلو المجلة من المسابقات لكنها تعتمد على مساهمات القراء بشكل رئيس، هناك تسالٍ من إعداد نادية قاسم مرسي بمكتبة 6 أكتوبر. المجلة تُوزَّع مجاناً ولا تُباع، وهي خالية من الإعلانات، صدر حتى سنة 2003م ثمانية أعداد، وتحتوي أغلفتها على إشارة إلى مواد العدد. |
|                                                             | قوس قزح      | سبتمبر 1984م                         | مجلة قوس قزح هي مجلة تونسية شهرية للأطفال، تصدرها مطبعة تونس قرطاج، عنوانها: 52 نهج النيجر، 1002، تونس، البلفيدير، صدر العدد الأول منها في فبراير 1984م، قطعها 30×21 سم، شعارها: «مجلة الأطفال للمطالعة والمرح». تحوي المجلة فهرساً في باطن الغلاف بتضمن إشارةً إلى أشهر الشخصيات والأبواب. وعلى الترويسة مكتوب «مجلة شهرية للأطفال» في العدد الثامن منها (سبتمبر، 1984م). توجه المجلة إلى الأطفال من الثامنة حتى الثامنة عشر. وتعتمد على الكاريكاتير والقصص الكرتونية، حيث يبلغ عدد الصفحات 19 صفحة من بين 32 صفحة جميعها ملونة. |
| تونس                                                        | قوس قزح      |                                      | مجلة قوس قزح هي مجلة تونسية شهرية للأطفال، تصدرها مطبعة تونس قرطاج، عنوانها: 52 نهج النيجر، 1002، تونس، البلفيدير، صدر العدد الأول منها في فبراير 1984م، قطعها 30×21 سم، شعارها: «مجلة الأطفال للمطالعة والمرح». تحوي المجلة فهرساً في باطن الغلاف بتضمن إشارةً إلى أشهر الشخصيات والأبواب. وعلى الترويسة مكتوب «مجلة شهرية للأطفال» في العدد الثامن منها (سبتمبر، 1984م). توجه المجلة إلى الأطفال من الثامنة حتى الثامنة عشر. وتعتمد على الكاريكاتير والقصص الكرتونية، حيث يبلغ عدد الصفحات 19 صفحة من بين 32 صفحة جميعها ملونة. |
| مطبعة تونس قرطاج                                            | قوس قزح      |                                      | مجلة قوس قزح هي مجلة تونسية شهرية للأطفال، تصدرها مطبعة تونس قرطاج، عنوانها: 52 نهج النيجر، 1002، تونس، البلفيدير، صدر العدد الأول منها في فبراير 1984م، قطعها 30×21 سم، شعارها: «مجلة الأطفال للمطالعة والمرح». تحوي المجلة فهرساً في باطن الغلاف بتضمن إشارةً إلى أشهر الشخصيات والأبواب. وعلى الترويسة مكتوب «مجلة شهرية للأطفال» في العدد الثامن منها (سبتمبر، 1984م). توجه المجلة إلى الأطفال من الثامنة حتى الثامنة عشر. وتعتمد على الكاريكاتير والقصص الكرتونية، حيث يبلغ عدد الصفحات 19 صفحة من بين 32 صفحة جميعها ملونة. |

## ك
| الغلاف                     | الاسم      | هوية المجلة (التاريخ، البلد، الشركة) | وصف |
| -------------------------- | ---------- | ------------------------------------ | --- |
|                            | كابتن سمير | أبريل 2002م                          | مجلة كابتن سمير هي مجلة مصرية تصدر عن دار الهلال تحت شعار «لكل أبناء العرب» في الأسبوع الثاني من كل شهر. ليس هناك سن مُعيَّن مُوجهة إليه المجلة عدا أنها تُخاطب كل الأطفال العرب. قطع المجلة 17×25 سم. تعتمد المجلة على الأخبار المصورة، والمرسومة أحياناً، وهي أخبار عالمية وعربية ومصرية، وتحوي تحقيقات وأخبار عالمية، وسينمائية، ومسرحية، ونثرية، ورياضية، وفكاهات، وكلمات متقاطعة، وتحقيق عن شخصية مشهورة. يُلاحظ اهتمام المجلة بالتسالي والمعلومات في كافة المجالات. يتراوح عدد صفحات مجلة كابتن سمير إلى حوالي 68 صفحة، وتُباع بـ150 قرشاً. على غلافها إعلانات وإراشادات لبعض مواد العدد. توقفت مجلة كابتن سمير عن الصدور ابتداءً من أبريل، 2002م. |
| مصر                        | كابتن سمير |                                      | مجلة كابتن سمير هي مجلة مصرية تصدر عن دار الهلال تحت شعار «لكل أبناء العرب» في الأسبوع الثاني من كل شهر. ليس هناك سن مُعيَّن مُوجهة إليه المجلة عدا أنها تُخاطب كل الأطفال العرب. قطع المجلة 17×25 سم. تعتمد المجلة على الأخبار المصورة، والمرسومة أحياناً، وهي أخبار عالمية وعربية ومصرية، وتحوي تحقيقات وأخبار عالمية، وسينمائية، ومسرحية، ونثرية، ورياضية، وفكاهات، وكلمات متقاطعة، وتحقيق عن شخصية مشهورة. يُلاحظ اهتمام المجلة بالتسالي والمعلومات في كافة المجالات. يتراوح عدد صفحات مجلة كابتن سمير إلى حوالي 68 صفحة، وتُباع بـ150 قرشاً. على غلافها إعلانات وإراشادات لبعض مواد العدد. توقفت مجلة كابتن سمير عن الصدور ابتداءً من أبريل، 2002م. |
| دار الهلال                 | كابتن سمير |                                      | مجلة كابتن سمير هي مجلة مصرية تصدر عن دار الهلال تحت شعار «لكل أبناء العرب» في الأسبوع الثاني من كل شهر. ليس هناك سن مُعيَّن مُوجهة إليه المجلة عدا أنها تُخاطب كل الأطفال العرب. قطع المجلة 17×25 سم. تعتمد المجلة على الأخبار المصورة، والمرسومة أحياناً، وهي أخبار عالمية وعربية ومصرية، وتحوي تحقيقات وأخبار عالمية، وسينمائية، ومسرحية، ونثرية، ورياضية، وفكاهات، وكلمات متقاطعة، وتحقيق عن شخصية مشهورة. يُلاحظ اهتمام المجلة بالتسالي والمعلومات في كافة المجالات. يتراوح عدد صفحات مجلة كابتن سمير إلى حوالي 68 صفحة، وتُباع بـ150 قرشاً. على غلافها إعلانات وإراشادات لبعض مواد العدد. توقفت مجلة كابتن سمير عن الصدور ابتداءً من أبريل، 2002م. |
|                            | الكتكوت    | أبريل 1940م                          | مجلة الكتكوت هي مجلة مصرية شهرية للأولاد. صدرت لأول مرة في إبريل عام 1940م عن دار بنت النيل. مؤسستها ورئيسة تحريرها هي درية شفيق، وعنوانها: 48 شارع قصر النيل، القاهرة، وكانت تُطبع في مطبعة النيل في شارع الملكة نازلي بالقاهرة. لا تحوي المجلة إشارةً إلى طاقم العاملين في المجلة، كما أنه ليس هناك أسماء تُشير إلى الكُتاب في الكثير من الأعداد. قطع المجلة 27×31 سم، وهي موجَّهة للأطفال من سن السادسة حتى السادسة عشر دون إشارة إلى ذلك. يغلب على المجلة طابع الفُكاهة، كما أنها تعتمد على الكرتون حيث تحوي المجلة على 6 صفحات من بين 24 صفحة، كلها بالأبيض والأسود عدا صفحتي الغلاف الأولى والأخيرة فهما بالألوان.                              |
| مصر                        | الكتكوت    |                                      | مجلة الكتكوت هي مجلة مصرية شهرية للأولاد. صدرت لأول مرة في إبريل عام 1940م عن دار بنت النيل. مؤسستها ورئيسة تحريرها هي درية شفيق، وعنوانها: 48 شارع قصر النيل، القاهرة، وكانت تُطبع في مطبعة النيل في شارع الملكة نازلي بالقاهرة. لا تحوي المجلة إشارةً إلى طاقم العاملين في المجلة، كما أنه ليس هناك أسماء تُشير إلى الكُتاب في الكثير من الأعداد. قطع المجلة 27×31 سم، وهي موجَّهة للأطفال من سن السادسة حتى السادسة عشر دون إشارة إلى ذلك. يغلب على المجلة طابع الفُكاهة، كما أنها تعتمد على الكرتون حيث تحوي المجلة على 6 صفحات من بين 24 صفحة، كلها بالأبيض والأسود عدا صفحتي الغلاف الأولى والأخيرة فهما بالألوان.                              |
| دار بنت النيل              | الكتكوت    |                                      | مجلة الكتكوت هي مجلة مصرية شهرية للأولاد. صدرت لأول مرة في إبريل عام 1940م عن دار بنت النيل. مؤسستها ورئيسة تحريرها هي درية شفيق، وعنوانها: 48 شارع قصر النيل، القاهرة، وكانت تُطبع في مطبعة النيل في شارع الملكة نازلي بالقاهرة. لا تحوي المجلة إشارةً إلى طاقم العاملين في المجلة، كما أنه ليس هناك أسماء تُشير إلى الكُتاب في الكثير من الأعداد. قطع المجلة 27×31 سم، وهي موجَّهة للأطفال من سن السادسة حتى السادسة عشر دون إشارة إلى ذلك. يغلب على المجلة طابع الفُكاهة، كما أنها تعتمد على الكرتون حيث تحوي المجلة على 6 صفحات من بين 24 صفحة، كلها بالأبيض والأسود عدا صفحتي الغلاف الأولى والأخيرة فهما بالألوان.                              |
|                            | كروان      | يناير 1964م                          | مجلة كروان هي مجلة أسبوعية، أصدرتها دار التحرير للطباعة والنشر. صدر العدد الأول منها في يوم الخميس 9 يناير، 1964م. رئيس تحريرها: نعمان عاشور. شعار المجلة «مجلة البنات والصبيان»، وقطعها 27×20 سم. مقرها: 5 شارع نجيب الريحاني. توجه المجلة إلى البنات والصبيان، وهناك مقدمة بقلم رئيس التحرير تحت عنوان: «أحبابنا الصغار» التي يشير في إحداها إلى أن كروان ستنشر الإنتاج المتسم بالإجادة. |
| العالم العربي              | كروان      |                                      | مجلة كروان هي مجلة أسبوعية، أصدرتها دار التحرير للطباعة والنشر. صدر العدد الأول منها في يوم الخميس 9 يناير، 1964م. رئيس تحريرها: نعمان عاشور. شعار المجلة «مجلة البنات والصبيان»، وقطعها 27×20 سم. مقرها: 5 شارع نجيب الريحاني. توجه المجلة إلى البنات والصبيان، وهناك مقدمة بقلم رئيس التحرير تحت عنوان: «أحبابنا الصغار» التي يشير في إحداها إلى أن كروان ستنشر الإنتاج المتسم بالإجادة. |
| دار التحرير للطباعة والنشر | كروان      |                                      | مجلة كروان هي مجلة أسبوعية، أصدرتها دار التحرير للطباعة والنشر. صدر العدد الأول منها في يوم الخميس 9 يناير، 1964م. رئيس تحريرها: نعمان عاشور. شعار المجلة «مجلة البنات والصبيان»، وقطعها 27×20 سم. مقرها: 5 شارع نجيب الريحاني. توجه المجلة إلى البنات والصبيان، وهناك مقدمة بقلم رئيس التحرير تحت عنوان: «أحبابنا الصغار» التي يشير في إحداها إلى أن كروان ستنشر الإنتاج المتسم بالإجادة. |
|                            | كريستال    | 1995م                                | مجلة كريستال هي مجلة مصرية مطبوعة غير دورية، تصدر عن دار مصر للطباعة في الفجالة. تعتمد المجلة على قصص كرتونية مرسومة ومؤلفة في مصر. وتقع القصة في 16 صفحة من الرسوم الكرتونية بالإضافة إلى صفحة كرتون منفصلة باسم «كريستال» تعتمد اللهجة العامية. صدر العدد الأول من المجلة عام 1995م. وتحوي قصصاً روائية وحكايات وقصصاَ مصورة. |
| مصر                        | كريستال    |                                      | مجلة كريستال هي مجلة مصرية مطبوعة غير دورية، تصدر عن دار مصر للطباعة في الفجالة. تعتمد المجلة على قصص كرتونية مرسومة ومؤلفة في مصر. وتقع القصة في 16 صفحة من الرسوم الكرتونية بالإضافة إلى صفحة كرتون منفصلة باسم «كريستال» تعتمد اللهجة العامية. صدر العدد الأول من المجلة عام 1995م. وتحوي قصصاً روائية وحكايات وقصصاَ مصورة. |
| دار مصر للطباعة            | كريستال    |                                      | مجلة كريستال هي مجلة مصرية مطبوعة غير دورية، تصدر عن دار مصر للطباعة في الفجالة. تعتمد المجلة على قصص كرتونية مرسومة ومؤلفة في مصر. وتقع القصة في 16 صفحة من الرسوم الكرتونية بالإضافة إلى صفحة كرتون منفصلة باسم «كريستال» تعتمد اللهجة العامية. صدر العدد الأول من المجلة عام 1995م. وتحوي قصصاً روائية وحكايات وقصصاَ مصورة. |
|                            | الكوثر     | يوليو 1909م                          | مجلة الكوثر هي مجلة لبنانية شهرية، تصدر مع بداية كل شهر هجري. صدرت لأول مرة في رجب عام 1327هـ، الموافق لـ18 يوليو عام 1909م. شعارها «مجلة علمية فنية سياسية» لصاحبها ومحررها بشير رمضان. تصدر في بيروت، وتُطبَعُ في المطبعة الأدبية، عدد صفحاتها 32 صفحة زادت إلى 48 في العام الثاني للإصدار، قطعها 14×20 سم، وهي مجلة موجهة للأسرة في المقام الأول، ولا تحتوي على فهارس أو عناوين أو أبواب لكنها مقالات يكتبها صاحب المجلة، ذات طابع تربوي وأسري وديني. |
| لبنان                      | الكوثر     |                                      | مجلة الكوثر هي مجلة لبنانية شهرية، تصدر مع بداية كل شهر هجري. صدرت لأول مرة في رجب عام 1327هـ، الموافق لـ18 يوليو عام 1909م. شعارها «مجلة علمية فنية سياسية» لصاحبها ومحررها بشير رمضان. تصدر في بيروت، وتُطبَعُ في المطبعة الأدبية، عدد صفحاتها 32 صفحة زادت إلى 48 في العام الثاني للإصدار، قطعها 14×20 سم، وهي مجلة موجهة للأسرة في المقام الأول، ولا تحتوي على فهارس أو عناوين أو أبواب لكنها مقالات يكتبها صاحب المجلة، ذات طابع تربوي وأسري وديني. |
| المطبعة الأدبية            | الكوثر     |                                      | مجلة الكوثر هي مجلة لبنانية شهرية، تصدر مع بداية كل شهر هجري. صدرت لأول مرة في رجب عام 1327هـ، الموافق لـ18 يوليو عام 1909م. شعارها «مجلة علمية فنية سياسية» لصاحبها ومحررها بشير رمضان. تصدر في بيروت، وتُطبَعُ في المطبعة الأدبية، عدد صفحاتها 32 صفحة زادت إلى 48 في العام الثاني للإصدار، قطعها 14×20 سم، وهي مجلة موجهة للأسرة في المقام الأول، ولا تحتوي على فهارس أو عناوين أو أبواب لكنها مقالات يكتبها صاحب المجلة، ذات طابع تربوي وأسري وديني. |
|                            | كوسكو      | أكتوبر 1968م                         | مجلة كوسكو هي مجلة تونسية شهرية تصدر باللغة الفرنسية، ظهر العدد الأول في أكتوبر عام 1968م، يصدرها اتحاد الشباب التونسي. عنوانها: 10 شارع روما، تونس. قطع المجلة 22×28 سم. تعتمد المجلة على القصص القصيرة، منها في العدد الثالث أقصوصة «النمر» التي يرسمها بهلول حبيبي، وأيضاً حمار جحا التي يرسمها زرياط. وهناك قصة من الحكايات الشعبية مثل البساط السحري التي نشرت مسلسلة في الأعداد الثلاثة الأولى وهناك صفحات كرتون، مثل قصة: الفيل الصغير، وكوسكو مخبراً هي تبلغ 5 صفحات من بين 16 صفحة بالأبيض والأسود، وألوان باهتة. |
| تونس                       | كوسكو      |                                      | مجلة كوسكو هي مجلة تونسية شهرية تصدر باللغة الفرنسية، ظهر العدد الأول في أكتوبر عام 1968م، يصدرها اتحاد الشباب التونسي. عنوانها: 10 شارع روما، تونس. قطع المجلة 22×28 سم. تعتمد المجلة على القصص القصيرة، منها في العدد الثالث أقصوصة «النمر» التي يرسمها بهلول حبيبي، وأيضاً حمار جحا التي يرسمها زرياط. وهناك قصة من الحكايات الشعبية مثل البساط السحري التي نشرت مسلسلة في الأعداد الثلاثة الأولى وهناك صفحات كرتون، مثل قصة: الفيل الصغير، وكوسكو مخبراً هي تبلغ 5 صفحات من بين 16 صفحة بالأبيض والأسود، وألوان باهتة. |
| اتحاد الشباب التونسي       | كوسكو      |                                      | مجلة كوسكو هي مجلة تونسية شهرية تصدر باللغة الفرنسية، ظهر العدد الأول في أكتوبر عام 1968م، يصدرها اتحاد الشباب التونسي. عنوانها: 10 شارع روما، تونس. قطع المجلة 22×28 سم. تعتمد المجلة على القصص القصيرة، منها في العدد الثالث أقصوصة «النمر» التي يرسمها بهلول حبيبي، وأيضاً حمار جحا التي يرسمها زرياط. وهناك قصة من الحكايات الشعبية مثل البساط السحري التي نشرت مسلسلة في الأعداد الثلاثة الأولى وهناك صفحات كرتون، مثل قصة: الفيل الصغير، وكوسكو مخبراً هي تبلغ 5 صفحات من بين 16 صفحة بالأبيض والأسود، وألوان باهتة. |
|                            | الكونغ فو  | 1987م                                | مجلة الكونغ فو هي مجلة سعودية التوزيع، تصدر عن شركة يونج فيوتشر المحدودة اليابانية، وهي مستوحاة من قصص يابانية تملك حقوقها فوتو أنيميشن ومدرسة الكونغ فو الجديدة لعام 1987 وعادةً ما تُنشر القصة الكاملة عن مغامرات الكونغ فو على المطوية، تبلغ القصة الكرتونية 8 صفحات من بين 16 صفحة، وتتضمن المساحة الأخرى من المطوية بوستراً كاملاً، ليس هناك إشارةٌ لاسم المؤلف أو الرسام، المؤسسة نفسها تصدر العديد من المجلات المشابهة ومنها «باغز باني» و«نقار الخشب» و«توم وجيري». |
| السعودية                   | الكونغ فو  |                                      | مجلة الكونغ فو هي مجلة سعودية التوزيع، تصدر عن شركة يونج فيوتشر المحدودة اليابانية، وهي مستوحاة من قصص يابانية تملك حقوقها فوتو أنيميشن ومدرسة الكونغ فو الجديدة لعام 1987 وعادةً ما تُنشر القصة الكاملة عن مغامرات الكونغ فو على المطوية، تبلغ القصة الكرتونية 8 صفحات من بين 16 صفحة، وتتضمن المساحة الأخرى من المطوية بوستراً كاملاً، ليس هناك إشارةٌ لاسم المؤلف أو الرسام، المؤسسة نفسها تصدر العديد من المجلات المشابهة ومنها «باغز باني» و«نقار الخشب» و«توم وجيري». |
| يونج فيوتشر                | الكونغ فو  |                                      | مجلة الكونغ فو هي مجلة سعودية التوزيع، تصدر عن شركة يونج فيوتشر المحدودة اليابانية، وهي مستوحاة من قصص يابانية تملك حقوقها فوتو أنيميشن ومدرسة الكونغ فو الجديدة لعام 1987 وعادةً ما تُنشر القصة الكاملة عن مغامرات الكونغ فو على المطوية، تبلغ القصة الكرتونية 8 صفحات من بين 16 صفحة، وتتضمن المساحة الأخرى من المطوية بوستراً كاملاً، ليس هناك إشارةٌ لاسم المؤلف أو الرسام، المؤسسة نفسها تصدر العديد من المجلات المشابهة ومنها «باغز باني» و«نقار الخشب» و«توم وجيري». |
|                            | كوول       | 1999م                                | مجلة كوول هي مجلة مصرية شهرية تصدر باللغة الإنجليزية، تنشر عن دار نشر دينسنون بريميير الأمريكية، مكتبها: القاهرة 29 أ، طريق حلوان الزراعي المعادي. صدر العدد الأول من المجلة عام 1999م. قطع المجلة 21×29 سم. توجه المجلة إلى الصغار من سن السابعة حتى السادسة عشر، وعلى الغلاف إشارة إلى أنها المجلة الأولى باللغة الإنجليزية إلى الأطفال. لا تحوي المجلة مقدمة. الشخصيتان الرئيستان في المجلة هما رامي وسارة وهي شخصيات كرتونية ترسمها ميريام عمارة وتكتبها كاتي جرجور وماريان سترود. يتضمن العدد قصصاً كرتونيةً تصل إلى 8 صفحات من بين 32 صفحة ملونة جميعها.                                                                                   |
| مصر                        | كوول       |                                      | مجلة كوول هي مجلة مصرية شهرية تصدر باللغة الإنجليزية، تنشر عن دار نشر دينسنون بريميير الأمريكية، مكتبها: القاهرة 29 أ، طريق حلوان الزراعي المعادي. صدر العدد الأول من المجلة عام 1999م. قطع المجلة 21×29 سم. توجه المجلة إلى الصغار من سن السابعة حتى السادسة عشر، وعلى الغلاف إشارة إلى أنها المجلة الأولى باللغة الإنجليزية إلى الأطفال. لا تحوي المجلة مقدمة. الشخصيتان الرئيستان في المجلة هما رامي وسارة وهي شخصيات كرتونية ترسمها ميريام عمارة وتكتبها كاتي جرجور وماريان سترود. يتضمن العدد قصصاً كرتونيةً تصل إلى 8 صفحات من بين 32 صفحة ملونة جميعها.                                                                                   |
| دار نشر دينسنون بيميير     | كوول       |                                      | مجلة كوول هي مجلة مصرية شهرية تصدر باللغة الإنجليزية، تنشر عن دار نشر دينسنون بريميير الأمريكية، مكتبها: القاهرة 29 أ، طريق حلوان الزراعي المعادي. صدر العدد الأول من المجلة عام 1999م. قطع المجلة 21×29 سم. توجه المجلة إلى الصغار من سن السابعة حتى السادسة عشر، وعلى الغلاف إشارة إلى أنها المجلة الأولى باللغة الإنجليزية إلى الأطفال. لا تحوي المجلة مقدمة. الشخصيتان الرئيستان في المجلة هما رامي وسارة وهي شخصيات كرتونية ترسمها ميريام عمارة وتكتبها كاتي جرجور وماريان سترود. يتضمن العدد قصصاً كرتونيةً تصل إلى 8 صفحات من بين 32 صفحة ملونة جميعها.                                                                                   |
|                            | كيو كيدز   | يناير 2004م                          | مجلة كيو كيدز هي مجلة سعودية شهرية تصدر باللغة الإنجليزية، وتعتمد على القصص الكرتونية، يصدرها الناشر عبد الرحمن العقيل. صدر العدد الأول منها في يناير 2004، وهي تصدر بتصريح من مجلة الرسالة. تصدر المجلة في السويد، وعنوان بريدها: ص. ب 158582 الرياض. |
| السعودية                   | كيو كيدز   |                                      | مجلة كيو كيدز هي مجلة سعودية شهرية تصدر باللغة الإنجليزية، وتعتمد على القصص الكرتونية، يصدرها الناشر عبد الرحمن العقيل. صدر العدد الأول منها في يناير 2004، وهي تصدر بتصريح من مجلة الرسالة. تصدر المجلة في السويد، وعنوان بريدها: ص. ب 158582 الرياض. |
| مجلة الرسالة               | كيو كيدز   |                                      | مجلة كيو كيدز هي مجلة سعودية شهرية تصدر باللغة الإنجليزية، وتعتمد على القصص الكرتونية، يصدرها الناشر عبد الرحمن العقيل. صدر العدد الأول منها في يناير 2004، وهي تصدر بتصريح من مجلة الرسالة. تصدر المجلة في السويد، وعنوان بريدها: ص. ب 158582 الرياض. |

## ل
| الغلاف                 | لونا         | هوية المجلة (1993، الأردن، الفريد للنشر والتوزيع) | وصف |
| ---------------------- | ------------ | ------------------------------------------------- | --- |
|                        | لولو الصغيرة | 1952م                                             | مجلة لولو الصغيرة هي مجلة لبنانية شهرية تصدر عن شركة المطبوعات المصورة، وهي الشركة التي تصدر مجلات «الرجل الوطواط»، «سوبرمان»، «بونانزا» وعنوانها: ص.ب 2400 بيروت. اسم المجلة الكامل هو لولو الصغيرة وصديقها طبوش. رئيسة تحرير المجلة هي ليلى شاهين داكروز. مدير التحرير: ليلى شقال. صدر العدد الأول من المجلة في يوم السبت الأول من شهر يوليو 1966م، نشرت باللغة العربية مع شركة وسترن ببلشنج كومباني آند راشين وسكنس بالولايات المتحدة الأمريكية، وهي المجلة التي صدرت لأول مرة عام 1952م، توجه المجلة إلى الأطفال في سن الثانية عشر وأقل، وليس هناك في الأعداد الصادرة سوى قصص عن شخصية المجلة الرئيسة لولو الصغيرة. تعتمد المجلة بالكامل على الكرتون وجميع صفحاتها بالأبيض والأسود عدا صفحتي الغلاف. |
| لبنان                  | لولو الصغيرة |                                                   | مجلة لولو الصغيرة هي مجلة لبنانية شهرية تصدر عن شركة المطبوعات المصورة، وهي الشركة التي تصدر مجلات «الرجل الوطواط»، «سوبرمان»، «بونانزا» وعنوانها: ص.ب 2400 بيروت. اسم المجلة الكامل هو لولو الصغيرة وصديقها طبوش. رئيسة تحرير المجلة هي ليلى شاهين داكروز. مدير التحرير: ليلى شقال. صدر العدد الأول من المجلة في يوم السبت الأول من شهر يوليو 1966م، نشرت باللغة العربية مع شركة وسترن ببلشنج كومباني آند راشين وسكنس بالولايات المتحدة الأمريكية، وهي المجلة التي صدرت لأول مرة عام 1952م، توجه المجلة إلى الأطفال في سن الثانية عشر وأقل، وليس هناك في الأعداد الصادرة سوى قصص عن شخصية المجلة الرئيسة لولو الصغيرة. تعتمد المجلة بالكامل على الكرتون وجميع صفحاتها بالأبيض والأسود عدا صفحتي الغلاف. |
| شركة المطبوعات المصورة | لولو الصغيرة |                                                   | مجلة لولو الصغيرة هي مجلة لبنانية شهرية تصدر عن شركة المطبوعات المصورة، وهي الشركة التي تصدر مجلات «الرجل الوطواط»، «سوبرمان»، «بونانزا» وعنوانها: ص.ب 2400 بيروت. اسم المجلة الكامل هو لولو الصغيرة وصديقها طبوش. رئيسة تحرير المجلة هي ليلى شاهين داكروز. مدير التحرير: ليلى شقال. صدر العدد الأول من المجلة في يوم السبت الأول من شهر يوليو 1966م، نشرت باللغة العربية مع شركة وسترن ببلشنج كومباني آند راشين وسكنس بالولايات المتحدة الأمريكية، وهي المجلة التي صدرت لأول مرة عام 1952م، توجه المجلة إلى الأطفال في سن الثانية عشر وأقل، وليس هناك في الأعداد الصادرة سوى قصص عن شخصية المجلة الرئيسة لولو الصغيرة. تعتمد المجلة بالكامل على الكرتون وجميع صفحاتها بالأبيض والأسود عدا صفحتي الغلاف. |

## م
| الغلاف                   | الاسم                 | هوية المجلة (التاريخ، البلد، الشركة) | وصف |
| ------------------------ | --------------------- | ------------------------------------ | --- |
|                          | ماجد                  | فبراير 1979م                         | مجلة (ماجد) هي مجلة شهرية للأطفال ما بين سن السابعة والرابعة عشرة، كانت المجلة تصدر أسبوعياً عن شركة أبوظبي للإعلام كل يوم أربعاء منذ أول يوم أصدر فيه العدد الأول في 28 فبراير (فيفري) من سنة 1979 وحتى نهاية العام 2019، وتحول إصدراها إلى مجلة شهرية منذ بداية العام 2020 حتى الآن. وفي عام 2009 تم إطلاق موقع الكتروني جديد للمجلة يهدف إلى تسهيل التفاعل والتواصل بين المجلة وقرائها. وفي عام 2015 تم تدشين قناة تلفزية خاصة بالمجلة تحت مسمى قناة ماجد، كما وتم إطلاق تطبيق للمجلة على نظام أندرويد وأبل ستور. |
| الإمارات العربية المتحدة | ماجد                  |                                      | مجلة (ماجد) هي مجلة شهرية للأطفال ما بين سن السابعة والرابعة عشرة، كانت المجلة تصدر أسبوعياً عن شركة أبوظبي للإعلام كل يوم أربعاء منذ أول يوم أصدر فيه العدد الأول في 28 فبراير (فيفري) من سنة 1979 وحتى نهاية العام 2019، وتحول إصدراها إلى مجلة شهرية منذ بداية العام 2020 حتى الآن. وفي عام 2009 تم إطلاق موقع الكتروني جديد للمجلة يهدف إلى تسهيل التفاعل والتواصل بين المجلة وقرائها. وفي عام 2015 تم تدشين قناة تلفزية خاصة بالمجلة تحت مسمى قناة ماجد، كما وتم إطلاق تطبيق للمجلة على نظام أندرويد وأبل ستور. |
| شركة أبو ظبي للإعلام     | ماجد                  |                                      | مجلة (ماجد) هي مجلة شهرية للأطفال ما بين سن السابعة والرابعة عشرة، كانت المجلة تصدر أسبوعياً عن شركة أبوظبي للإعلام كل يوم أربعاء منذ أول يوم أصدر فيه العدد الأول في 28 فبراير (فيفري) من سنة 1979 وحتى نهاية العام 2019، وتحول إصدراها إلى مجلة شهرية منذ بداية العام 2020 حتى الآن. وفي عام 2009 تم إطلاق موقع الكتروني جديد للمجلة يهدف إلى تسهيل التفاعل والتواصل بين المجلة وقرائها. وفي عام 2015 تم تدشين قناة تلفزية خاصة بالمجلة تحت مسمى قناة ماجد، كما وتم إطلاق تطبيق للمجلة على نظام أندرويد وأبل ستور. |
|                          | ماما ياسمين           | أغسطس 1989م                          | مجلة ماما ياسمين هي مجلة كويتية تصدر كل يوم سبت، وهي شهرية مؤقتة. صدرت لأول مرة في أغسطس 1989م عن دار الياسمين للصحافة والنشر، مركزها الرئيس: قبرص، نيقوسيا. ص. ب 1989م. قطع المجلة: 27×21 سم. وهي موجهة إلى سن من 8 إلى 18 دون إشارة إلى ذلك. هناك مقدمة توقعها ماما ياسمين باسم «سلاماً ومرحباً» وقد تم تغيير رئيس التحرير في العدد الرابع، حيث تولت شيخة الزاحم الإدارة. والتي كانت توقع باسم «ماما شيخة». مدير المجلة بالكويت: 26761، الرأس 24758. |
| الكويت                   | ماما ياسمين           |                                      | مجلة ماما ياسمين هي مجلة كويتية تصدر كل يوم سبت، وهي شهرية مؤقتة. صدرت لأول مرة في أغسطس 1989م عن دار الياسمين للصحافة والنشر، مركزها الرئيس: قبرص، نيقوسيا. ص. ب 1989م. قطع المجلة: 27×21 سم. وهي موجهة إلى سن من 8 إلى 18 دون إشارة إلى ذلك. هناك مقدمة توقعها ماما ياسمين باسم «سلاماً ومرحباً» وقد تم تغيير رئيس التحرير في العدد الرابع، حيث تولت شيخة الزاحم الإدارة. والتي كانت توقع باسم «ماما شيخة». مدير المجلة بالكويت: 26761، الرأس 24758. |
| دار الياسمين             | ماما ياسمين           |                                      | مجلة ماما ياسمين هي مجلة كويتية تصدر كل يوم سبت، وهي شهرية مؤقتة. صدرت لأول مرة في أغسطس 1989م عن دار الياسمين للصحافة والنشر، مركزها الرئيس: قبرص، نيقوسيا. ص. ب 1989م. قطع المجلة: 27×21 سم. وهي موجهة إلى سن من 8 إلى 18 دون إشارة إلى ذلك. هناك مقدمة توقعها ماما ياسمين باسم «سلاماً ومرحباً» وقد تم تغيير رئيس التحرير في العدد الرابع، حيث تولت شيخة الزاحم الإدارة. والتي كانت توقع باسم «ماما شيخة». مدير المجلة بالكويت: 26761، الرأس 24758. |
|                          | المثقف الصغير         | سبتمبر 2001م                         | مجلة المثقف الصغير هي مجلة يمنية تصدر نصف شهرياً كل يوم خميس. صدر العدد الأول منها في سبتمبر 2001. مقدمة العدد موقعة باسم «المثقف الصغير». المجلة مطبوعة على ورق صحافة، وأغلب صفحاتها بالأبيض والأسود. تعتمد المجلة على قصص الكرتون، يبلغ عدد الصفحات 16 صفحة من بين 36 صفحة. نشت المجلة في العدد 58 الصادر في 13 سبتمبر، 2003م قصة علاء الدين مرسومة من الرسام عارف في 6 صفحات. وفي العدد نفسه بمناسبة شهر رمضان نشرت قصص عن حوت يونس وإستربس عن غزوة الأحزاب. تعتمد المجلة على مساهمات القراء في باب حديثة المثقف الصغير، وهناك تسالٍ ومعلومات عن الحيوانات. تنشر المجلة صور القراء على أكثرم ن صفحة، وهناك مسابقة ذات جوائز مالية، كما تنشر إعلانات بشكل مشابه لكونها ملحقاً، هناك إشارة إلى بعض مواد العدد من قصص ومسابقات على الغلاف الخارجي. لا تعتمد المجلة على ترجمة أي مواد، وجميع المادة المنشورة من طاقم عمل المجلة. عنوان المجلة: ص. ب 6604 تعز. |
| اليمن                    | المثقف الصغير         |                                      | مجلة المثقف الصغير هي مجلة يمنية تصدر نصف شهرياً كل يوم خميس. صدر العدد الأول منها في سبتمبر 2001. مقدمة العدد موقعة باسم «المثقف الصغير». المجلة مطبوعة على ورق صحافة، وأغلب صفحاتها بالأبيض والأسود. تعتمد المجلة على قصص الكرتون، يبلغ عدد الصفحات 16 صفحة من بين 36 صفحة. نشت المجلة في العدد 58 الصادر في 13 سبتمبر، 2003م قصة علاء الدين مرسومة من الرسام عارف في 6 صفحات. وفي العدد نفسه بمناسبة شهر رمضان نشرت قصص عن حوت يونس وإستربس عن غزوة الأحزاب. تعتمد المجلة على مساهمات القراء في باب حديثة المثقف الصغير، وهناك تسالٍ ومعلومات عن الحيوانات. تنشر المجلة صور القراء على أكثرم ن صفحة، وهناك مسابقة ذات جوائز مالية، كما تنشر إعلانات بشكل مشابه لكونها ملحقاً، هناك إشارة إلى بعض مواد العدد من قصص ومسابقات على الغلاف الخارجي. لا تعتمد المجلة على ترجمة أي مواد، وجميع المادة المنشورة من طاقم عمل المجلة. عنوان المجلة: ص. ب 6604 تعز. |
|                          | المثقف الصغير         |                                      | مجلة المثقف الصغير هي مجلة يمنية تصدر نصف شهرياً كل يوم خميس. صدر العدد الأول منها في سبتمبر 2001. مقدمة العدد موقعة باسم «المثقف الصغير». المجلة مطبوعة على ورق صحافة، وأغلب صفحاتها بالأبيض والأسود. تعتمد المجلة على قصص الكرتون، يبلغ عدد الصفحات 16 صفحة من بين 36 صفحة. نشت المجلة في العدد 58 الصادر في 13 سبتمبر، 2003م قصة علاء الدين مرسومة من الرسام عارف في 6 صفحات. وفي العدد نفسه بمناسبة شهر رمضان نشرت قصص عن حوت يونس وإستربس عن غزوة الأحزاب. تعتمد المجلة على مساهمات القراء في باب حديثة المثقف الصغير، وهناك تسالٍ ومعلومات عن الحيوانات. تنشر المجلة صور القراء على أكثرم ن صفحة، وهناك مسابقة ذات جوائز مالية، كما تنشر إعلانات بشكل مشابه لكونها ملحقاً، هناك إشارة إلى بعض مواد العدد من قصص ومسابقات على الغلاف الخارجي. لا تعتمد المجلة على ترجمة أي مواد، وجميع المادة المنشورة من طاقم عمل المجلة. عنوان المجلة: ص. ب 6604 تعز. |
|                          | مجلتنا                | 1991م                                | مجلة مجلتنا هي مجلة مصرية فصلية تصدر عن الهيئة العامة للاستعلامات. صدرت لأول مرة عام 1991 برئاسة تحرير نعم الباز، ثم تولى رئاسة التحرير يعقوب الشاروني، ثم دكتور إسماعيل عبد الفتاح، ثم أميرة كامل، ثم عادت رئاسة التحرير إلى إسماعيل عبد الفتاح. تولى إخراج المجلة فنياً أيمن الشريف وأشرف مدني في أغلب فترات المجلة. |
| مصر                      | مجلتنا                |                                      | مجلة مجلتنا هي مجلة مصرية فصلية تصدر عن الهيئة العامة للاستعلامات. صدرت لأول مرة عام 1991 برئاسة تحرير نعم الباز، ثم تولى رئاسة التحرير يعقوب الشاروني، ثم دكتور إسماعيل عبد الفتاح، ثم أميرة كامل، ثم عادت رئاسة التحرير إلى إسماعيل عبد الفتاح. تولى إخراج المجلة فنياً أيمن الشريف وأشرف مدني في أغلب فترات المجلة. |
|                          | مجلتنا                |                                      | مجلة مجلتنا هي مجلة مصرية فصلية تصدر عن الهيئة العامة للاستعلامات. صدرت لأول مرة عام 1991 برئاسة تحرير نعم الباز، ثم تولى رئاسة التحرير يعقوب الشاروني، ثم دكتور إسماعيل عبد الفتاح، ثم أميرة كامل، ثم عادت رئاسة التحرير إلى إسماعيل عبد الفتاح. تولى إخراج المجلة فنياً أيمن الشريف وأشرف مدني في أغلب فترات المجلة. |
|                          | مجلتي                 | 1969م                                | مجلتي هي مجلة أطفال عراقية تصدر عن دار ثقافة الأطفال التابعة لوزارة الثقافة العراقية شهرياً. صدرت لأول مرة عام 1969. توجه المجلة إلى الأطفال من سن السابعة حتى السابعة عشر. تهتم المجلة بشكل ملحوظ بالقصص المصورة المؤلفة والمرسومة من عراقيين. كما اصطبغت باللهجة العامية العراقية المحلية. وتبلغ عدد صفحات القصص المصورة 9 صفحات من بين 20 صفحة ملونة دون أن تحتوي المجلة على مقدمة. الصفحات الأخرى أقرب إلى الاستربس، تتضمن تسالٍ، ومسابقات. |
| العراق                   | مجلتي                 |                                      | مجلتي هي مجلة أطفال عراقية تصدر عن دار ثقافة الأطفال التابعة لوزارة الثقافة العراقية شهرياً. صدرت لأول مرة عام 1969. توجه المجلة إلى الأطفال من سن السابعة حتى السابعة عشر. تهتم المجلة بشكل ملحوظ بالقصص المصورة المؤلفة والمرسومة من عراقيين. كما اصطبغت باللهجة العامية العراقية المحلية. وتبلغ عدد صفحات القصص المصورة 9 صفحات من بين 20 صفحة ملونة دون أن تحتوي المجلة على مقدمة. الصفحات الأخرى أقرب إلى الاستربس، تتضمن تسالٍ، ومسابقات. |
|                          | مجلتي                 |                                      | مجلتي هي مجلة أطفال عراقية تصدر عن دار ثقافة الأطفال التابعة لوزارة الثقافة العراقية شهرياً. صدرت لأول مرة عام 1969. توجه المجلة إلى الأطفال من سن السابعة حتى السابعة عشر. تهتم المجلة بشكل ملحوظ بالقصص المصورة المؤلفة والمرسومة من عراقيين. كما اصطبغت باللهجة العامية العراقية المحلية. وتبلغ عدد صفحات القصص المصورة 9 صفحات من بين 20 صفحة ملونة دون أن تحتوي المجلة على مقدمة. الصفحات الأخرى أقرب إلى الاستربس، تتضمن تسالٍ، ومسابقات. |
|                          | مدينة البط            | 1997م                                | مجلة مدينة البط هي مجلة إماراتية شهرية مترجمة. تصدر عن دار الفطيم يونيفرسال بترخيص من شركة الإنشاءات والتجارات المرخصة من شركة والت ديزني. صدر العدد الأول منها عام 1997 وهي متخصصة في قصص العم بطوط. والمُلاحظ أن المجلة قد أخذت التسمية نفسها لدوناددك عن الطبعة المصرية لمجلة ميكي. تعتمد المجلة أساسياً على قصص الكرتون وخصوصاً قصص بطوط. ويصل عدد صفحاتها إلى 42 صفحة من بين 76 صفحة. وتتضمن أيضاً معلومات علمية مثل معلومات عن الطيران، الهاتف، الجغرافيا وليس بها تسالٍ أو مسابقات؛ فهي لا تنشر صوراً للأصدقاء ولا مساهمات للقراء، وليس هناك أي إشارات إلى ثقافة عربية. الإعلانات المنشورة في المجلة تخص مطبوعات شركة والت ديزني باللغة العربية. |
| الإمارات العربية المتحدة | مدينة البط            |                                      | مجلة مدينة البط هي مجلة إماراتية شهرية مترجمة. تصدر عن دار الفطيم يونيفرسال بترخيص من شركة الإنشاءات والتجارات المرخصة من شركة والت ديزني. صدر العدد الأول منها عام 1997 وهي متخصصة في قصص العم بطوط. والمُلاحظ أن المجلة قد أخذت التسمية نفسها لدوناددك عن الطبعة المصرية لمجلة ميكي. تعتمد المجلة أساسياً على قصص الكرتون وخصوصاً قصص بطوط. ويصل عدد صفحاتها إلى 42 صفحة من بين 76 صفحة. وتتضمن أيضاً معلومات علمية مثل معلومات عن الطيران، الهاتف، الجغرافيا وليس بها تسالٍ أو مسابقات؛ فهي لا تنشر صوراً للأصدقاء ولا مساهمات للقراء، وليس هناك أي إشارات إلى ثقافة عربية. الإعلانات المنشورة في المجلة تخص مطبوعات شركة والت ديزني باللغة العربية. |
|                          | مدينة البط            |                                      | مجلة مدينة البط هي مجلة إماراتية شهرية مترجمة. تصدر عن دار الفطيم يونيفرسال بترخيص من شركة الإنشاءات والتجارات المرخصة من شركة والت ديزني. صدر العدد الأول منها عام 1997 وهي متخصصة في قصص العم بطوط. والمُلاحظ أن المجلة قد أخذت التسمية نفسها لدوناددك عن الطبعة المصرية لمجلة ميكي. تعتمد المجلة أساسياً على قصص الكرتون وخصوصاً قصص بطوط. ويصل عدد صفحاتها إلى 42 صفحة من بين 76 صفحة. وتتضمن أيضاً معلومات علمية مثل معلومات عن الطيران، الهاتف، الجغرافيا وليس بها تسالٍ أو مسابقات؛ فهي لا تنشر صوراً للأصدقاء ولا مساهمات للقراء، وليس هناك أي إشارات إلى ثقافة عربية. الإعلانات المنشورة في المجلة تخص مطبوعات شركة والت ديزني باللغة العربية. |
|                          | المزمار               | 1965م                                | مجلة المزمار هي مجلة عراقية أسبوعية تصدر عن وزارة الثقافة والإعلام، دار ثقافة الطفل. صدر العدد الأول منها عام 1965م. توجه المجلة إلى الأطفال من سن السابعة حتى السابعة عشر دون الإشارة إلى ذلك. تحوي المجلة على مقدمة يختلف عنوانها حسب رئيس التحرير وتُنشر تحت عنوان: «قف». يصل عدد صفحات الكرتون في المجلة إلى 24 صفحة ملونة. كما تنشر القصص الأدبية والشعر إضافةً إلى الثقافة السينمائية والتشكيلية. لا تحتوي المجلة على ملاحق ولكنها تنشر صوراً للقراء. إلا أنها تخلو من المسابقات ذات الجوائز |
| العراق                   | المزمار               |                                      | مجلة المزمار هي مجلة عراقية أسبوعية تصدر عن وزارة الثقافة والإعلام، دار ثقافة الطفل. صدر العدد الأول منها عام 1965م. توجه المجلة إلى الأطفال من سن السابعة حتى السابعة عشر دون الإشارة إلى ذلك. تحوي المجلة على مقدمة يختلف عنوانها حسب رئيس التحرير وتُنشر تحت عنوان: «قف». يصل عدد صفحات الكرتون في المجلة إلى 24 صفحة ملونة. كما تنشر القصص الأدبية والشعر إضافةً إلى الثقافة السينمائية والتشكيلية. لا تحتوي المجلة على ملاحق ولكنها تنشر صوراً للقراء. إلا أنها تخلو من المسابقات ذات الجوائز |
| وزارة الثقافة والإعلام   | المزمار               |                                      | مجلة المزمار هي مجلة عراقية أسبوعية تصدر عن وزارة الثقافة والإعلام، دار ثقافة الطفل. صدر العدد الأول منها عام 1965م. توجه المجلة إلى الأطفال من سن السابعة حتى السابعة عشر دون الإشارة إلى ذلك. تحوي المجلة على مقدمة يختلف عنوانها حسب رئيس التحرير وتُنشر تحت عنوان: «قف». يصل عدد صفحات الكرتون في المجلة إلى 24 صفحة ملونة. كما تنشر القصص الأدبية والشعر إضافةً إلى الثقافة السينمائية والتشكيلية. لا تحتوي المجلة على ملاحق ولكنها تنشر صوراً للقراء. إلا أنها تخلو من المسابقات ذات الجوائز |
|                          | المسلم الصغير والشباب | يناير 1988م                          | مجلة المسلم الصغير والشباب هي مجلة مصرية شهرية تصدر في بداية كل شهر هجري. صدر العدد الأول منها في رمضان 1408هـ الموافق ليناير، 1988م. كُتَبَ وصفها على أنها مجلة إسلامية مصورة للكبار والصغار: دينية، ثقافية، علمية، أدبية. قطع المجلة: 28×19 سم. وشعارها: "مجلة الأسرة المسلمة". عنوانها: 42 شارع شريف القاهرة. سعر المجلة 100 قرش وتعتمد على الإعلانات. تُوجَّه المجلة إلى أعمار مختلفة من الأطفال والكبار. يبلغ عدد صفحات الكرتون فيها 5 صفحات من بين 48 صفحة، أغلبها بالأبيض والأسود عدا الغلافين. تعتمد المجلة على الصور المقتبسة من مطبوعات أخرى والمساحة المخصصة للتسالي فيها محدودة، وتشمل صفحة تلوين وكلمات متقاطعة، ومعلومات عامة ودينية. |
| مصر                      | المسلم الصغير والشباب |                                      | مجلة المسلم الصغير والشباب هي مجلة مصرية شهرية تصدر في بداية كل شهر هجري. صدر العدد الأول منها في رمضان 1408هـ الموافق ليناير، 1988م. كُتَبَ وصفها على أنها مجلة إسلامية مصورة للكبار والصغار: دينية، ثقافية، علمية، أدبية. قطع المجلة: 28×19 سم. وشعارها: "مجلة الأسرة المسلمة". عنوانها: 42 شارع شريف القاهرة. سعر المجلة 100 قرش وتعتمد على الإعلانات. تُوجَّه المجلة إلى أعمار مختلفة من الأطفال والكبار. يبلغ عدد صفحات الكرتون فيها 5 صفحات من بين 48 صفحة، أغلبها بالأبيض والأسود عدا الغلافين. تعتمد المجلة على الصور المقتبسة من مطبوعات أخرى والمساحة المخصصة للتسالي فيها محدودة، وتشمل صفحة تلوين وكلمات متقاطعة، ومعلومات عامة ودينية. |
|                          | المسلم الصغير والشباب |                                      | مجلة المسلم الصغير والشباب هي مجلة مصرية شهرية تصدر في بداية كل شهر هجري. صدر العدد الأول منها في رمضان 1408هـ الموافق ليناير، 1988م. كُتَبَ وصفها على أنها مجلة إسلامية مصورة للكبار والصغار: دينية، ثقافية، علمية، أدبية. قطع المجلة: 28×19 سم. وشعارها: "مجلة الأسرة المسلمة". عنوانها: 42 شارع شريف القاهرة. سعر المجلة 100 قرش وتعتمد على الإعلانات. تُوجَّه المجلة إلى أعمار مختلفة من الأطفال والكبار. يبلغ عدد صفحات الكرتون فيها 5 صفحات من بين 48 صفحة، أغلبها بالأبيض والأسود عدا الغلافين. تعتمد المجلة على الصور المقتبسة من مطبوعات أخرى والمساحة المخصصة للتسالي فيها محدودة، وتشمل صفحة تلوين وكلمات متقاطعة، ومعلومات عامة ودينية. |
|                          | المغامرات المصورة     | 1979م                                | مجلة المغامرات المصورة هي سلسلة مجلات مصورة للهواة، تصدر في لبنان كل أسبوع عن مؤسسة بساط الريح. تشرف عليها فاطمة بعلبكي. تعتمد المجلة على ترجمة ونشر قصص مسلسلة أو كاملة. قطع المجلة 24×17 سم وشعارها: "مجلة النشء الجديد في العالم العربي" وهو الشعار نفسه الذي ينتمي إلى مؤسسة بساط الريح. تعتمد المجلة في المقام الأول على القصص الكرتونية في 37 صفحة بالأبيض والأسود عدا الغلافين. صدرت في منتصف السبعينيات وليس هناك إشارة إلى المؤلف أو الرسام. تخلو المجلة من التسالي والمسابقات. تشمل إعلاناتها مطبوعات أخرى صادرة عن المؤسسة نفسها. سعر النسخة عام 1979م هو 150 قرشاً لبنانياً. |
| لبنان                    | المغامرات المصورة     |                                      | مجلة المغامرات المصورة هي سلسلة مجلات مصورة للهواة، تصدر في لبنان كل أسبوع عن مؤسسة بساط الريح. تشرف عليها فاطمة بعلبكي. تعتمد المجلة على ترجمة ونشر قصص مسلسلة أو كاملة. قطع المجلة 24×17 سم وشعارها: "مجلة النشء الجديد في العالم العربي" وهو الشعار نفسه الذي ينتمي إلى مؤسسة بساط الريح. تعتمد المجلة في المقام الأول على القصص الكرتونية في 37 صفحة بالأبيض والأسود عدا الغلافين. صدرت في منتصف السبعينيات وليس هناك إشارة إلى المؤلف أو الرسام. تخلو المجلة من التسالي والمسابقات. تشمل إعلاناتها مطبوعات أخرى صادرة عن المؤسسة نفسها. سعر النسخة عام 1979م هو 150 قرشاً لبنانياً. |
| بساط الريح               | المغامرات المصورة     |                                      | مجلة المغامرات المصورة هي سلسلة مجلات مصورة للهواة، تصدر في لبنان كل أسبوع عن مؤسسة بساط الريح. تشرف عليها فاطمة بعلبكي. تعتمد المجلة على ترجمة ونشر قصص مسلسلة أو كاملة. قطع المجلة 24×17 سم وشعارها: "مجلة النشء الجديد في العالم العربي" وهو الشعار نفسه الذي ينتمي إلى مؤسسة بساط الريح. تعتمد المجلة في المقام الأول على القصص الكرتونية في 37 صفحة بالأبيض والأسود عدا الغلافين. صدرت في منتصف السبعينيات وليس هناك إشارة إلى المؤلف أو الرسام. تخلو المجلة من التسالي والمسابقات. تشمل إعلاناتها مطبوعات أخرى صادرة عن المؤسسة نفسها. سعر النسخة عام 1979م هو 150 قرشاً لبنانياً. |
|                          | ميكي                  | 1958م                                | ميكي هي مجلة مصرية أسبوعية تصدر عن مؤسسة دار الهلال. تأسست عام 1958 تعتمد على نشر مواد وقصص مرسومة من شركة ديزني. مقرّها القاهرة وترأست تحريرها نادية نشأت ثم عفت ناصر. بعد عام 1985، ترأست تحرير المجلة رجاء عبد الله. كانت تعتمد المجلة على نشر قصص كرتونية بالعربية أكثر من اعتمادها على الترجمة. أهم محتويات المجلة مقدمة تكتبها رئيسة التحرير، وأبواباً مثل: قصة قصيرة جداً، الرياضة، الأساطير الشعبية، هوايات جديدة. إلا أن المجلة اعتمدت على القصص الكرتونية كطابعٍ عام. توقفت المجلة في مارس 2003 ثم أعيد إطلاقها في نسختها الثانية سنة 23 يناير، 2004م. |
| مصر                      | ميكي                  |                                      | ميكي هي مجلة مصرية أسبوعية تصدر عن مؤسسة دار الهلال. تأسست عام 1958 تعتمد على نشر مواد وقصص مرسومة من شركة ديزني. مقرّها القاهرة وترأست تحريرها نادية نشأت ثم عفت ناصر. بعد عام 1985، ترأست تحرير المجلة رجاء عبد الله. كانت تعتمد المجلة على نشر قصص كرتونية بالعربية أكثر من اعتمادها على الترجمة. أهم محتويات المجلة مقدمة تكتبها رئيسة التحرير، وأبواباً مثل: قصة قصيرة جداً، الرياضة، الأساطير الشعبية، هوايات جديدة. إلا أن المجلة اعتمدت على القصص الكرتونية كطابعٍ عام. توقفت المجلة في مارس 2003 ثم أعيد إطلاقها في نسختها الثانية سنة 23 يناير، 2004م. |
| دار الهلال               | ميكي                  |                                      | ميكي هي مجلة مصرية أسبوعية تصدر عن مؤسسة دار الهلال. تأسست عام 1958 تعتمد على نشر مواد وقصص مرسومة من شركة ديزني. مقرّها القاهرة وترأست تحريرها نادية نشأت ثم عفت ناصر. بعد عام 1985، ترأست تحرير المجلة رجاء عبد الله. كانت تعتمد المجلة على نشر قصص كرتونية بالعربية أكثر من اعتمادها على الترجمة. أهم محتويات المجلة مقدمة تكتبها رئيسة التحرير، وأبواباً مثل: قصة قصيرة جداً، الرياضة، الأساطير الشعبية، هوايات جديدة. إلا أن المجلة اعتمدت على القصص الكرتونية كطابعٍ عام. توقفت المجلة في مارس 2003 ثم أعيد إطلاقها في نسختها الثانية سنة 23 يناير، 2004م. |
|                          | ميكي                  | سبتمبر 1995م                         | ميكي هي مجلة إماراتية أسبوعية مترجمة مقرّها دبي وتنشرها الفطيم يونيڤرسال تريد پابلشنگ بترخيص من شركة الإنشاءات والتجارة. تتولى الشركة السعودية للتوزيع توزيع المجلة في منطقة الخليج. توجه إلى الأطفال من سن 8 إلى 16 سنة وتصدر كل خميس. صدر العدد الأول في سبتمبر 1995 تحت شعار مجلة الجيل العربي ميكي. |
| الإمارات العربية المتحدة | ميكي                  |                                      | ميكي هي مجلة إماراتية أسبوعية مترجمة مقرّها دبي وتنشرها الفطيم يونيڤرسال تريد پابلشنگ بترخيص من شركة الإنشاءات والتجارة. تتولى الشركة السعودية للتوزيع توزيع المجلة في منطقة الخليج. توجه إلى الأطفال من سن 8 إلى 16 سنة وتصدر كل خميس. صدر العدد الأول في سبتمبر 1995 تحت شعار مجلة الجيل العربي ميكي. |
| الفطيم يونيڤرسال         | ميكي                  |                                      | ميكي هي مجلة إماراتية أسبوعية مترجمة مقرّها دبي وتنشرها الفطيم يونيڤرسال تريد پابلشنگ بترخيص من شركة الإنشاءات والتجارة. تتولى الشركة السعودية للتوزيع توزيع المجلة في منطقة الخليج. توجه إلى الأطفال من سن 8 إلى 16 سنة وتصدر كل خميس. صدر العدد الأول في سبتمبر 1995 تحت شعار مجلة الجيل العربي ميكي. |
|                          | ميكي جيب              | أغسطس 1976م                          | ميكي جيب هو كتيب شهري مصري يصدر عن دار الهلال. صدر العدد الأول منه في أغسطس 1976 وتولت رئاسة تحريره عفت ناصر ثم ابتسام غانم في أبريل 2002. انتقل منصب إدارة التحرير من رجاء عبد الناصر إلى شهيرة خليل. تشير الترويسة إلى أنها مجلة شهرية تصدر عن مؤسسة دار الهلال. صدر العدد الأخير في مارس 2003 ثم عام 2004. |
| مصر                      | ميكي جيب              |                                      | ميكي جيب هو كتيب شهري مصري يصدر عن دار الهلال. صدر العدد الأول منه في أغسطس 1976 وتولت رئاسة تحريره عفت ناصر ثم ابتسام غانم في أبريل 2002. انتقل منصب إدارة التحرير من رجاء عبد الناصر إلى شهيرة خليل. تشير الترويسة إلى أنها مجلة شهرية تصدر عن مؤسسة دار الهلال. صدر العدد الأخير في مارس 2003 ثم عام 2004. |
| دار الهلال               | ميكي جيب              |                                      | ميكي جيب هو كتيب شهري مصري يصدر عن دار الهلال. صدر العدد الأول منه في أغسطس 1976 وتولت رئاسة تحريره عفت ناصر ثم ابتسام غانم في أبريل 2002. انتقل منصب إدارة التحرير من رجاء عبد الناصر إلى شهيرة خليل. تشير الترويسة إلى أنها مجلة شهرية تصدر عن مؤسسة دار الهلال. صدر العدد الأخير في مارس 2003 ثم عام 2004. |
|                          | ميمون                 | سبتمبر 1924م                         | ميمون هي جريدة أسبوعية مصرية مصورية. يترأس تحريرها محمد رفعت المازني. صدر العدد الأول في 18 سبتمبر 1924 دون أن تكون مصورةً بدايةً. المجلة ذات طابع ديني وموجهة إلى الطلاب. |
| مصر                      | ميمون                 |                                      | ميمون هي جريدة أسبوعية مصرية مصورية. يترأس تحريرها محمد رفعت المازني. صدر العدد الأول في 18 سبتمبر 1924 دون أن تكون مصورةً بدايةً. المجلة ذات طابع ديني وموجهة إلى الطلاب. |
| محمد المازني             | ميمون                 |                                      | ميمون هي جريدة أسبوعية مصرية مصورية. يترأس تحريرها محمد رفعت المازني. صدر العدد الأول في 18 سبتمبر 1924 دون أن تكون مصورةً بدايةً. المجلة ذات طابع ديني وموجهة إلى الطلاب. |
|                          | ميني                  | 1998م                                | مجلة ميني هي مجلة إماراتية شهرية مترجمة. تصدر عن دار الفطيم يونيفرسال بترخيص من شركة الإنشاءات والتجارة المرخصة من شركة والت ديزني. صدر العدد الأول عام 1998م وهي متخصصة في قصص ميني صديقة ميكي ماوس. تنشر المجلة قصصاً موجهة إلى البنات وتعتمد على قصص الكرتون، حيث أن عدد صفحاتها يصل إلى 60 صفحة من بين 76 صفحة ملونة. لا توجد إشارة إلى أي رسام أو مؤلف أسوة ببقية مطبوعات والت ديزني. لا تعتمد المجلة على الإعلانات والإعلانات المنشورة تخص المجلات الأخرى المأخوذة عن مطبوعات والت ديزني. |
| الإمارات العربية المتحدة | ميني                  |                                      | مجلة ميني هي مجلة إماراتية شهرية مترجمة. تصدر عن دار الفطيم يونيفرسال بترخيص من شركة الإنشاءات والتجارة المرخصة من شركة والت ديزني. صدر العدد الأول عام 1998م وهي متخصصة في قصص ميني صديقة ميكي ماوس. تنشر المجلة قصصاً موجهة إلى البنات وتعتمد على قصص الكرتون، حيث أن عدد صفحاتها يصل إلى 60 صفحة من بين 76 صفحة ملونة. لا توجد إشارة إلى أي رسام أو مؤلف أسوة ببقية مطبوعات والت ديزني. لا تعتمد المجلة على الإعلانات والإعلانات المنشورة تخص المجلات الأخرى المأخوذة عن مطبوعات والت ديزني. |
| دار الفطيم يونيفرسال     | ميني                  |                                      | مجلة ميني هي مجلة إماراتية شهرية مترجمة. تصدر عن دار الفطيم يونيفرسال بترخيص من شركة الإنشاءات والتجارة المرخصة من شركة والت ديزني. صدر العدد الأول عام 1998م وهي متخصصة في قصص ميني صديقة ميكي ماوس. تنشر المجلة قصصاً موجهة إلى البنات وتعتمد على قصص الكرتون، حيث أن عدد صفحاتها يصل إلى 60 صفحة من بين 76 صفحة ملونة. لا توجد إشارة إلى أي رسام أو مؤلف أسوة ببقية مطبوعات والت ديزني. لا تعتمد المجلة على الإعلانات والإعلانات المنشورة تخص المجلات الأخرى المأخوذة عن مطبوعات والت ديزني. |
|                          | المختار               | 1985م                                | مجلة المختار هي مجلة عربية تُوجَّه للأطفال. سعر المجلة 100 قرش مصري. لا تتضمن النشرة قصصاً ولا رسوم مصورة. جميع صفحات المجلة بالأبيض والأسود عدا الغلافين. تخلو النشرة من الإعلانات ولا تباع. تتناول المجلة مجالات مختلفة مثل الثقافة، العلوم، التاريخ والرياضة. تحتوي على قسم لمساهمات الأطفال. وتعتمد أيضاً على الإعلانات. |
| العالم العربي            | المختار               |                                      | مجلة المختار هي مجلة عربية تُوجَّه للأطفال. سعر المجلة 100 قرش مصري. لا تتضمن النشرة قصصاً ولا رسوم مصورة. جميع صفحات المجلة بالأبيض والأسود عدا الغلافين. تخلو النشرة من الإعلانات ولا تباع. تتناول المجلة مجالات مختلفة مثل الثقافة، العلوم، التاريخ والرياضة. تحتوي على قسم لمساهمات الأطفال. وتعتمد أيضاً على الإعلانات. |
|                          | المختار               |                                      | مجلة المختار هي مجلة عربية تُوجَّه للأطفال. سعر المجلة 100 قرش مصري. لا تتضمن النشرة قصصاً ولا رسوم مصورة. جميع صفحات المجلة بالأبيض والأسود عدا الغلافين. تخلو النشرة من الإعلانات ولا تباع. تتناول المجلة مجالات مختلفة مثل الثقافة، العلوم، التاريخ والرياضة. تحتوي على قسم لمساهمات الأطفال. وتعتمد أيضاً على الإعلانات. |

## ن
| الغلاف                    | الاسم              | هوية المجلة (التاريخ، البلد، الشركة) | وصف |
| ------------------------- | ------------------ | ------------------------------------ | --- |
|                           | نادي الصحفي الصغير | 1998م                                | نادي الصحفي الصغير هي نشرة فلسطينية للأطفال مقرها غزة. المحررون من الأطفال من 13 إلى 15 سنة. |
| فلسطين                    | نادي الصحفي الصغير |                                      | نادي الصحفي الصغير هي نشرة فلسطينية للأطفال مقرها غزة. المحررون من الأطفال من 13 إلى 15 سنة. |
|                           | نادي الصحفي الصغير |                                      | نادي الصحفي الصغير هي نشرة فلسطينية للأطفال مقرها غزة. المحررون من الأطفال من 13 إلى 15 سنة. |
|                           | نقار الخشب         |                                      | مجلة نقار الخشب هي مجلة سعودية مترجمة تصدر عن شركة يونج فيوتشر المحدودة. تصدرها شركة تهامة للتوزيع تحت شعار "الفائدة والمتعة من يونج فيوتشر وشباب المستقبل". تعتمد المجلة على شخصية نقار الخشب الأمريكية. حيث يضم كل عدد قصة كاملة أو مجموعة قصص متناثرة. جميع أعمال المجلة مأخوذة حقوقها من شركة أمريكية للأطفال. لا تحتوي المجلة على مسابقات ولا تنشر صوراً للقراء. لكن هناك تسالٍ بين الصفحات الكرتونية مثل الاختلافات أو الملاحظات الذكية والتلوين. القطع 20×13 سم وعدد صفحاتها 34 صفحة بالأبيض والأسود عدا الغلافين. |
| السعودية                  | نقار الخشب         |                                      | مجلة نقار الخشب هي مجلة سعودية مترجمة تصدر عن شركة يونج فيوتشر المحدودة. تصدرها شركة تهامة للتوزيع تحت شعار "الفائدة والمتعة من يونج فيوتشر وشباب المستقبل". تعتمد المجلة على شخصية نقار الخشب الأمريكية. حيث يضم كل عدد قصة كاملة أو مجموعة قصص متناثرة. جميع أعمال المجلة مأخوذة حقوقها من شركة أمريكية للأطفال. لا تحتوي المجلة على مسابقات ولا تنشر صوراً للقراء. لكن هناك تسالٍ بين الصفحات الكرتونية مثل الاختلافات أو الملاحظات الذكية والتلوين. القطع 20×13 سم وعدد صفحاتها 34 صفحة بالأبيض والأسود عدا الغلافين. |
| شركة يونج فيوتشر المحدودة | نقار الخشب         |                                      | مجلة نقار الخشب هي مجلة سعودية مترجمة تصدر عن شركة يونج فيوتشر المحدودة. تصدرها شركة تهامة للتوزيع تحت شعار "الفائدة والمتعة من يونج فيوتشر وشباب المستقبل". تعتمد المجلة على شخصية نقار الخشب الأمريكية. حيث يضم كل عدد قصة كاملة أو مجموعة قصص متناثرة. جميع أعمال المجلة مأخوذة حقوقها من شركة أمريكية للأطفال. لا تحتوي المجلة على مسابقات ولا تنشر صوراً للقراء. لكن هناك تسالٍ بين الصفحات الكرتونية مثل الاختلافات أو الملاحظات الذكية والتلوين. القطع 20×13 سم وعدد صفحاتها 34 صفحة بالأبيض والأسود عدا الغلافين. |
|                           | نورا ونورا         | أبريل 2004م                          | مجلة نور ونورا هي مجلة أطفال لبنانية شهرية من إعداد وتنفيذ برنامج الصحة المدرسية، كلية الصحة العامة وعلومها في جامعة التلميذ بالتعاون مع المديرية العامة. كما تساهم في إصدارها وزارة الزراعة الأمريكية. صدر العدد الأول منها في أبريل، 2004م تحت شعار «مجلة لكل منا» ليس هناك إشارة إلى رئيس التحرير. |
| لبنان                     | نورا ونورا         |                                      | مجلة نور ونورا هي مجلة أطفال لبنانية شهرية من إعداد وتنفيذ برنامج الصحة المدرسية، كلية الصحة العامة وعلومها في جامعة التلميذ بالتعاون مع المديرية العامة. كما تساهم في إصدارها وزارة الزراعة الأمريكية. صدر العدد الأول منها في أبريل، 2004م تحت شعار «مجلة لكل منا» ليس هناك إشارة إلى رئيس التحرير. |
| جامعة التلميذ             | نورا ونورا         |                                      | مجلة نور ونورا هي مجلة أطفال لبنانية شهرية من إعداد وتنفيذ برنامج الصحة المدرسية، كلية الصحة العامة وعلومها في جامعة التلميذ بالتعاون مع المديرية العامة. كما تساهم في إصدارها وزارة الزراعة الأمريكية. صدر العدد الأول منها في أبريل، 2004م تحت شعار «مجلة لكل منا» ليس هناك إشارة إلى رئيس التحرير. |
|                           | نونو               | يونيو 1982م                          | نونو هي مجلة جزائرية شهرية صدر العدد الأول منها في يونيو 1982. تصدر عن شركة نونو لصحافة الأطفال ومقرها القبة. يدير تحريرها نورة عجال، وتطبع في المطبعة الشعبية للجيش. تعتمد المجلة على نشر رسوم المناسبات أو التحقيقات وتعتمد على التسالي والتلوين والقصص القصيرة. |
| الجزائر                   | نونو               |                                      | نونو هي مجلة جزائرية شهرية صدر العدد الأول منها في يونيو 1982. تصدر عن شركة نونو لصحافة الأطفال ومقرها القبة. يدير تحريرها نورة عجال، وتطبع في المطبعة الشعبية للجيش. تعتمد المجلة على نشر رسوم المناسبات أو التحقيقات وتعتمد على التسالي والتلوين والقصص القصيرة. |
|                           | نونو               |                                      | نونو هي مجلة جزائرية شهرية صدر العدد الأول منها في يونيو 1982. تصدر عن شركة نونو لصحافة الأطفال ومقرها القبة. يدير تحريرها نورة عجال، وتطبع في المطبعة الشعبية للجيش. تعتمد المجلة على نشر رسوم المناسبات أو التحقيقات وتعتمد على التسالي والتلوين والقصص القصيرة. |
|                           | نيلوفر             | 2003م                                | نيلوفر هي مجلة سورية تصدر كل شهر. يترأس تحريرها مريم جويجاتي. صدر العدد الأول منها في تشرين الثاني عام 2003 ومقرها دمشق. من أبرز أبواب المجلة: مذكرات ديمة وريم، أريد أن أكون مثلكم، اصنع بنفسك، طبق اليوم، صفحة اللغة، اعرف نفسك، مسابقة أكمل القصة، عالمنا، تسالي، ركن التعارب. معرض نيلوفر. شعار المجلة: متعة القراءة ورقي الفكر. اكتسبت المجلة هوية عربية معاصرة. تحتوي المجلة على قسم رسوم كرتونية باللغة الإنگليزية لمخاطبة طلاب مدارس اللغات.                                                                    |
| سوريا                     | نيلوفر             |                                      | نيلوفر هي مجلة سورية تصدر كل شهر. يترأس تحريرها مريم جويجاتي. صدر العدد الأول منها في تشرين الثاني عام 2003 ومقرها دمشق. من أبرز أبواب المجلة: مذكرات ديمة وريم، أريد أن أكون مثلكم، اصنع بنفسك، طبق اليوم، صفحة اللغة، اعرف نفسك، مسابقة أكمل القصة، عالمنا، تسالي، ركن التعارب. معرض نيلوفر. شعار المجلة: متعة القراءة ورقي الفكر. اكتسبت المجلة هوية عربية معاصرة. تحتوي المجلة على قسم رسوم كرتونية باللغة الإنگليزية لمخاطبة طلاب مدارس اللغات.                                                                    |
|                           | نيلوفر             |                                      | نيلوفر هي مجلة سورية تصدر كل شهر. يترأس تحريرها مريم جويجاتي. صدر العدد الأول منها في تشرين الثاني عام 2003 ومقرها دمشق. من أبرز أبواب المجلة: مذكرات ديمة وريم، أريد أن أكون مثلكم، اصنع بنفسك، طبق اليوم، صفحة اللغة، اعرف نفسك، مسابقة أكمل القصة، عالمنا، تسالي، ركن التعارب. معرض نيلوفر. شعار المجلة: متعة القراءة ورقي الفكر. اكتسبت المجلة هوية عربية معاصرة. تحتوي المجلة على قسم رسوم كرتونية باللغة الإنگليزية لمخاطبة طلاب مدارس اللغات.                                                                    |

## هـ
| الغلاف                   | الاسم  | هوية المجلة (التاريخ، البلد، الشركة) | وصف |
| ------------------------ | ------ | ------------------------------------ | --- |
|                          | الهدهد | مارس 1981م                           | مجلة الهدهد هي مجلة يمنية تصدر في منتصف كل شهر تحت شعار: أول مجلة يمنية للأطفال والأشبال العرب، مجلة كل أفراد الأسرة. يقع مقرها في صنعاء وصدر العدد الأول منها في أول شهر مارس 1981. يترأس تحرير المجلة عبد الرحمن مظهر ويدير تحريرها إبراهيم بيتموتي. تعتمد المجلة على إعداد القصص ويغلب عليها أن تكون قصيرة. ليس هناك شخصية رئيسة أو ثابتة في المجلة. تحتوي على صفحات تعليم الرسم وتغلب المواد العلمية على المجلة. تقيم المجلة مسابقة سنوية ذات جوائز متعددة.                                           |
| اليمن                    | الهدهد |                                      | مجلة الهدهد هي مجلة يمنية تصدر في منتصف كل شهر تحت شعار: أول مجلة يمنية للأطفال والأشبال العرب، مجلة كل أفراد الأسرة. يقع مقرها في صنعاء وصدر العدد الأول منها في أول شهر مارس 1981. يترأس تحرير المجلة عبد الرحمن مظهر ويدير تحريرها إبراهيم بيتموتي. تعتمد المجلة على إعداد القصص ويغلب عليها أن تكون قصيرة. ليس هناك شخصية رئيسة أو ثابتة في المجلة. تحتوي على صفحات تعليم الرسم وتغلب المواد العلمية على المجلة. تقيم المجلة مسابقة سنوية ذات جوائز متعددة.                                           |
|                          | الهدهد |                                      | مجلة الهدهد هي مجلة يمنية تصدر في منتصف كل شهر تحت شعار: أول مجلة يمنية للأطفال والأشبال العرب، مجلة كل أفراد الأسرة. يقع مقرها في صنعاء وصدر العدد الأول منها في أول شهر مارس 1981. يترأس تحرير المجلة عبد الرحمن مظهر ويدير تحريرها إبراهيم بيتموتي. تعتمد المجلة على إعداد القصص ويغلب عليها أن تكون قصيرة. ليس هناك شخصية رئيسة أو ثابتة في المجلة. تحتوي على صفحات تعليم الرسم وتغلب المواد العلمية على المجلة. تقيم المجلة مسابقة سنوية ذات جوائز متعددة.                                           |
|                          | هدهد   | مايو 1975م                           | مجلة هدهد هي مجلة سودانية شهرية صدر العدد الأول منها في مايو 1975 عن دار النشر التربوي التابع لوزارة التربية السودانية. يديرها إسماعيل محمد الأمين وترأس تحريرها نصر سلمان. مقرها الخرطوم وتصدر للأطفال من سن 8 إلى 12 سنة. تعتمد على نشر قصص الكرتون في المقام الأول وكثير منه مستوحى من مصادر عالمية مثل قصص كرتون والت ديزني. لا تعتمد المجلة على المسابقات ولا على الإعلانات. |
| السودان                  | هدهد   |                                      | مجلة هدهد هي مجلة سودانية شهرية صدر العدد الأول منها في مايو 1975 عن دار النشر التربوي التابع لوزارة التربية السودانية. يديرها إسماعيل محمد الأمين وترأس تحريرها نصر سلمان. مقرها الخرطوم وتصدر للأطفال من سن 8 إلى 12 سنة. تعتمد على نشر قصص الكرتون في المقام الأول وكثير منه مستوحى من مصادر عالمية مثل قصص كرتون والت ديزني. لا تعتمد المجلة على المسابقات ولا على الإعلانات. |
| وزارة التربية السودانية  | هدهد   |                                      | مجلة هدهد هي مجلة سودانية شهرية صدر العدد الأول منها في مايو 1975 عن دار النشر التربوي التابع لوزارة التربية السودانية. يديرها إسماعيل محمد الأمين وترأس تحريرها نصر سلمان. مقرها الخرطوم وتصدر للأطفال من سن 8 إلى 12 سنة. تعتمد على نشر قصص الكرتون في المقام الأول وكثير منه مستوحى من مصادر عالمية مثل قصص كرتون والت ديزني. لا تعتمد المجلة على المسابقات ولا على الإعلانات. |
|                          | هزار   | يناير 1990م                          | مجلة هزار هي مجلة لبنانية شهرية تصدر عن هزار گرافيكس ومقرها بيروت. تدريها ريا عبد الملك ويترأس تحريرها د. عبد السلام ماريني. مساعد رئيس التحرير منى مطر. صدر العدد الأول في أول يناير عام 1990. تعتمد المجلة في المقام الأول على رسوم الكرتون العربية دون الاستعانة برسوم عالمية. توجه إلى الأطفال من 9 إلى 18 سنة. رسام المجلة أدغار أحو (الذي يتولى برسم أغلب أبوابها وشخصيات مثل مفتش لمبة و الجمل رامح)، ولينا غيبة، وطوني أبو جودة و غيرهم . صممت مي غيبة شخصية العصفور هزار الذي اعتمد لوغو الغلاف. |
| لبنان                    | هزار   |                                      | مجلة هزار هي مجلة لبنانية شهرية تصدر عن هزار گرافيكس ومقرها بيروت. تدريها ريا عبد الملك ويترأس تحريرها د. عبد السلام ماريني. مساعد رئيس التحرير منى مطر. صدر العدد الأول في أول يناير عام 1990. تعتمد المجلة في المقام الأول على رسوم الكرتون العربية دون الاستعانة برسوم عالمية. توجه إلى الأطفال من 9 إلى 18 سنة. رسام المجلة أدغار أحو (الذي يتولى برسم أغلب أبوابها وشخصيات مثل مفتش لمبة و الجمل رامح)، ولينا غيبة، وطوني أبو جودة و غيرهم . صممت مي غيبة شخصية العصفور هزار الذي اعتمد لوغو الغلاف. |
|                          | هزار   |                                      | مجلة هزار هي مجلة لبنانية شهرية تصدر عن هزار گرافيكس ومقرها بيروت. تدريها ريا عبد الملك ويترأس تحريرها د. عبد السلام ماريني. مساعد رئيس التحرير منى مطر. صدر العدد الأول في أول يناير عام 1990. تعتمد المجلة في المقام الأول على رسوم الكرتون العربية دون الاستعانة برسوم عالمية. توجه إلى الأطفال من 9 إلى 18 سنة. رسام المجلة أدغار أحو (الذي يتولى برسم أغلب أبوابها وشخصيات مثل مفتش لمبة و الجمل رامح)، ولينا غيبة، وطوني أبو جودة و غيرهم . صممت مي غيبة شخصية العصفور هزار الذي اعتمد لوغو الغلاف. |
|                          | هليل   | يونيو 2003م                          | هليل هي نشرة إماراتية تصدر كل شهرين عن الهلال الأحمر لدولة الإمارات العربية المتحدة. تحمل شعار: "نشرة كل المتطوعين الصغار". صدر العدد الأول في يونيو 2003. صدر العدد الأول في يونيو 2003. يشرف على تنفيذها مركز الروائع والإعلام. المجلة تخلو من الإعلانات ولا تباع. |
| الإمارات العربية المتحدة | هليل   |                                      | هليل هي نشرة إماراتية تصدر كل شهرين عن الهلال الأحمر لدولة الإمارات العربية المتحدة. تحمل شعار: "نشرة كل المتطوعين الصغار". صدر العدد الأول في يونيو 2003. صدر العدد الأول في يونيو 2003. يشرف على تنفيذها مركز الروائع والإعلام. المجلة تخلو من الإعلانات ولا تباع. |
| الهلال الأحمر            | هليل   |                                      | هليل هي نشرة إماراتية تصدر كل شهرين عن الهلال الأحمر لدولة الإمارات العربية المتحدة. تحمل شعار: "نشرة كل المتطوعين الصغار". صدر العدد الأول في يونيو 2003. صدر العدد الأول في يونيو 2003. يشرف على تنفيذها مركز الروائع والإعلام. المجلة تخلو من الإعلانات ولا تباع. |

## و
| الغلاف | الاسم | هوية المجلة (التاريخ، البلد، الشركة) | وصف |
| ------ | ----- | ------------------------------------ | --- |
|        | وسام  | يناير 1990م                          | مجلة وسام هي مجلة أطفال أردنية شهرية ثقافية مصورة. صدر العدد الأول منها في يناير 1990. |
| الأردن | وسام  |                                      | مجلة وسام هي مجلة أطفال أردنية شهرية ثقافية مصورة. صدر العدد الأول منها في يناير 1990. |
|        | وسام  |                                      | مجلة وسام هي مجلة أطفال أردنية شهرية ثقافية مصورة. صدر العدد الأول منها في يناير 1990. |
|        | وطواط | 1956م                                | الوطواط هي مجلة أطفال لبنانية شهرية تصدر عن شركة المطبوعات المصورة. صدرت الطبعة الأولى منها عام 1965م وهي مجلة تعتمد على القصص الكرتونية الأمريكية الخاصة بالرجل الوطواط. تترأس تحرير المجلة ليلى شاهين داكروز وتديرها ليلى شقال. تعتمد المجلة على نشر قصة واحدة من مغامرات باتمان. توجه المجلة إلى الأطفال من سن 10 إلى 17 سنة. تنشر المجلة إعلانات بين الوقت والآخر وتباع ب100 قرش لبناني. |
| لبنان  | وطواط |                                      | الوطواط هي مجلة أطفال لبنانية شهرية تصدر عن شركة المطبوعات المصورة. صدرت الطبعة الأولى منها عام 1965م وهي مجلة تعتمد على القصص الكرتونية الأمريكية الخاصة بالرجل الوطواط. تترأس تحرير المجلة ليلى شاهين داكروز وتديرها ليلى شقال. تعتمد المجلة على نشر قصة واحدة من مغامرات باتمان. توجه المجلة إلى الأطفال من سن 10 إلى 17 سنة. تنشر المجلة إعلانات بين الوقت والآخر وتباع ب100 قرش لبناني. |
|        | وطواط |                                      | الوطواط هي مجلة أطفال لبنانية شهرية تصدر عن شركة المطبوعات المصورة. صدرت الطبعة الأولى منها عام 1965م وهي مجلة تعتمد على القصص الكرتونية الأمريكية الخاصة بالرجل الوطواط. تترأس تحرير المجلة ليلى شاهين داكروز وتديرها ليلى شقال. تعتمد المجلة على نشر قصة واحدة من مغامرات باتمان. توجه المجلة إلى الأطفال من سن 10 إلى 17 سنة. تنشر المجلة إعلانات بين الوقت والآخر وتباع ب100 قرش لبناني. |

## ي
| الغلاف | الاسم  | هوية المجلة (التاريخ، البلد، الشركة) | وصف |
| ------ | ------ | ------------------------------------ | --- |
|        | ينابيع | يناير 1993م                          | مجلة ينابيع هي مجلة فلسطينية شهرية شعارها: مجلة لكل البنات والبنين. صدر العدد الأول منها في يناير 1993م. مقر المجلة غزة ويترأسها محمد سلامة جرادة. صدر العدد الأول منها عام 1989م. |
| فلسطين | ينابيع |                                      | مجلة ينابيع هي مجلة فلسطينية شهرية شعارها: مجلة لكل البنات والبنين. صدر العدد الأول منها في يناير 1993م. مقر المجلة غزة ويترأسها محمد سلامة جرادة. صدر العدد الأول منها عام 1989م. |
|        | ينابيع |                                      | مجلة ينابيع هي مجلة فلسطينية شهرية شعارها: مجلة لكل البنات والبنين. صدر العدد الأول منها في يناير 1993م. مقر المجلة غزة ويترأسها محمد سلامة جرادة. صدر العدد الأول منها عام 1989م. |